# Red Bull Racing
Red Bull Racing (de son nom complet Red Bull Racing Limited) est une société britannique qui engage l'écurie Red Bull Racing (engagée en compétition sous la dénomination commerciale Oracle Red Bull Racing depuis 2022) et qui dispute le championnat du monde de Formule 1 sous licence autrichienne depuis 2007. L'écurie est fondée par Dietrich Mateschitz en 2005 avec le rachat par Red Bull de l'écurie Jaguar Racing, le dirigeant autrichien place Christian Horner et Helmut Marko à la tête de cette nouvelle structure. De 2010 à 2013, grâce à Mark Webber et Sebastian Vettel, Red Bull Racing remporte avec un moteur V8 Renault quatre titres de champion du monde des constructeurs tandis que Sebastian Vettel est couronné quatre fois de suite chez les pilotes. Son deuxième champion du monde est Max Verstappen qui lui apporte un cinquième titre pilotes en 2021, un sixième en 2022, un septième en 2023 et un huitième en 2024.
En 2014, début de l'ère des V6 turbo hybrides, Vettel fait équipe avec Daniel Ricciardo, le seul pilote à battre les Mercedes en remportant trois victoires. Vettel parti chez Ferrari, Daniil Kvyat rejoint Ricciardo en 2015 pour une saison sans victoire. Le tandem de pilotes reste le même en 2016 mais au bout de quatre Grand Prix, Max Verstappen remplace Kvyat qui retourne chez la Scuderia Toro Rosso. Dès sa première course avec Red Bull, au Grand Prix d'Espagne, Max Verstappen s'impose  et devient le plus jeune vainqueur de l'histoire de la Formule 1 à 18 ans, 7 mois et 15 jours. Ricciardo et Verstappen sont reconduits pour 2017 où ils remportent trois victoires, et 2018, où chacun des deux pilotes obtient deux succès. Ces deux saisons voient Red Bull Racing terminer à la troisième place du championnat constructeurs derrière Mercedes et Ferrari.
Pour 2019, l'écurie troque son moteur Renault après douze années de collaboration pour un propulseur Honda, et promeut Pierre Gasly aux côtés de Max Verstappen, alors que Daniel Ricciardo, qui a remporté sept Grands Prix pour Red Bull, rejoint Renault F1 Team. Durant la pause estivale, Pierre Gasly, dont le niveau est jugé insuffisant, retourne chez la Scuderia Toro Rosso ; il est remplacé par Alexander Albon qui perd son volant à l'issue de la saison 2020, au profit du pilote mexicain Sergio Pérez.
En 2021, Max Verstappen s'impose dix fois et remporte le titre mondial des pilotes tandis que l'écurie termine deuxième du championnat. Après le retrait de Honda à la fin de la saison, la nouvelle entité Red Bull Powertrains développe, en association étroite avec Honda, ses propres moteurs. En 2022, année de la mort de son fondateur Dietrich Mateschitz, l'écurie vit ce qui est à ce point la meilleure saison de son histoire, avec dix-sept victoires dont un record de quinze succès pour Verstappen qui lui apporte avec Sergio Pérez son cinquième titre constructeurs, neuf ans après le précédent. Mais en 2023, elle fait beaucoup mieux, avec 21 victoires sur 22 courses et un ratio record de 95,45 %, tandis que son pilote Max Verstappen en gagne 19 et s'adjuge son troisième titre mondial à six courses de fin. Pour la première fois aussi, l'écurie de Christian Horner réussit le doublé au championnat pilotes avec la deuxième place au classement de Sergio Pérez. Max Verstappen remporte son quatrième titre consécutif en 2024, mais Red Bull termine troisième du championnat constructeurs et fera courir Liam Lawson aux côtés du Néerlandais en 2025.

## Historique
Red Bull s'investit en Formule 1 en devenant actionnaire et sponsor de l'équipe Sauber de 1995 à 2001. Le 15 novembre 2004, la firme autrichienne, via sa société Red Bull Racing Limited, rachète à Ford l'écurie Jaguar Racing, elle-même issue d'un rachat de l'écurie Stewart Grand Prix en septembre 1999, pour une somme de 100 millions de dollars. Si la nouvelle écurie ainsi créée, Red Bull Racing, est de nationalité britannique, son propriétaire choisit néanmoins de l'engager en championnat du monde de Formule 1 sous licence autrichienne à partir de 2007,,,,,,.

### Saison 2005

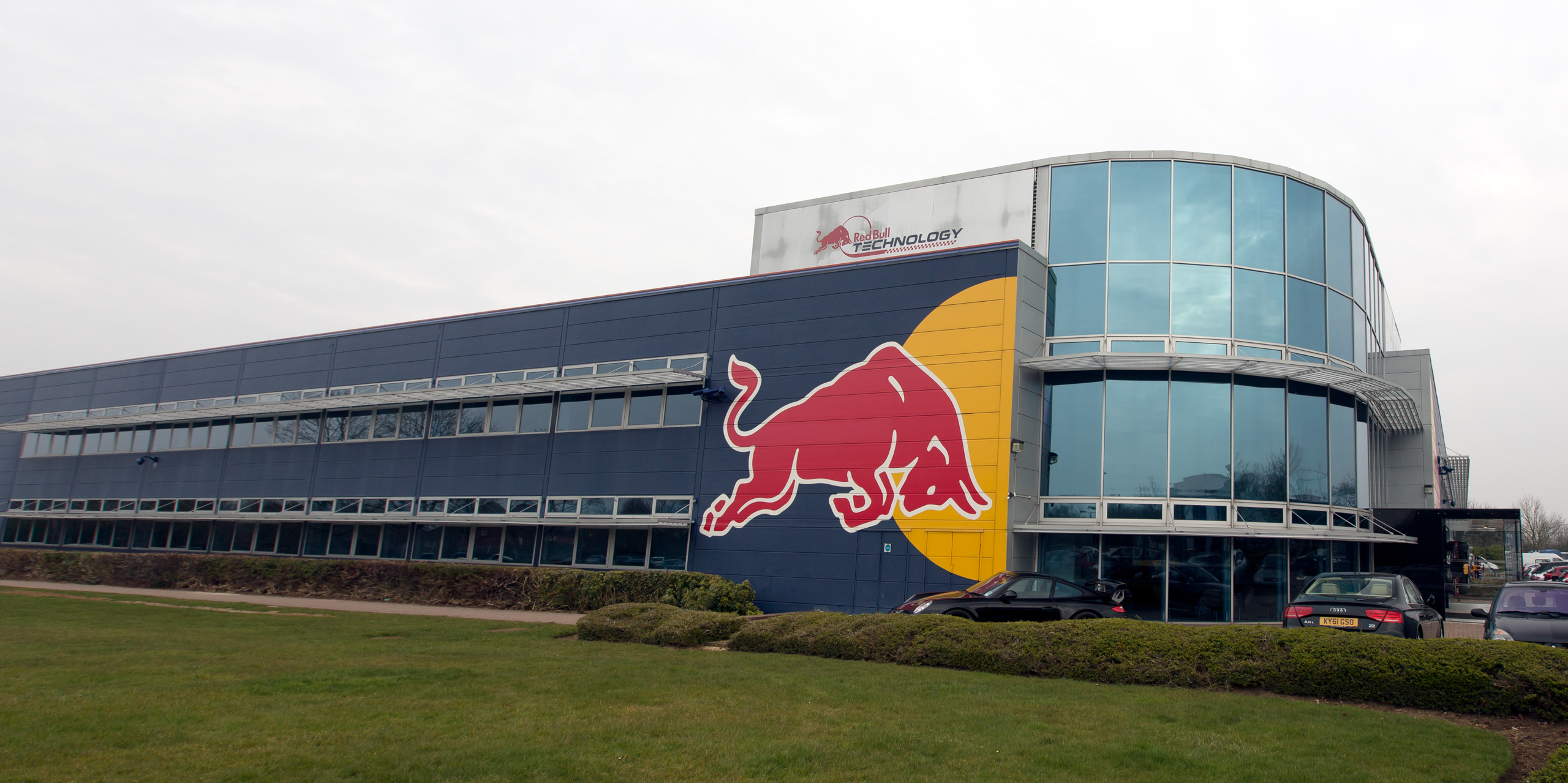
L'usine Red Bull Racing à Milton Keynes, Angleterre

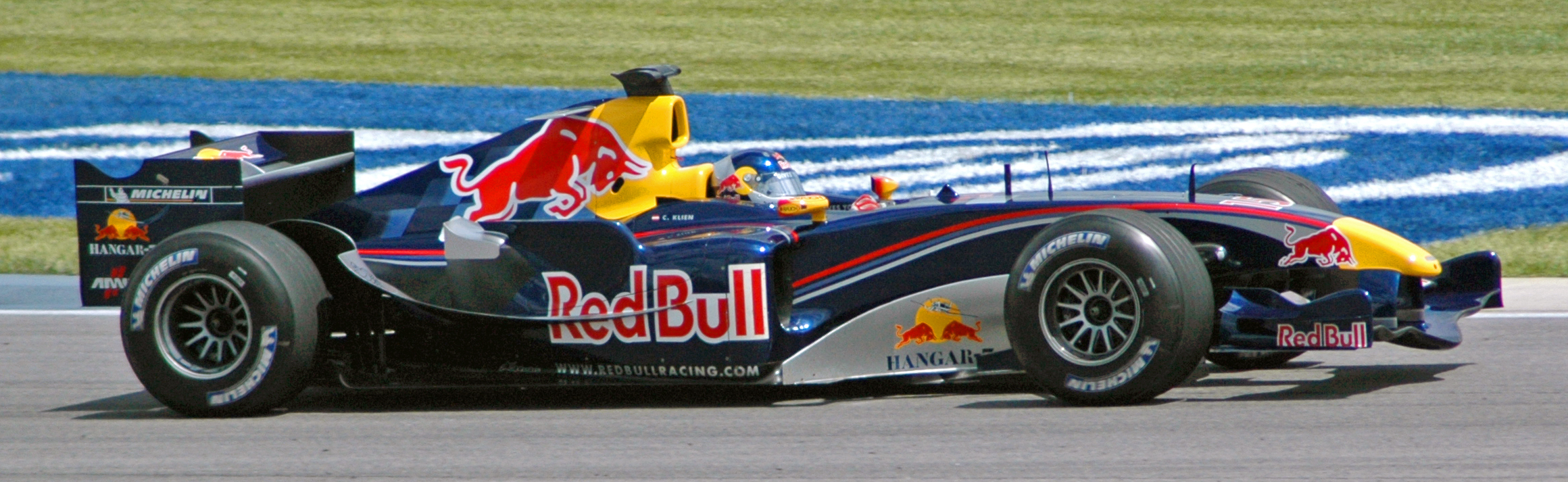
Christian Klien sur la RB1 au Grand Prix des États-Unis

Équipées de moteurs Cosworth revendus par Ford qui signe un contrat de fourniture avec Red Bull et la Scuderia Minardi, les monoplaces du Red Bull Racing sont une des bonnes surprises du début de saison. Le vétéran David Coulthard et le jeune Christian Klien, protégé de longue date de la firme autrichienne et pilote Jaguar Racing au moment du rachat, ramènent sept points du premier déplacement de l'année en Australie en terminant quatrième et septième. Red Bull commence ainsi sa première saison à la troisième place du championnat des constructeurs.
Faute d'un développement technique aussi rapide que la concurrence, la suite de la saison est moins brillante ; Coulthard termine toutefois sixième en Malaisie, quatrième en Europe et sixième au Japon tandis que Christian Klien termine le dernier Grand Prix de la saison, en Chine, à la cinquième place. L'équipe effectue une saison meilleure qu'à l'époque Jaguar globalement et termine à la septième place du championnat des constructeurs, avec 34 points.
Plus que par ses résultats, c'est par sa communication que l'équipe fait parler d'elle. Affichant un anticonformisme étudié, elle organise de grandes fêtes et pratique une politique marketing inédite en Formule 1 ; lors du Grand Prix de Monaco, les mécaniciens chargés des ravitaillements opèrent dans la tenue de la garde impériale du film Star Wars, épisode III : La Revanche des Sith afin d'assurer la promotion du film. Red Bull édite également un fanzine à l'humour corrosif intitulé « The Red Bulletin », loin des parutions conventionnelles de la concurrence.
Fin 2005, Red Bull rachète la Scuderia Minardi et la rebaptise Scuderia Toro Rosso ; l'équipe italienne, basée à Faenza, sert désormais d'écurie satellite à Red Bull Racing.

### 2006: une saison en dents de scie

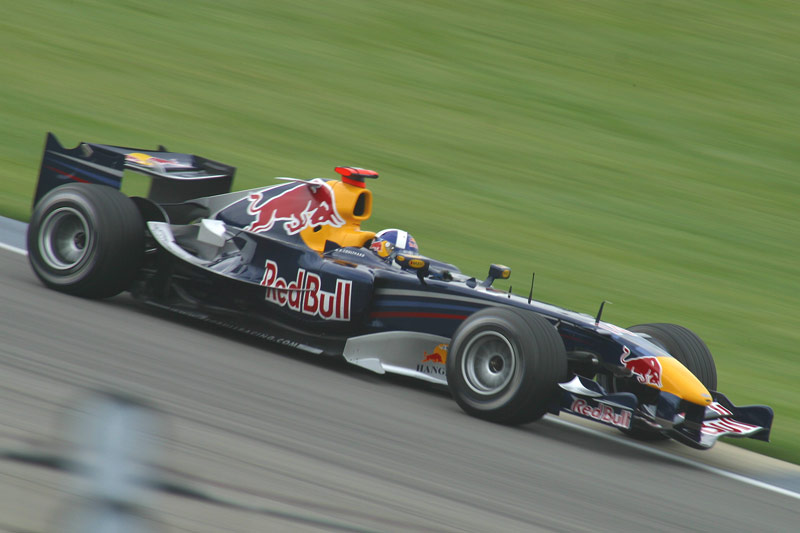
David Coulthard sur la RB2 au Grand Prix des États-Unis

En 2006, l'équipe conserve son duo de pilotes mais troque le moteur Cosworth pour un bloc Ferrari. Red Bull attire l'ingénieur Adrian Newey qui a contribué aux succès de Williams F1 Team et McLaren Racing dans les années 1990 et 2000 ; il ne peut cependant pas travailler sur la Red Bull RB2 de 2006.
La deuxième saison s'avère plus difficile que la première, la RB2, moins performante, connaît beaucoup de problèmes de fiabilité en début de saison. Après six Grands Prix, Red Bull a inscrit deux points et est huitième du championnat.
Toutefois, à Monaco, David Coulthard réalise le premier podium de l'écurie en terminant troisième. Il monte sur le podium vêtu de la cape de Superman dans le cadre de la promotion du film Superman Returns.
Cette performance n'est suivie que par la cinquième place de l'Écossais en Hongrie, les résultats tardant à décoller. En fin de saison, Christian Klien est remplacé par Robert Doornbos, sans plus de résultat. Red Bull se classe septième du championnat, comme l'année précédente avec seize points, deux fois moins qu'en 2005.

### Saison 2007

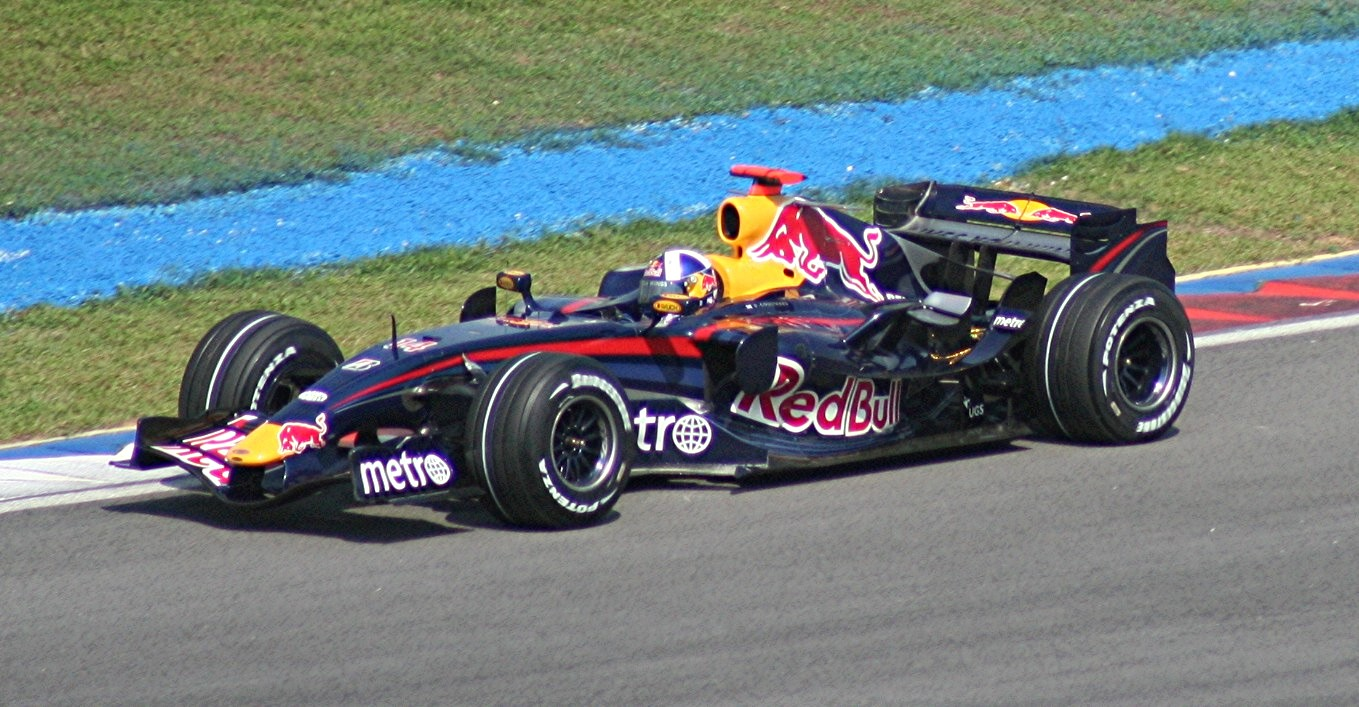
David Coulthard sur la RB3 en Malaisie

En 2007, l'écurie, qui courait sous licence britannique depuis sa création, dispose désormais d'une licence autrichienne. David Coulthard, dont les prestations régulières donnent satisfaction à ses employeurs, est confirmé ; il a comme nouveau coéquipier, l'Australien Mark Webber en provenance de Williams F1 Team qui a piloté pour Jaguar en 2003 et 2004. Les deux hommes pilotent la RB3, la première conçue par Adrian Newey. L'équipe change une nouvelle fois de moteur, le bloc Ferrari laissant la place au Renault.
Le début de saison est difficile à cause d'un manque de fiabilité. Red Bull doit attendre le quatrième Grand Prix pour inscrire ses premiers points avec la cinquième place de David Coulthard en Espagne. Après le neuvième Grand Prix, l'écurie a inscrit six points et pointe au septième rang du championnat.
Red Bull progresse dans la seconde partie de la saison, sans venir à bout de ses problèmes de fiabilité. Webber se hisse sur la troisième marche du podium au terme du Grand Prix d'Europe alors que son coéquipier finit cinquième, ce qui constitue la meilleure course de l'équipe. Au Japon, sous la pluie, Coulthard finit quatrième tandis que Webber abandonne après une collision avec Sebastian Vettel sous le régime de la voiture de sécurité alors qu'il était deuxième.
Red Bull finit cinquième du championnat constructeurs, son meilleur résultat, avec 24 points.

### Saison 2008

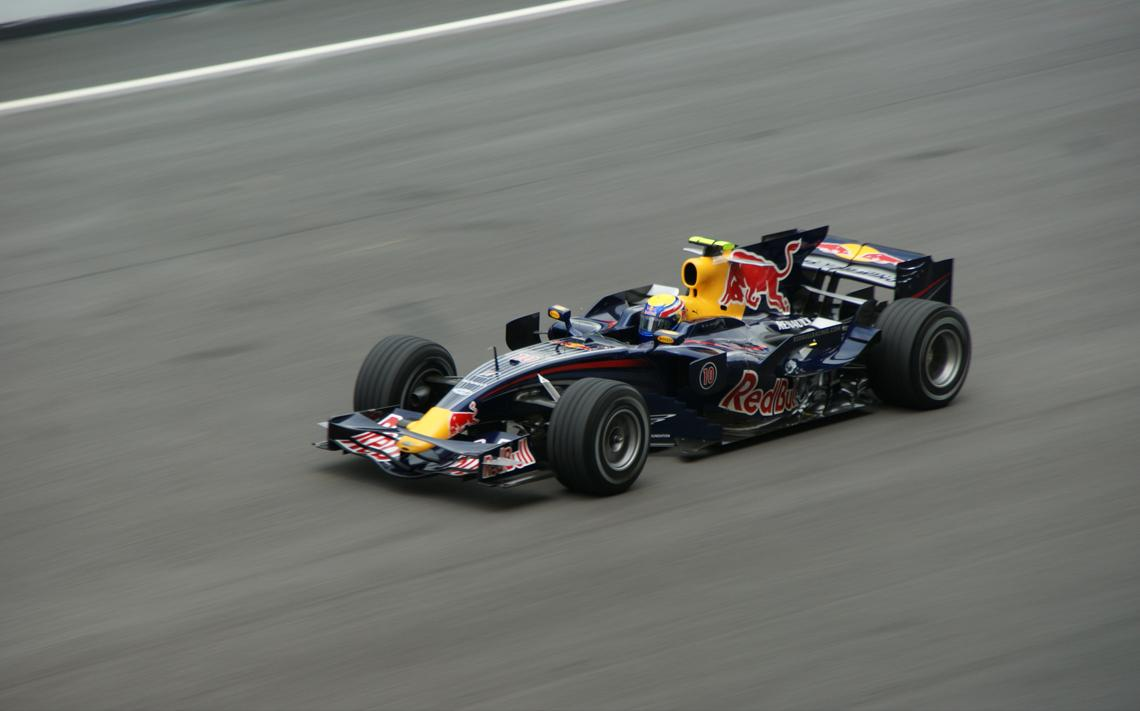
Mark Webber sur la RB4 en Malaisie

David Coulthard ayant prolongé son contrat pour la saison 2008, l'équipe Red Bull aligne le même duo de pilotes que l'année précédente.
La première partie de saison voit Red Bull obtenir des résultats corrects, Webber se classant régulièrement dans les points (cinquième en Espagne, quatrième à Monaco et sixième en France) et Coulthard réalisant la meilleure performance de la saison au Canada, en terminant troisième d'un Grand Prix remporté par Robert Kubica. Après huit Grands Prix, Red Bull a inscrit 24 points, autant que sur la totalité de la saison passée, et se trouve en quatrième position provisoire.
La deuxième partie de saison se révèle plus difficile, l'écurie n'inscrivant que cinq points. Webber passe proche d'un beau résultat en Italie où, qualifié troisième, il évolue parmi les premiers avant de partir en tête-à-queue et de terminer huitième.
Le bilan de la saison est contrasté : si Red Bull finit septième du championnat avec 29 points, progressant par rapport à 2007, et a réalisé un nouveau podium, elle est devancée de dix points par la Scuderia Toro Rosso, sixième, qui a obtenu sa première pole position et sa première victoire grâce à Sebastian Vettel alors que Red Bull Racing est toujours en attente de tels résultats après quatre saisons.
David Coulthard, qui prend sa retraite à l'issue de la saison, est remplacé par l'Allemand Sebastian Vettel, aux côtés de Mark Webber au volant de la RB5, qui a un élément unique avec sa suspension à tirants, en 2009.

### 2009: vice-champion du monde

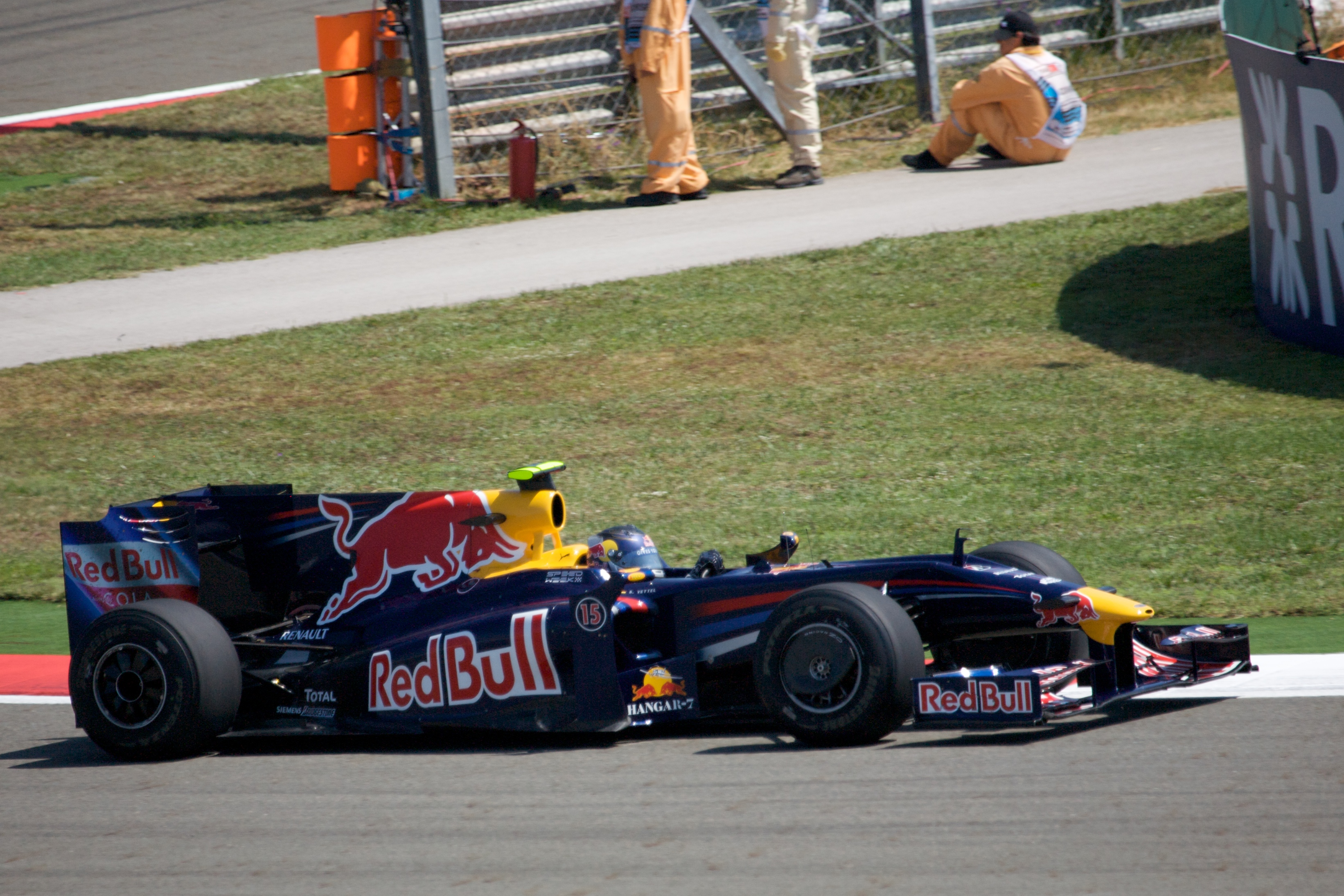
Sebastian Vettel sur la RB5 en Turquie

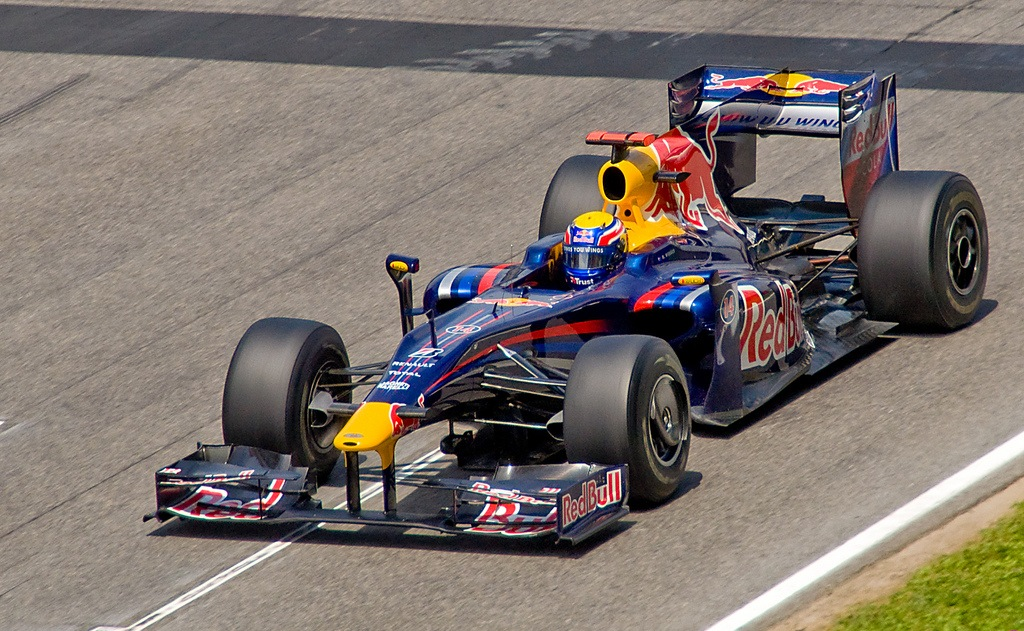
Mark Webber sur la RB5 en Espagne

Vettel se qualifie en troisième position du Grand Prix inaugural en Australie et occupe la deuxième place jusqu'à un accrochage avec Robert Kubica. En Malaisie, Vettel se qualifie à nouveau en troisième position avant d'être rétrogradé de dix places à cause de son accrochage en Australie, duquel il a été reconnu responsable. En course, Vettel part en tête-à-queue sous la pluie et abandonne tandis que Webber termine sixième et inscrit un point et demi, la course ayant été arrêtée avant l'atteinte des 75 % de la distance.
Les efforts de l'équipe sont récompensés en Chine grâce à la pole position de Vettel, la première de Red Bull Racing en 74 tentatives ; Mark Webber se qualifie troisième. Le lendemain, au terme d'une course pluvieuse dominée par les Red Bull, Vettel obtient la première victoire de l'écurie autrichienne ; Webber, en terminant deuxième, permet à l'écurie de réaliser un doublé et de remonter à la deuxième place au championnat des constructeurs. À Bahreïn, Vettel se classe deuxième : l'équipe compte 27,5 points, soit mieux en quatre Grands Prix que sur toute la saison précédente. Webber termine troisième derrière les Brawn de Jenson Button et Rubens Barrichello en Espagne, consolidant la deuxième place de l'équipe avec 38,5 points, battant déjà son meilleur score, de 34 points en 2005.
À Monaco, Brawn réalise un second doublé consécutif alors que Webber termine cinquième et que Vettel part à la faute à Sainte Dévote et abandonne. Si l'Allemand réalise la pole position en Turquie, il se rate au premier tour de la course et laisse la tête puis la victoire à Jenson Button devant Webber et lui. En Grande-Bretagne toutefois, Vettel réalise la pole position et Webber est troisième. Vettel effectue le meilleur tour en course et le premier hat-trick de sa carrière tandis que Webber permet à l'écurie de réaliser son deuxième doublé. En Allemagne, Webber réalise ses premières pole position et victoire, malgré une pénalité pour un contact avec Barrichello au départ de la course, devant son coéquipier. Red Bull réduit son retard sur Brawn à 19,5 points.
En Hongrie, Vettel s'élance deuxième devant Webber, derrière la Renault de Fernando Alonso ; seul Webber est dans les points avec la troisième place, Vettel abandonnant sur une casse de suspension. Au Grand Prix d'Europe, à Valence, aucune Red Bull n'inscrit de point (Webber termine neuvième et Vettel casse son moteur) alors que la victoire revient à Barrichello. En Belgique, Vettel est troisième quand la meilleure Brawn est septième mais l'écurie autrichienne ne marque ensuite qu'un point en Italie alors que Brawn GP réalise un nouveau doublé.À Singapour, l'écart culmine à 42,5 points et prive Red Bull de chances réalistes d'être championne du monde.
La fin de saison est à l'avantage de Red Bull qui remporte les trois derniers Grands Prix, Vettel et Webber faisant le doublé à Abou Dabi malgré la pression de Jenson Button sur l'Australien en fin de course. Red Bull Racing termine vice-championne du monde des constructeurs et ses pilotes Vettel et Webber se classent deuxième et quatrième. 2009 est la meilleure saison de l'écurie depuis son engagement en championnat avec 153,5 points inscrits, six victoires, seize podiums, cinq pole positions, six meilleurs tours en course et quatre doublés. L'écurie est la seule à avoir fait gagner le moteur Renault, la meilleure performance de Renault F1 Team étant une troisième place avec Fernando Alonso.

### 2010: champion du monde

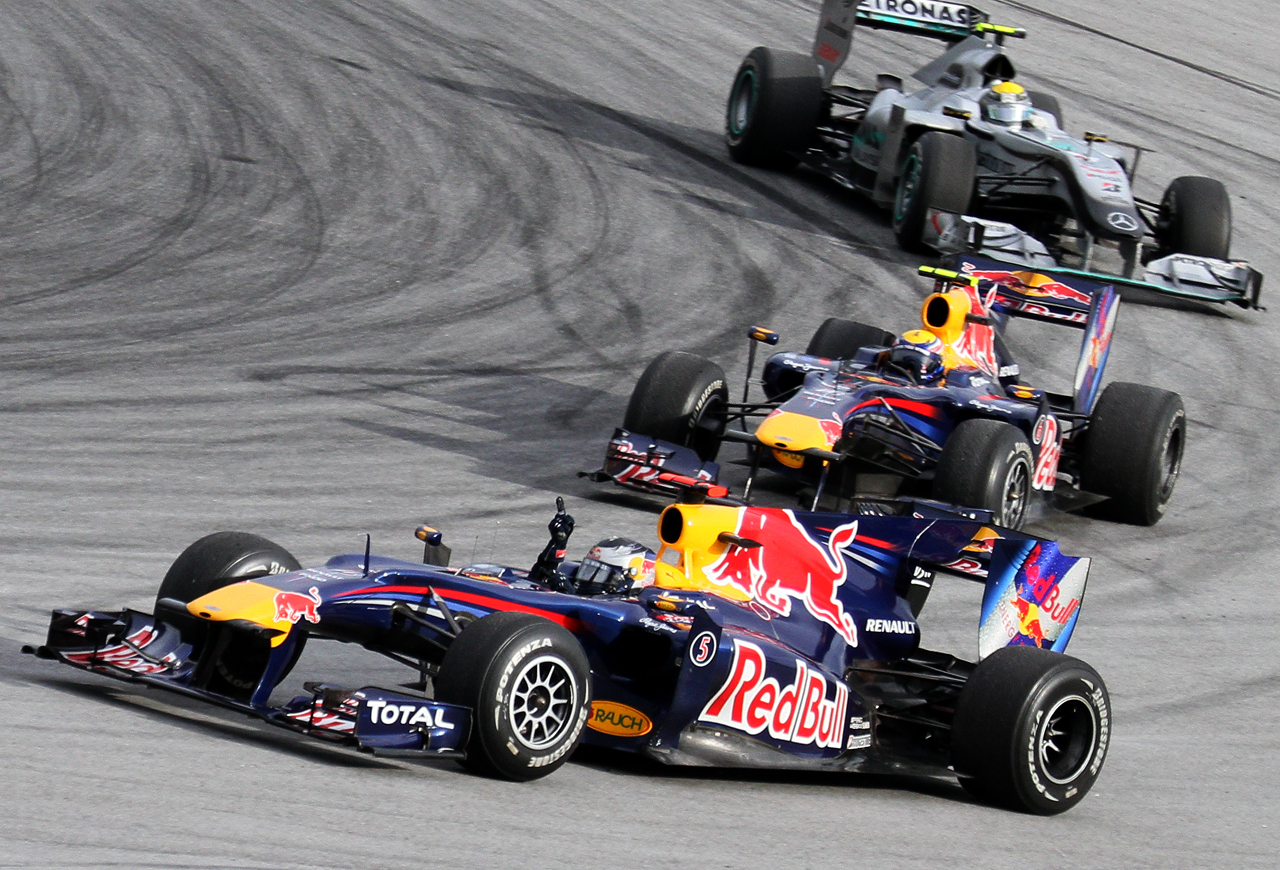
Sebastian Vettel et Mark Webber au Grand Prix de Malaisie

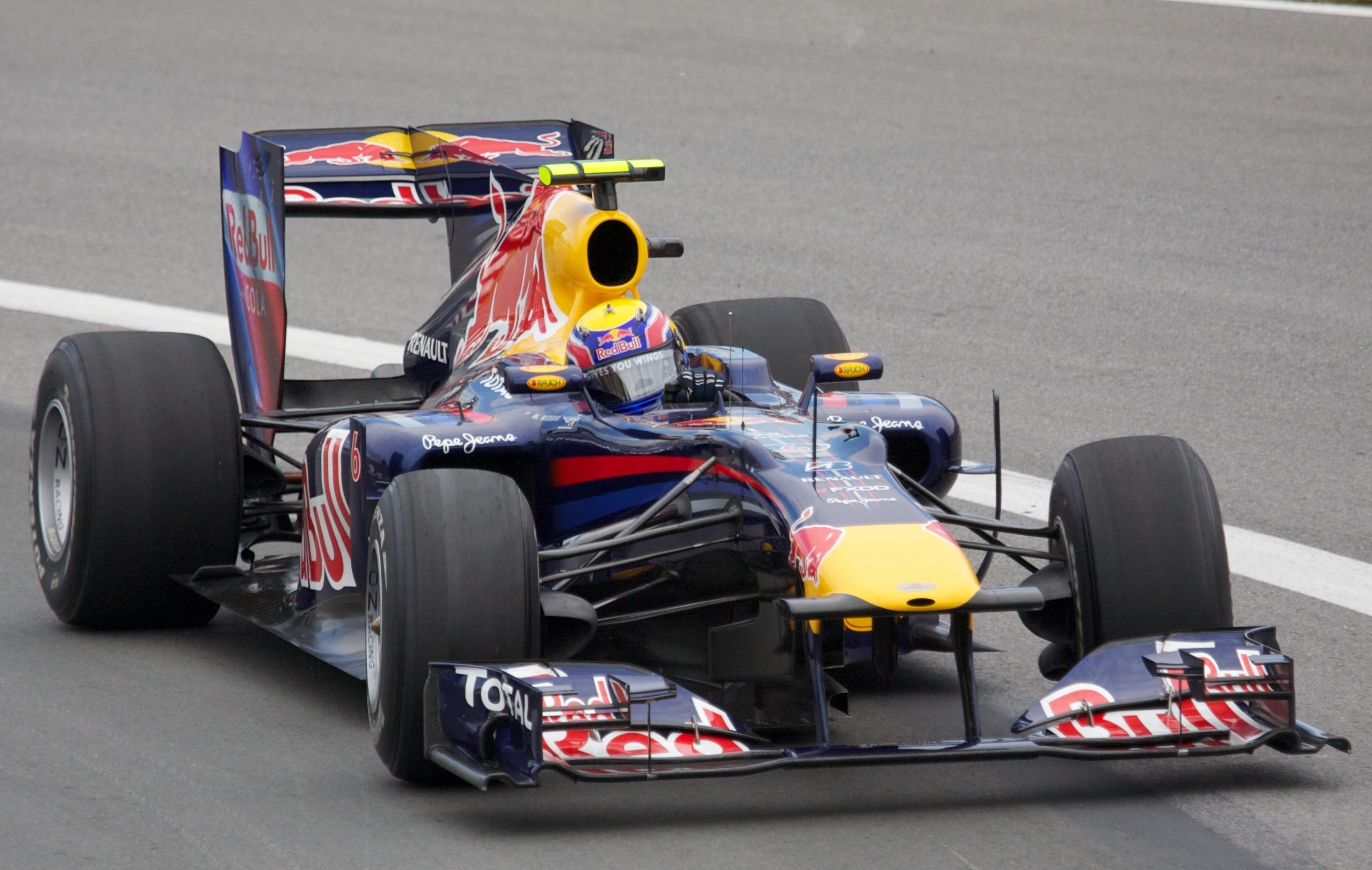
Mark Webber au Grand Prix du Canada

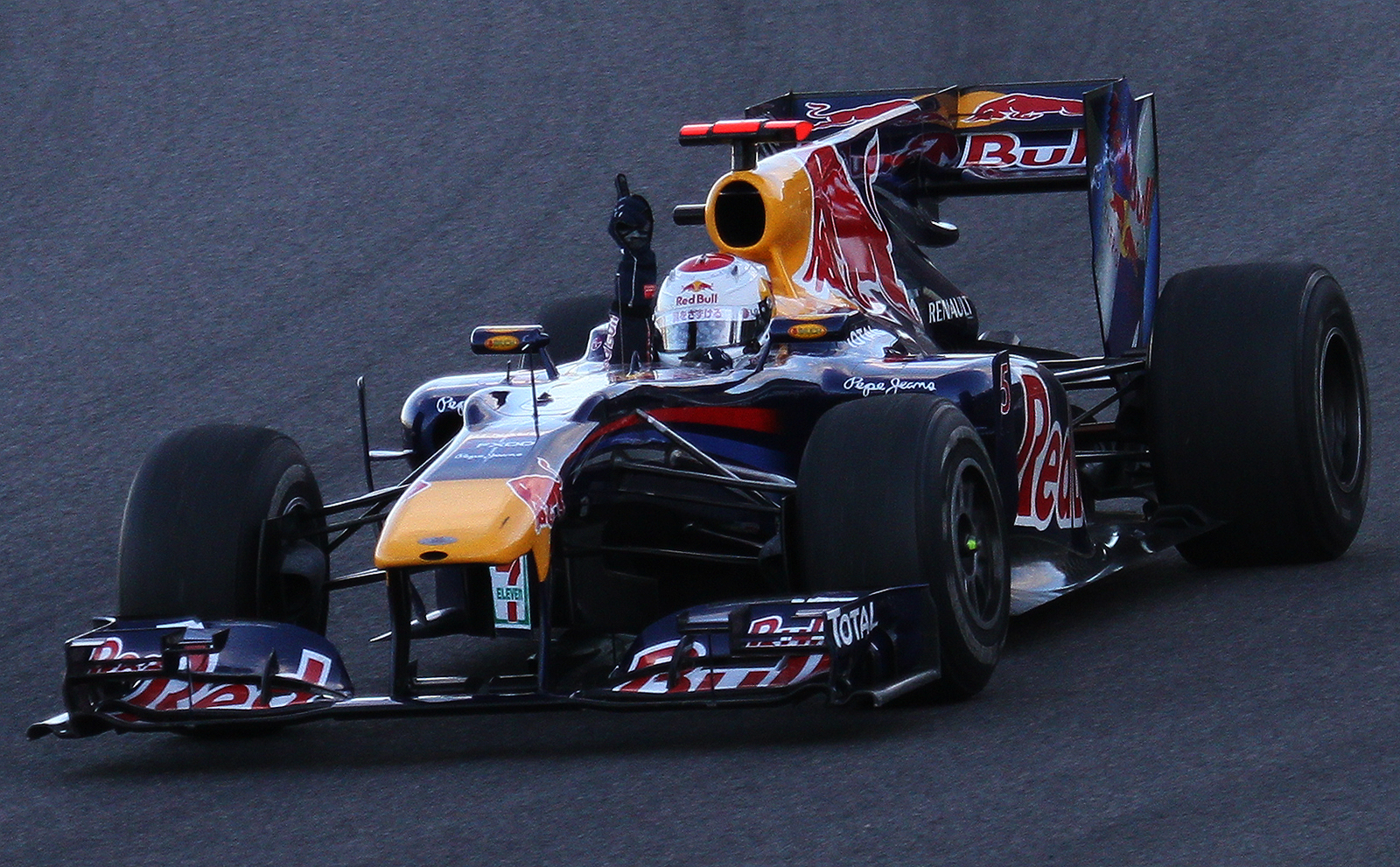
Sebastian Vettel après sa victoire lors du Grand Prix du Japon

En 2010, Red Bull conserve ses pilotes et le même motoriste, le châssis est une évolution de la monoplace RB5. Dès le début de saison, Red Bull confirme son statut de favori avec de brillantes performances en qualification mais peine en course à cause de problèmes techniques ou d'incidents. À Bahreïn, Vettel termine quatrième alors qu'il menait nettement la course avant de connaître un problème de puissance. En Grand Prix d'Australie, en pole position devant son coéquipier (la première première ligne 100 % Red Bull), alors qu'il mène largement la course, Vettel abandonne à cause de la casse de l'écrou d'une roue avant. Webber percute Lewis Hamilton en fin de course et échoue à la neuvième place. Malgré deux pole positions, Red Bull ne pointe qu'au quatrième rang avec 18 points, quand Ferrari est leader avec 70.
En Malaisie, Webber fait la pole position sous la pluie quand Vettel part troisième. Les Red Bull dominent et obtiennent leur premier doublé de la saison, Vettel devant Webber, ce qui permet à Red Bull de remonter à la troisième place. Le Grand Prix de Chine se solde par une déception pour Red Bull : première ligne et sixième et huitième à l'arrivée. Red Bull stagne à la troisième place avec 36 points de retard sur McLaren.
En Espagne, Webber et Vettel partent en première ligne. Webber domine et remporte l'épreuve tandis que Vettel connaît un problème de freins et termine troisième. Red Bull revient à six points de McLaren qu'elle dépasse à l'issue du doublé réalisé à Monaco, menant le championnat du monde de Formule 1 pour la première fois, tout comme son pilote Webber, à égalité de points avec Vettel. En Turquie, Webber réalise la septième pole position consécutive de l'équipe ; dans une tentative de dépassement de l'Allemand, ils s'accrochent, causant l'abandon de Vettel et laissant Webber à la troisième place derrière les McLaren qui reprennent la tête du championnat. Des tensions commencent ainsi à apparaître dans l'équipe.
Au Canada, les Red Bull, battues pour la première fois de la saison en qualifications par la McLaren de Lewis Hamilton, échouent au pied du podium. En Europe, Vettel s'impose tandis que Webber, qui s'est arrêté très tôt dans la course, repart en fond de classement ; en tentant de dépasser la Lotus d'Heikki Kovalainen, il le percute et est victime d'un spectaculaire accident : la Red Bull fait presque un looping et s'écrase dans un mur de pneus. L'Australien perd la tête du championnat et Red Bull se retrouve à 30 points de McLaren.
À Silverstone, si les Red Bull partent en première ligne, une polémique naît durant le weekend : quand Vettel casse son aileron avant aux essais libres, Red Bull lui donne celui de Webber. Au départ, Vettel, qui patine, au contraire de Webber, le tasse. Quelques mètres plus loin, après une excursion hors-piste, Vettel crève et doit passer par les stands ; il termine septième quand son coéquipier remporte la course. En Allemagne, Vettel réalise la pole position pour deux millièmes devant Fernando Alonso. Le lendemain, auteur d'un mauvais départ, il tente d'empêcher l'Espagnol de passer mais sa manœuvre échoue et permet même à la Ferrari de Felipe Massa de passer en tête. Vettel se classe troisième derrière les Ferrari tandis que Webber termine sixième.
En Hongrie, les Red Bull sont nettement au-dessus de la concurrence mais Vettel est pénalisé d'un drive-through pour avoir laissé trop d'écart entre lui et Webber lorsque la voiture de sécurité s'est effacée. Webber remporte le Grand Prix et reprend la tête du championnat tandis que Vettel termine troisième ; Red Bull récupère également la première place.
Après la trêve estivale, Webber obtient la pole position en Belgique mais rate son envol. Quelques tours plus tard, Vettel part à la faute à la chicane et percute Jenson Button. L'Allemand reçoit un deuxième drive-through consécutif pour cet accrochage et termine quinzième tandis que Webber monte sur la deuxième marche du podium. En Italie, ils terminent quatrième et sixième puis montent sur le podium à Singapour, Vettel est resté dans le sillage du vainqueur Alonso toute la course tandis que Webber s'est accroché avec Hamilton.
Au Japon, Vettel et Webber font le doublé en qualifications et en course. À trois Grands Prix de la fin de la saison, Webber mène, avec 220 points, face à Alonso et Vettel avec 206 unités, tandis que Red Bull, avec 45 points d'avance sur McLaren, a plus d'une course d'avance. Si les voitures autrichiennes monopolisent la première ligne pour la huitième fois de la saison au Grand Prix de Corée du Sud, aucune ne voit l'arrivée d'une course perturbée par la pluie : Mark Webber, en tête-à-queue, est percuté par Nico Rosberg, causant leurs abandons, et le moteur de Sebastian Vettel casse à une dizaine de tours de la fin de course. Fernando Alonso reprend la tête du championnat à Webber pour onze points, Vettel étant relégué à vingt-cinq points. Au Brésil, Vettel s'impose devant Webber, permettant à Red Bull Racing de réaliser son quatrième doublé de la saison et de remporter son premier titre mondial des constructeurs. Alonso occupe toujours la tête du classement des pilotes, Webber a huit points de retard et Vettel quinze.
À Abou Dabi, l'Allemand réalise sa dixième pole position de la saison tandis que Webber s'élance cinquième, derrière Alonso. La Scuderia Ferrari choisit de calquer la stratégie de son pilote sur celle de l'Australien et ignore Vettel qui remporte la course. Or, Alonso et Webber restent bloqués toute la course derrière la Renault de Vitaly Petrov, sixième, et n'inscrivent pas assez de points pour obtenir le titre mondial. Sebastian Vettel devient le plus jeune champion du monde de l'histoire pour quatre points. Red Bull conclut sa sixième saison en étant sacrée championne du monde des constructeurs avec 498 points, quinze pole positions, huit premières lignes monopolisées, neuf victoires, quatre doublés et des pilotes champion du monde et troisième.

### 2011: double champion du monde

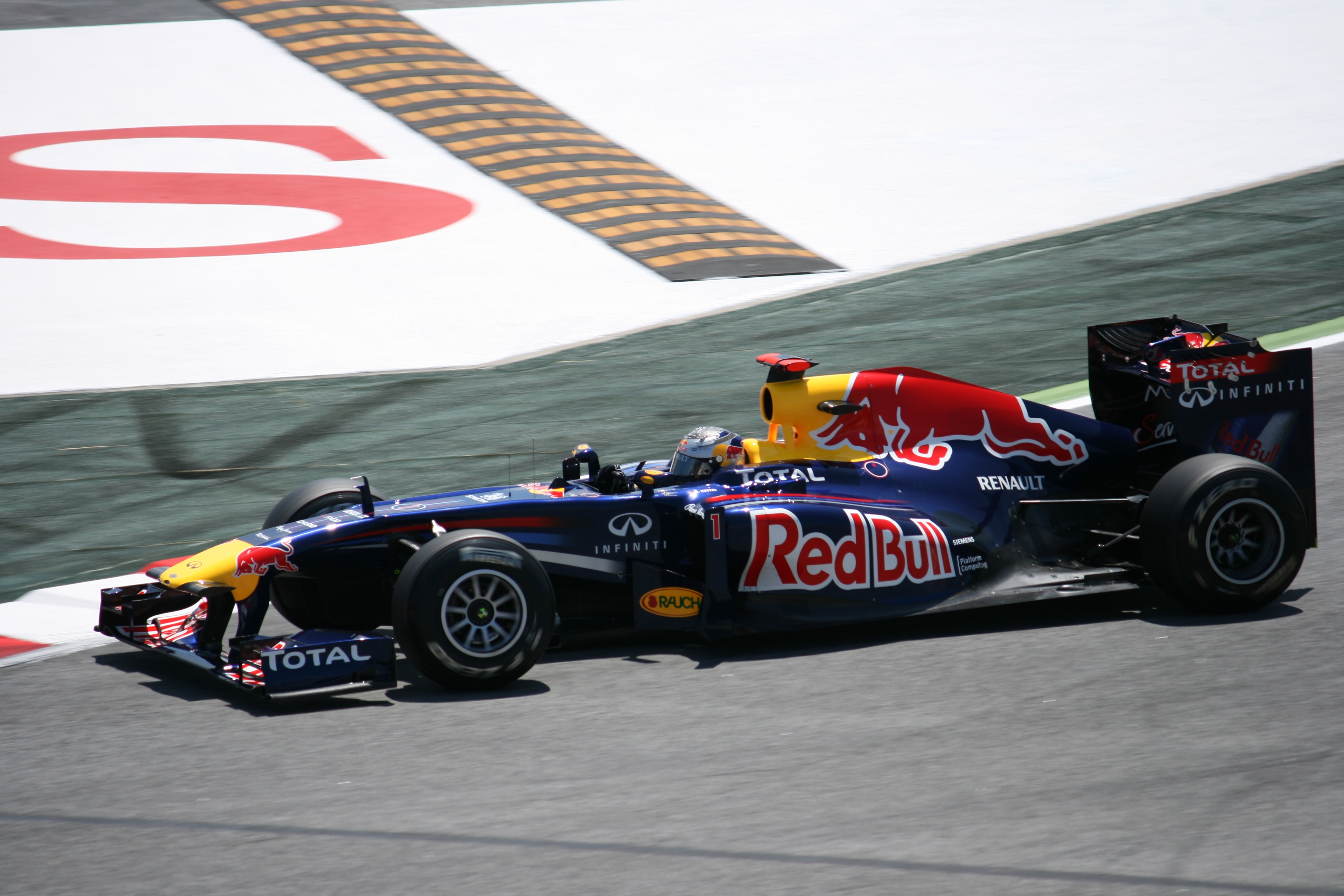
Sebastian Vettel s'impose au Grand Prix d'Espagne

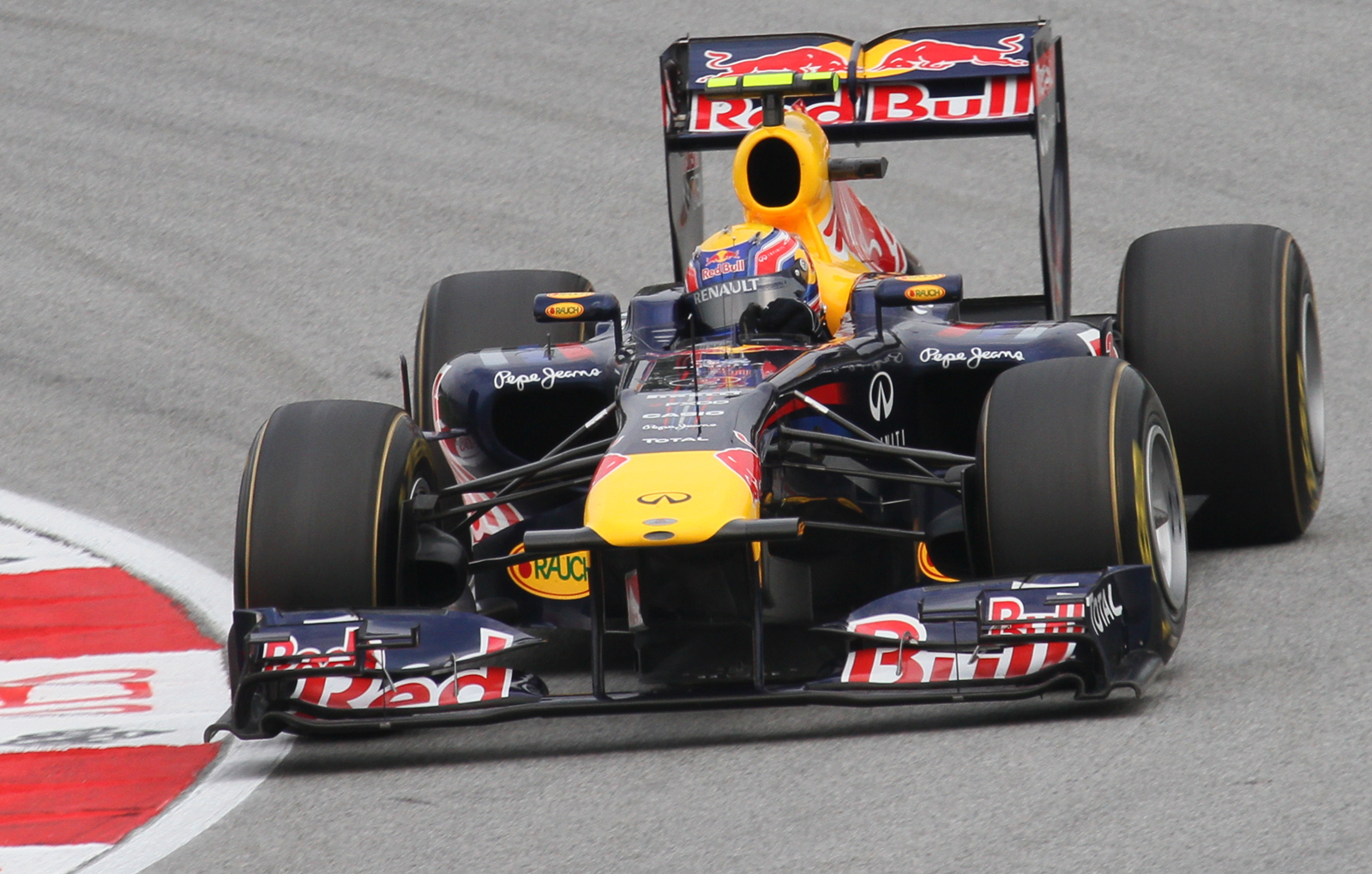
Mark Webber au Grand Prix de Malaisie

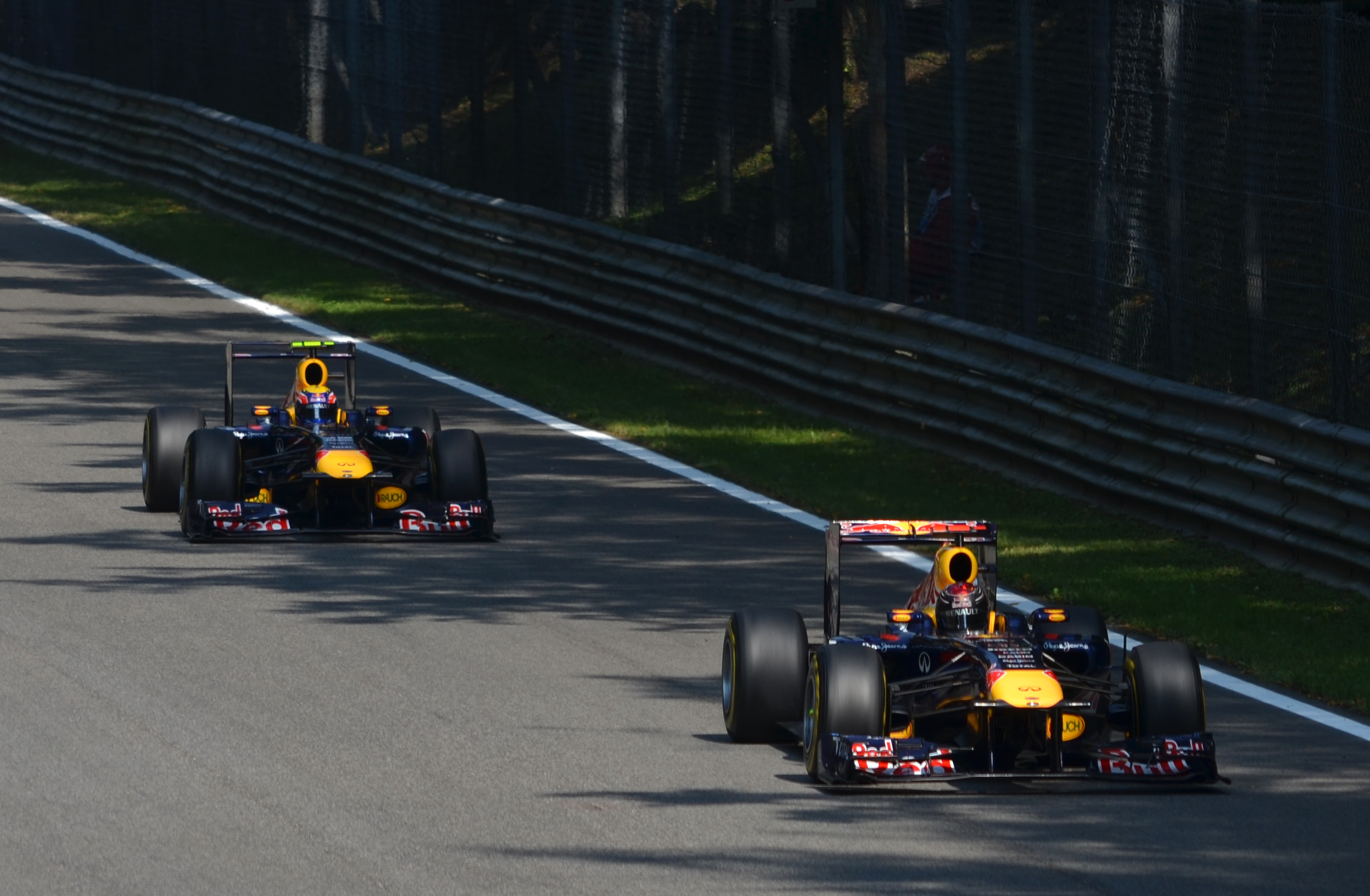
Les Red Bull au Grand Prix d'Italie (Vettel devant Webber)

Dès Melbourne, la RB7 empoche aisément la pole position avec huit dixièmes d'avance sur Lewis Hamilton et sans SREC, et la victoire aux mains du champion du monde alors que Webber, parti troisième, termine cinquième. Vettel confirme à Sepang par un nouveau doublé pole position / victoire (quand Webber est quatrième) puis termine deuxième derrière Hamilton à Shanghaï où Webber monte son premier podium de la saison en terminant troisième après être parti dix-huitième. Cette première défaite de la saison fait que Red Bull voit McLaren revenir à vingt points.
En Turquie, l'écurie obtient son premier doublé (Vettel devant Webber) de la saison, autant en qualifications qu'en course. À Barcelone, malgré la pole position de Webber, Vettel s'impose à nouveau, sous la pression de Lewis Hamilton, et fait de même à Monaco, Webber, à chaque fois distancé en course, termine quatrième. À Montréal, au terme d'un Grand Prix perturbé par la pluie, Vettel, auteur de la pole position et en tête jusqu'à l'avant-dernier tour, craque dans les derniers kilomètres face à Jenson Button et termine deuxième devant son coéquipier qui s'est accroché avec Lewis Hamilton au départ. Au Grand Prix d'Europe, Sebastian Vettel réalise un hat-trick et Webber se classe troisième, ce qui permet à Red Bull Racing de conforter sa première place au championnat avec 89 points d'avance sur McLaren.
En Grande-Bretagne, les Red Bull partent en première ligne mais un arrêt au stand trop long fait perdre la course à Vettel qui termine deuxième devant Webber. En Allemagne, l'Australien fait la pole position tandis que Vettel part troisième. Webber termine troisième en Allemagne où, devant son public, Vettel se classe quatrième : pour la première fois de la saison, le champion du monde en titre n'est pas sur le podium, mettant fin à une série de 11 podiums consécutifs entamée au Brésil en 2010. Vettel réalise sa seule grosse faute de la saison en course : il part en tête-à-queue en début de course et est ensuite aux prises avec Felipe Massa pour la quatrième place, l'obtenant à l'issue de leur dernier arrêt au stand.
En Hongrie, Vettel, en pole position, termine deuxième et Webber cinquième. Red Bull possède alors 103 points d'avance sur McLaren avant la pause estivale (383 à 280). En Belgique, l'équipe réalise son deuxième doublé de l'année, Vettel part de la pole position et remporte la course devant son coéquipier. En Italie, Vettel remporte sa huitième victoire de l'année après avoir à nouveau signé la pole position tandis que Mark Webber, après un accrochage avec Massa, se retrouve sans aileron avant, échoue dans les graviers, et abandonne, une première pour Red Bull depuis le début de la saison. À Singapour, Sebastian Vettel, en pole position, remporte sa neuvième victoire de la saison devant Jenson Button, son unique rival pour le titre mondial. Mark Webber, parti deuxième, termine troisième de la course. À Suzuka, Vettel réalise la seizième pole position consécutive de l'écurie autrichienne, pour seulement neuf millièmes face à Jenson Button. Le lendemain, Button s'impose mais Vettel, troisième, remporte son deuxième titre mondial, à quatre courses de la fin de saison.
En Corée du Sud, Red Bull, bien que battue en qualifications pour la seule fois de l'année par McLaren et Lewis Hamilton, obtient sa dixième victoire de la saison et son deuxième titre mondial des constructeurs grâce aux points récoltés par Vettel, vainqueur, et Webber, troisième, s'assurant mathématiquement les deux championnats alors que trois Grands Prix restent à courir.
Pour le premier Grand Prix d'Inde de l'histoire, les RB7 monopolisent la première ligne, Red Bull obtient sa seizième pole position de l'année et bat le record qu'elle co-détenait avec Williams et McLaren. Vettel remporte sa onzième victoire de la saison tandis que Webber termine quatrième. À Abou Dabi, Vettel abandonne pour la première fois en dix-neuf courses après une crevaison dans le premier tour et Webber se classe à nouveau quatrième, ce qui met fin à une série de dix-neuf podiums consécutifs pour Red Bull. Au Brésil, la dernière manche du championnat, Vettel réalise sa quinzième pole position de la saison, battant le record réalisé par Nigel Mansell en 1992. Webber remporte sa seule victoire de la saison, devant son coéquipier, victime d'un problème de boîte de vitesses.
Red Bull a donc dominé cette saison et a remporté douze victoires, dix-huit pole positions, obtenu vingt-sept podiums et inscrit 650 points, mieux que le précédent record qu'elle a fixé la saison précédente.

### 2012: triple champion du monde

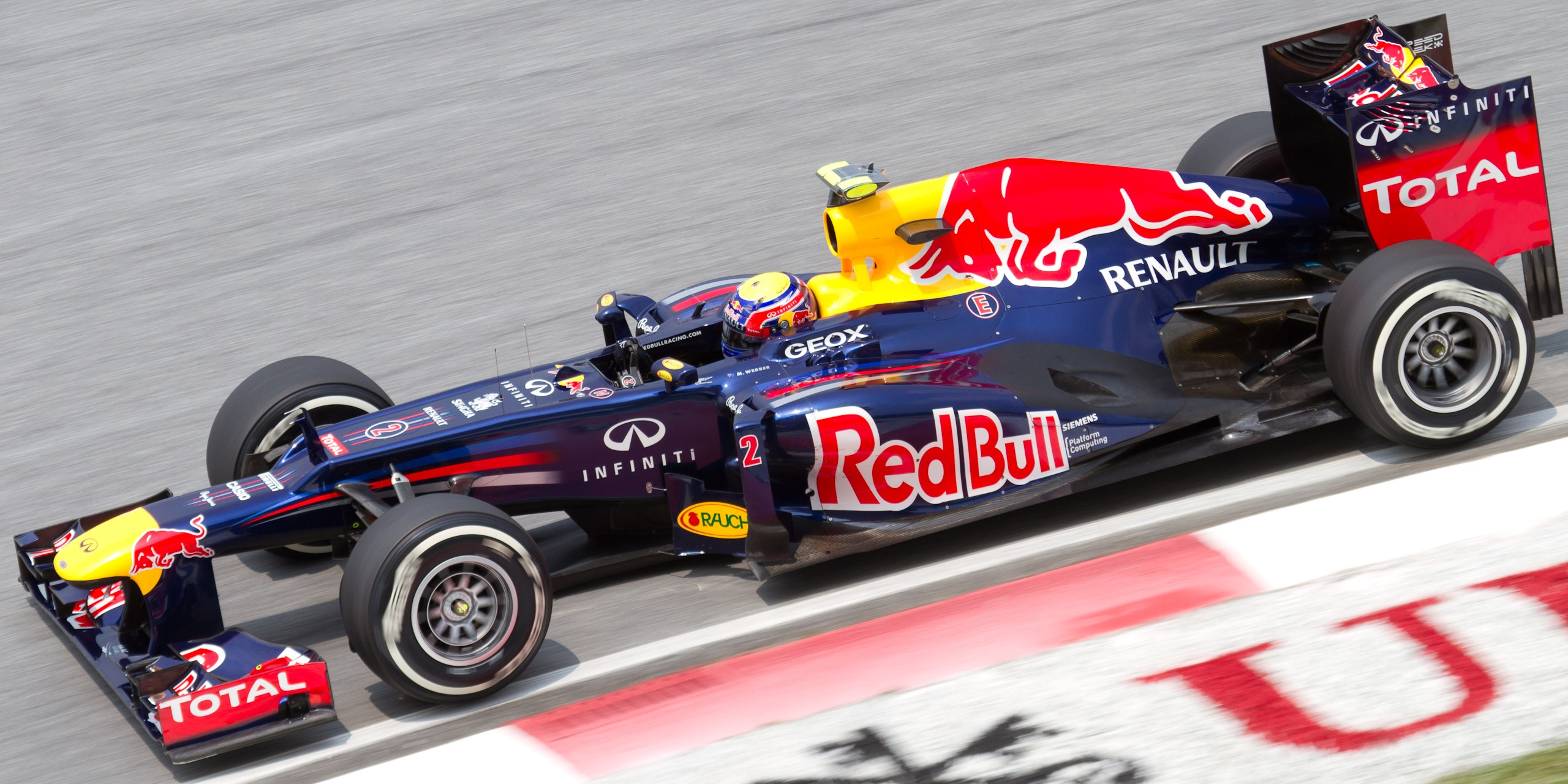
Mark Webber au Grand Prix de Malaisie

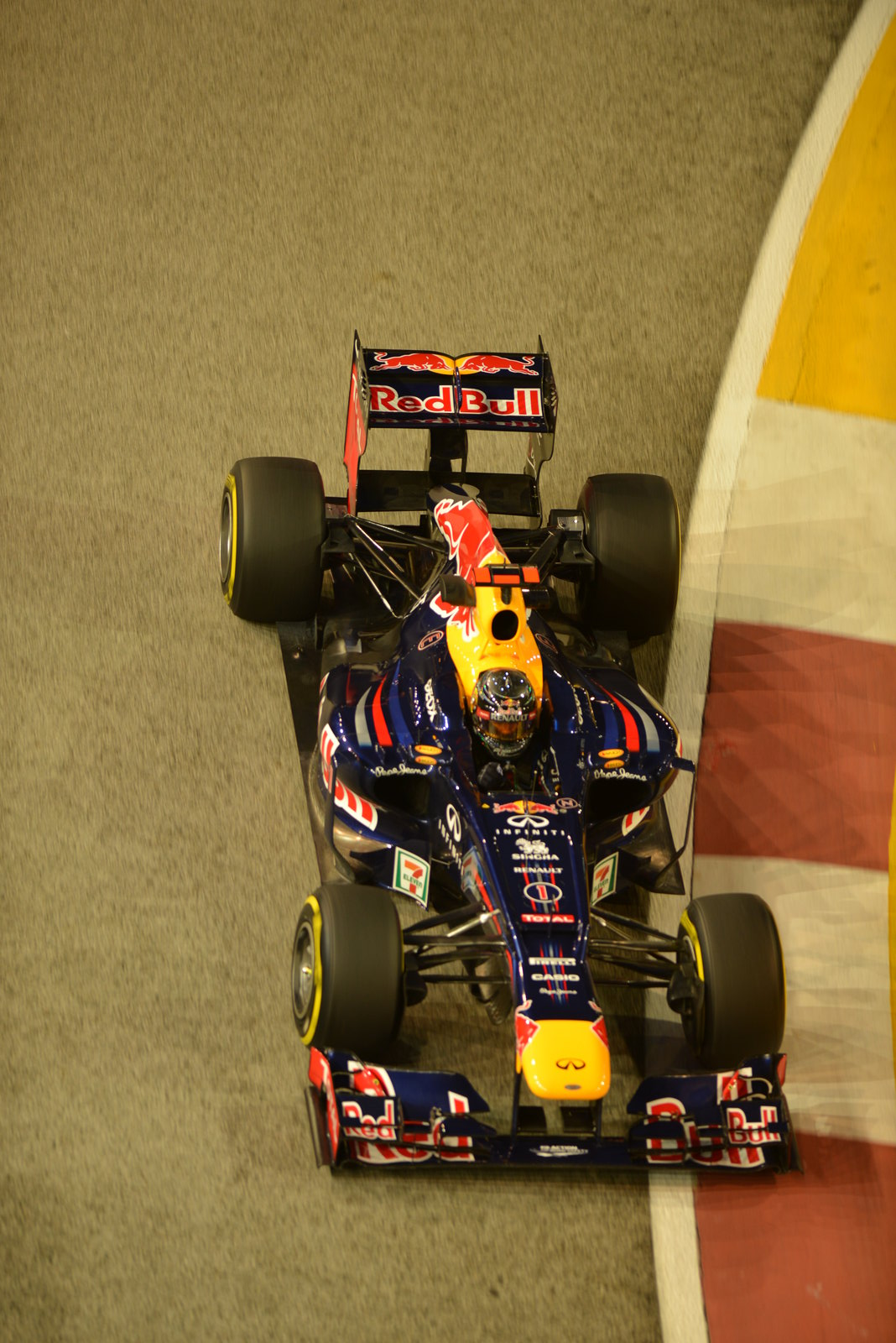
Sebastian Vettel au Grand Prix de Singapour

En 2012, Red Bull Racing conserve son duo de pilotes, pour la quatrième année consécutive, et le même motoriste, pour la sixième année consécutive. Le châssis RB8 est une profonde évolution du précédent, champion du monde en 2011. Le Suisse Sébastien Buemi, ancien pilote de la Scuderia Toro Rosso, devient pilote de réserve. En début de saison, la monoplace n'est pas la plus performante du championnat, dominée par les McLaren à cause, entre autres, des pneus que Red Bull n'arrive pas à exploiter. Les Red Bull ne s'élancent que de la troisième ligne en Australie (Webber devant Vettel). Le double champion termine deuxième, entre les McLaren, et Webber quatrième, ce qui fait commencer à Red Bull la saison à la deuxième place avec dix points de retard (40 à 30). En Malaisie, les Red Bull progressent d'un rang en qualifications. En course, Vettel, alors cinquième, percute la HRT de Narain Karthikeyan en lui prenant un tour et crève ; il finit hors des points alors que Webber termine quatrième. En Chine, après des qualifications difficiles (Webber sixième et Vettel onzième), les voitures terminent quatrième et cinquième. Après trois Grands Prix, l'équipe pointe à 24 points de McLaren.
Au Grand Prix de Bahreïn, Vettel part en pole position et remporte sa première victoire de la saison. Red Bull prend la tête des deux championnats, aidée au championnat constructeurs par la quatrième quatrième place consécutive de Mark Webber. L'Australien n'est pas dans les points au Grand Prix d'Espagne, que Vettel termine à la sixième place, mais gagne à Monaco quand Vettel est quatrième. Au Canada, Vettel est quatrième malgré sa pole position et Webber septième.
Lors du Grand Prix d'Europe, à Valence, Sebastian Vettel réalise la pole position, mène largement la course mais abandonne sur un problème d'alternateur. Webber inscrit les points de la quatrième place. L'Australien s'impose ensuite à Silverstone après être revenu sur Alonso en fin de course, Vettel termine troisième. Lors du Grand Prix d'Allemagne, qui marque la mi-saison, Vettel termine deuxième derrière Alonso mais est pénalisé de vingt secondes pour avoir dépassé Jenson Button en dehors des limites de la poste, il rétrograde à la cinquième position, quand Webber termine huitième. Après ce dixième Grand Prix de l'année, Webber compte 34 points de retard sur Alonso, et Vettel en compte 44 ; Red Bull possède une avance de 53 points sur Ferrari. En Hongrie, avant la pause estivale, Vettel termine quatrième et reprend deux points à Alonso, quand Webber stagne à la huitième position et perd des points.
En Belgique, Vettel termine deuxième et Webber sixième. Alonso ayant abandonné, Vettel revient à 24 points. Chez les constructeurs, Red Bull, avec 272 points, devance McLaren de 54 points. En Italie, Vettel part cinquième et Webber onzième mais aucun des deux ne voit le drapeau à damiers, Vettel étant victime d'un nouveau problème d'alternateur et Webber parti en tête-à-queue ; c'est le premier score vierge de Red Bull depuis 33 Grands Prix. Vettel pointe à 39 points d'Alonso tandis que McLaren est revenue à 29 points.
Vettel remporte quatre Grands Prix consécutifs à Singapour, au Japon, en Corée du Sud et en Inde et Webber l'accompagne sur le podium à Yeongam (premier doublé de Red Bull en 2012) et à New Delhi (troisième). À trois Grands Prix de la fin de saison, Vettel possède treize points d'avance sur Alonso et Red Bull 91 points d'avance sur Ferrari.
Au Grand Prix d'Abou Dabi, Vettel, auteur du troisième temps, est disqualifié car il n'y a pas assez d'essence dans le réservoir de sa monoplace. Parti de la voie des stands, il termine troisième de l'épreuve et préserve ainsi ses chances de sacre, son avance n'ayant été réduite que de trois points. Durant ce Grand Prix, Mark Webber abandonne après un accrochage avec la Lotus de Romain Grosjean. À Austin, Vettel part de la pole position mais, dépassé par Lewis Hamilton, termine deuxième devant Alonso. Malgré l'abandon de Mark Webber sur un problème d'alternateur, Red Bull remporte son troisième titre mondial des constructeurs consécutif.
Au Grand Prix du Brésil, Vettel, qui possède treize points d'avance sur Alonso, part quatrième sur la grille tandis que son rival est huitième. Dans le premier tour, Vettel part en tête-à-queue après une touchette avec la Williams de Bruno Senna et se retrouve dernier alors qu'Alonso est cinquième. L'Allemand termine toutefois sixième, ce qui lui permet de remporter son troisième titre mondial. Webber conclut quant à lui sa course à la quatrième place et sa saison à la sixième position.

### 2013: quadruple champion du monde et dernière saison avec Mark Webber

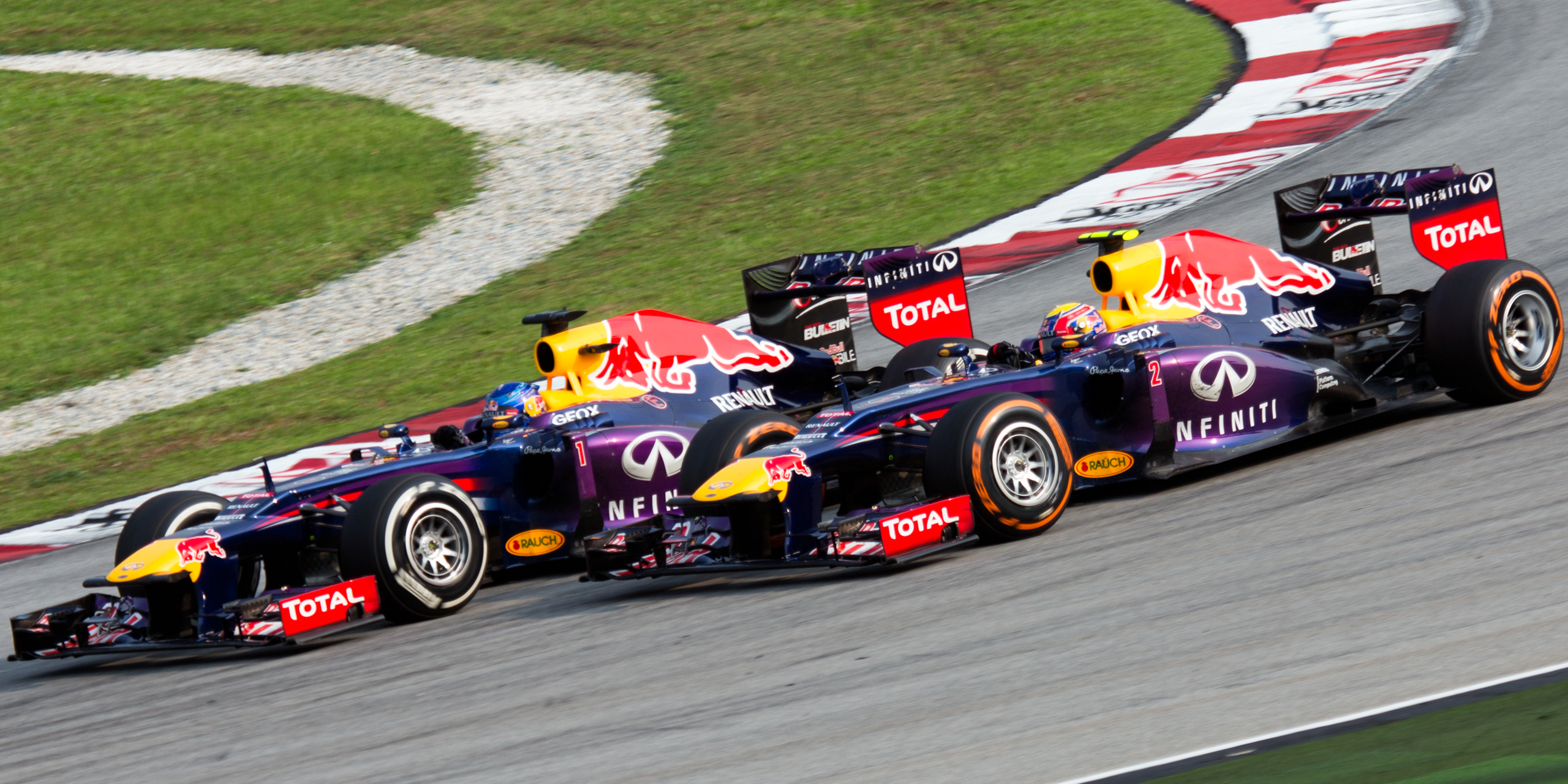
Sebastian Vettel dépassant Mark Webber en Malaisie, enfreignant ainsi les consignes de Red Bull

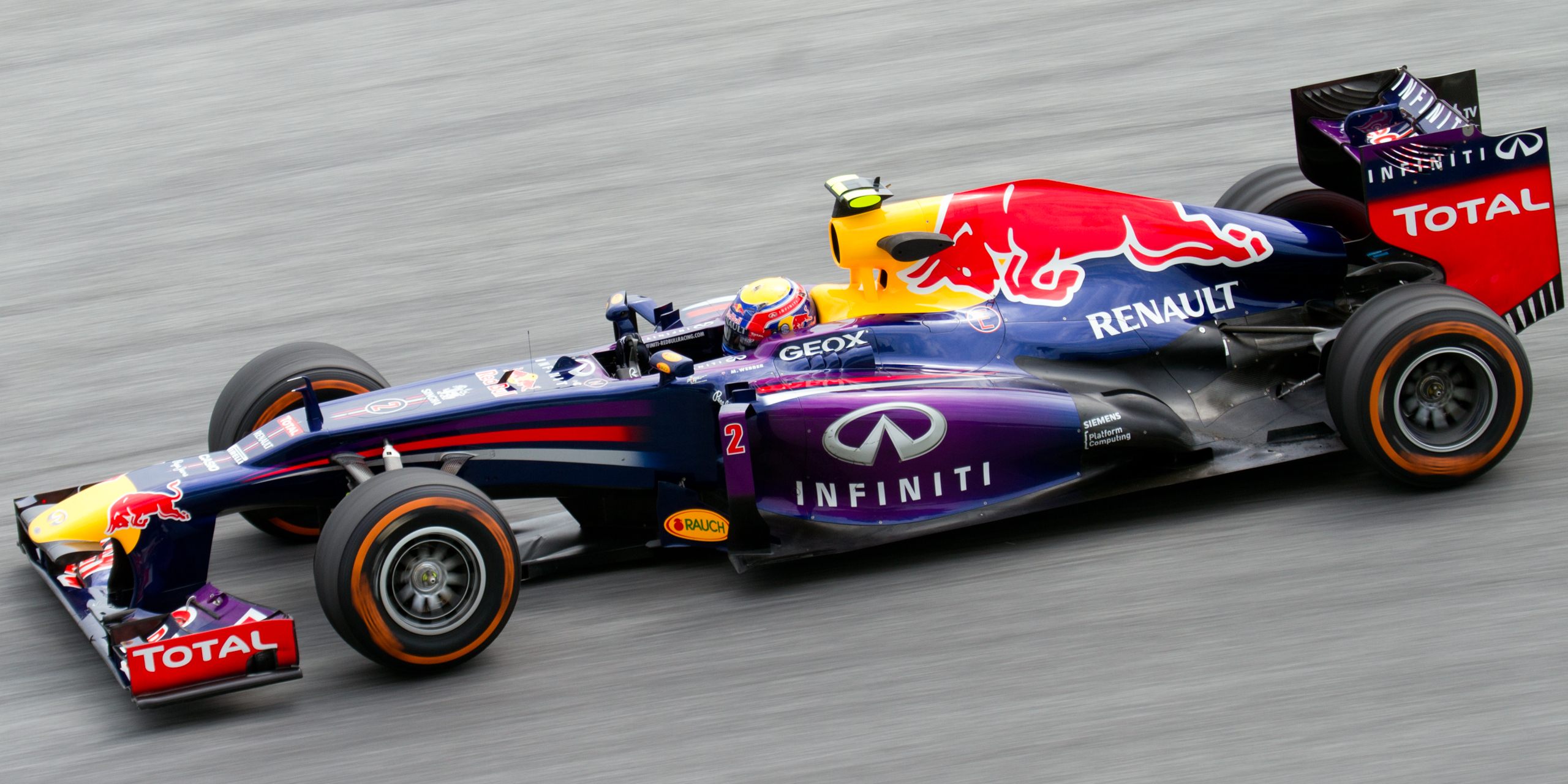
Mark Webber au Grand Prix de Malaisie

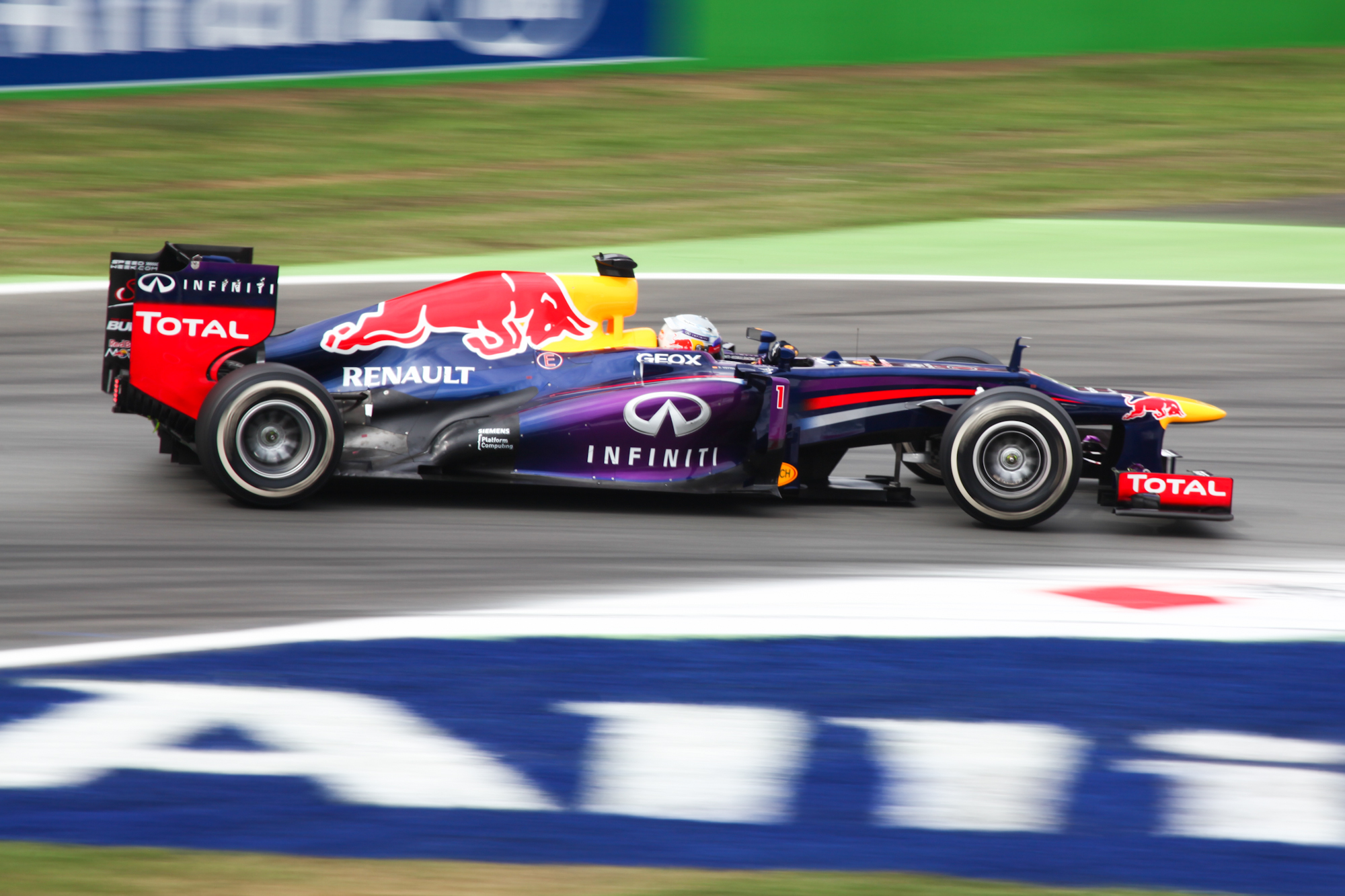
Sebastian Vettel au Grand Prix d'Italie

En 2013, pour la cinquième année consécutive, Red Bull Racing fait confiance à Sebastian Vettel et à Mark Webber et reste fidèle à Renault comme motoriste. En Australie, les Red Bull sont en première ligne mais Vettel, en pole position, termine troisième, Webber se classant sixième, ce qui classe Red Bull à la troisième position provisoire. Lors du Grand Prix de Malaisie, la tension entre Vettel et Webber est de plus en plus intense car le triple champion du monde n'a pas respecté une consigne d'équipe (appelée « Multi 21 ») lui indiquant de laisser la victoire à Webber, en tête. Webber montre sa frustration en tassant son coéquipier contre le muret des stands une fois la ligne d'arrivée franchie. Ce doublé profite toutefois à l'équipe qui récupère déjà la tête des deux championnats.
En Chine, aucune voiture n'est sur le podium et seul Vettel, quatrième, est à l'arrivée. Webber connaît un weekend catastrophique : il réalise le quatorzième temps des qualifications et en est finalement exclu pour quantité d'essence insuffisante. Parti des stands, il remonte au fil des tours, finit par s'accrocher avec Jean-Éric Vergne, passe par les stands pour réparer les dégâts causés et changer ses pneus mais abandonne après la perte d'une roue mal fixée par les mécaniciens. L'Australien est, de plus, pénalisé de trois places sur la grille du Grand Prix de Bahreïn qu'il termine à la septième place quand Vettel le remporte. En Espagne, Vettel et Webber sont quatrième et cinquième. Après cinq Grands Prix, Red Bull possède 131 points, quatorze points de plus que Ferrari, tandis que Vettel mène pour quatre points face à Kimi Räikkönen.
À Monaco, Vettel et Webber accompagnent le vainqueur Nico Rosberg sur le podium, son écurie Mercedes Grand Prix devient d'ailleurs la principale rivale de Red Bull. Au Canada, Vettel s'impose et Webber est septième. Lors du Grand Prix de Grande-Bretagne, l'Australien annonce qu'il quitte la Formule 1 à l'issue de la saison pour rejoindre Porsche en Endurance. Il termine deuxième derrière Rosberg tandis que Vettel abandonne après la casse de sa boîte de vitesses alors qu'il est en tête. En Allemagne, les Red Bull mènent le début de course mais s'arrêtent très tôt. Webber connaît à nouveau un problème de roue mal serrée qui se détache et percute un cadreur ; il repart en dernière position. Vettel remporte son Grand Prix national pour la première fois tandis que son coéquipier remonte jusqu'à la septième place. En Hongrie, Vettel et Webber terminent troisième et quatrième. Le champion du monde en titre entame la pause estivale avec 38 points d'avance sur Räikkönen tandis que Red Bull a 69 points d'avance sur Mercedes.
Aux qualifications du Grand Prix Belgique, Vettel est battu par Lewis Hamilton mais s'impose en course ; Webber termine cinquième. Lors des trois Grands Prix suivants, Vettel part en pole position et s'impose alors que Webber abandonne deux fois (casse moteur à Singapour dans l'avant-dernier tour, et incendie consécutif à un accrochage avec la Force India d'Adrian Sutil en Corée du Sud). Entretemps, le 2 septembre 2013, Helmut Marko, conseiller des équipes Red Bull, annonce que Daniel Ricciardo, issu de la filière Red Bull Junior Team et pilote pour la Scuderia Toro Rosso, remplacera Webber en 2014,.
Au Japon, les Red Bull sont en première ligne, Webber devant Vettel, mais elles sont dépassées à l'extinction des feux par Romain Grosjean. Vettel et Webber repassent le Français, aidés par leur stratégie d'arrêts aux stands, leur pointe de vitesse supérieure à la Lotus et leur meilleure gestion des pneus. En Inde, Webber connaît son troisième abandon en quatre courses, sur un problème d'alternateur, laissant Vettel, parti de la pole position, remporter le Grand Prix et s'assurer son quatrième titre de champion du monde des pilotes consécutif, également le quatrième titre mondial des constructeurs consécutif de Red Bull Racing, alors que trois Grand Prix restent à courir.
À Abou Dabi, si Webber réalise sa treizième et dernière pole position en Formule 1, devant Vettel, l'Allemand bat l'Australien en course. Les deux pilotes monopolisent à nouveau la première ligne aux États-Unis ; Vettel s'impose, réalisant un nouveau record avec cette huitième victoire consécutive, et Webber termine troisième derrière Grosjean. Enfin, au Brésil, Vettel réalise la huitième pole position consécutive de l'écurie et Webber, pour son 215e et dernier Grand Prix, part quatrième. Vettel remporte sa neuvième victoire consécutive, fixant un nouveau record, devant son coéquipier. À l'issue de la saison, l'équipe autrichienne a remporté treize courses grâce à Vettel (qui égale un record détenu par Michael Schumacher depuis 2004), réalisé onze pole positions et douze meilleurs tours en course. Le duo de pilotes a obtenu quatre doublés et 596 points.

### 2014: arrivée de Daniel Ricciardo et dernière saison avec Sebastian Vettel

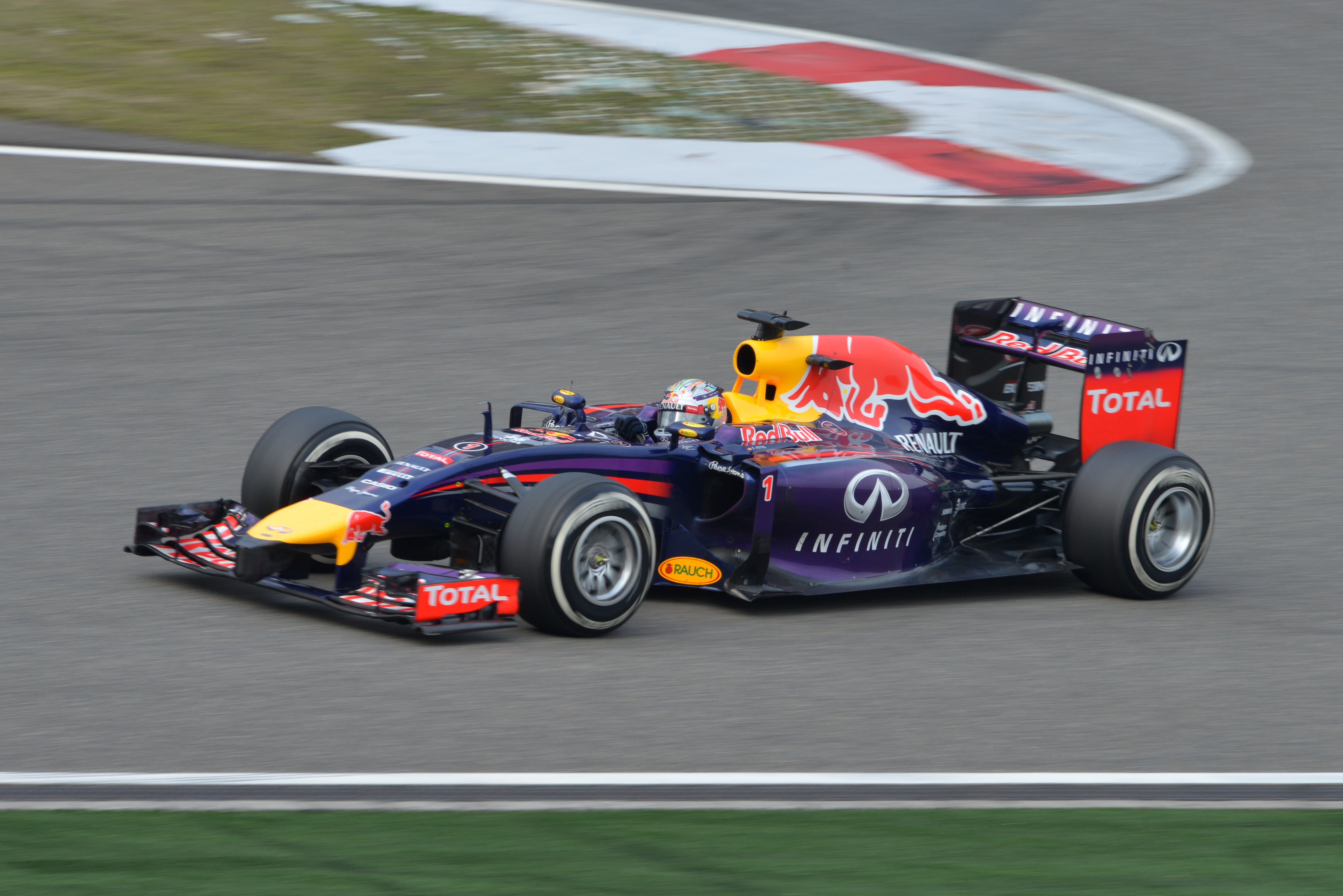
Sebastian Vettel au Grand Prix d'Espagne

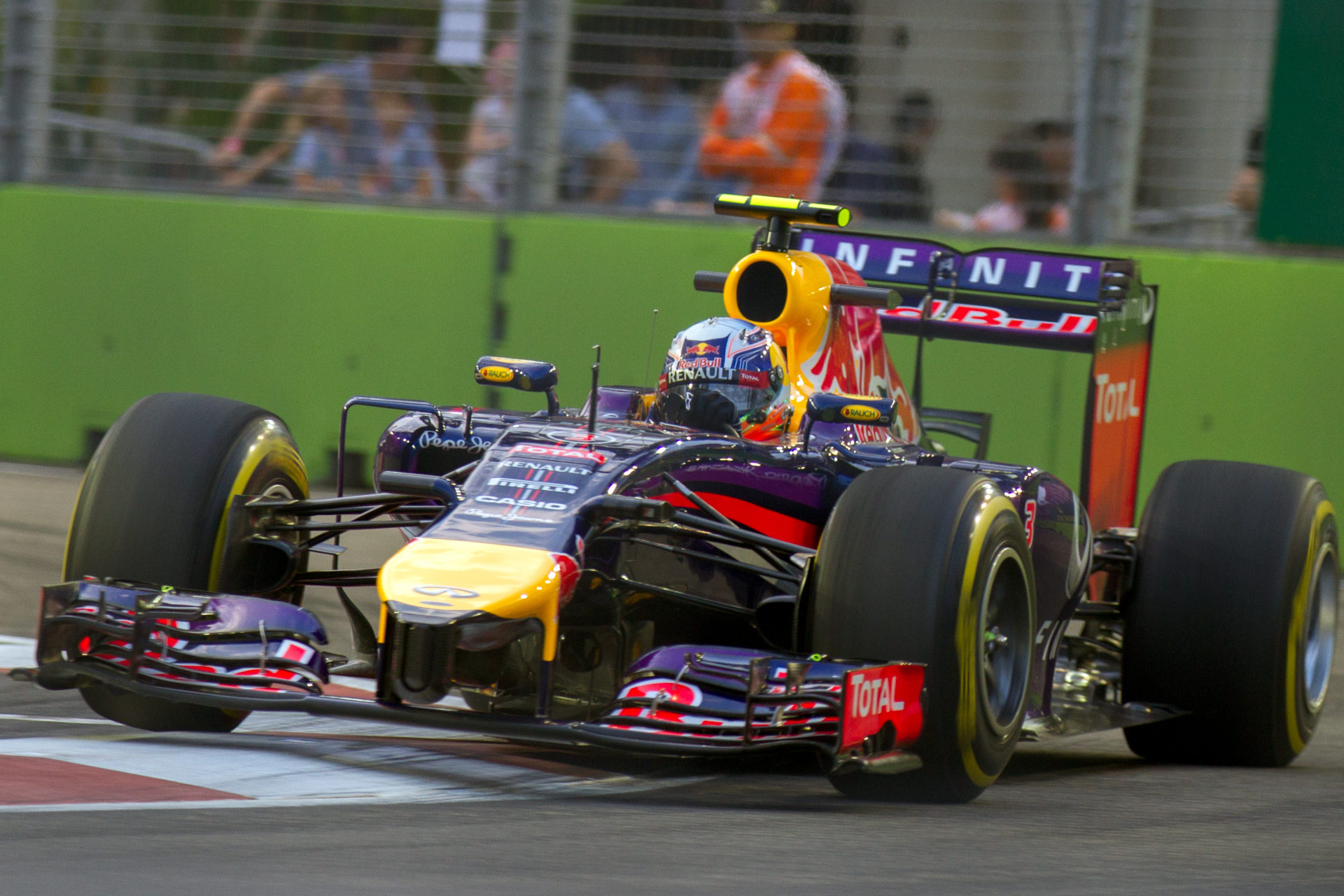
Daniel Ricciardo au Grand Prix de Singapour

En 2014, Daniel Ricciardo remplace Mark Webber aux côtés de Sebastian Vettel. Équipées du nouveau V6 Renault, les Red Bull sont en difficulté en début de saison et sont nettement distancées par les Mercedes de Nico Rosberg et Lewis Hamilton, qui deviennent la nouvelle référence. Le premier Grand Prix, en Australie, est encourageant avec Ricciardo est en première ligne ; Sebastian Vettel s'élance douzième et ne termine pas le quatrième tour, à cause d'une perte de puissance de son moteur Renault. Ricciardo, qui monte sur son premier podium en Formule 1, devant son public, est ensuite disqualifié pour débit de carburant trop élevé. Red Bull, qui a été informée de ce problème durant la course, n'en a pas tenu aucun compte et commence la saison avec un score vierge, une première depuis 2009. Au Grand Prix de Malaisie, l'Australien, qui roule en quatrième position en fin de course, repart trop tôt après un arrêt au stand, sa roue avant-gauche mal fixée. Ses mécaniciens refixent la roue mais, reparti en quatorzième position, il est pénalisé pour cet incident. Au tour suivant, un contact avec un vibreur brise son aileron avant et le force à repasser par les stands. Enfin, à quelques tours de la fin, Ricciardo abandonne sur demande de Red Bull. Vettel termine troisième et inscrit les premiers points de l'équipe, la classant sixième avec 53 points de retard sur Mercedes.
Ricciardo réalise deux quatrièmes places tandis que Vettel est sixième à Bahreïn puis cinquième en Chine. Les voitures autrichiennes sont troisième et quatrième en Espagne, Ricciardo obtenant son premier podium en Formule 1. À Monaco, Ricciardo termine troisième derrière les Mercedes tandis que Vettel abandonne sur un problème moteur. Red Bull consolide sa deuxième place mais a 141 points de retard sur Mercedes. Au Canada, Daniel Ricciardo profite des problèmes techniques touchant les Mercedes pour remporter sa première victoire. Sebastian Vettel l'accompagne sur le podium avec la troisième place. Red Bull revient alors à 119 points de Mercedes.
Le premier Grand Prix à domicile de Red Bull Racing, pour le retour du Grand Prix d'Autriche, est très difficile : Ricciardo part cinquième et Vettel, qui part douzième, abandonne sur demande de son équipe après des soucis de moteur ; Ricciardo termine huitième. À Silverstone, Ricciardo se classe troisième et Vettel cinquième après un âpre duel avec Fernando Alonso. L'Allemand devance, pour une des rares fois de la saison, son nouveau coéquipier en terminant quatrième de son Grand Prix national alors que Ricciardo est sixième. Après dix courses, Red Bull demeure deuxième, avec 178 points de retard sur Mercedes.
L'Australien domine son coéquipier en Hongrie, au prix d'une meilleure stratégie d'arrêts aux stands et grâce à son sens de l'attaque ; il remporte l'épreuve quand l'Allemand termine septième. Ricciardo confirme en Belgique où il remporte une deuxième victoire consécutive en profitant d'un incident de course entre les Mercedes tandis que Vettel termine cinquième. Red Bull pointe à 157 points de Mercedes après douze Grands Prix. (411 à 254). En Italie, Ricciardo termine cinquième et Vettel sixième mais l'Allemand inverse la tendance à Singapour où il termine deuxième devant Ricciardo. Au Japon, Vettel est troisième derrière Hamilton et Rosberg quand l'Australien est quatrième.
Le Grand Prix de Russie voit Ricciardo et Vettel se classer septième et huitième ; Red Bull ne peut plus lutter pour le titre constructeurs à l'issue de cette épreuve. Troisième aux États-Unis, Daniel Ricciardo monte sur le dernier podium de la saison de son écurie. Vettel se classe cinquième au Brésil quand Ricciardo abandonne sur une casse de suspension ; il termine quatrième à Abou Dabi où Vettel, arrivé huitième, annonce son départ pour la Scuderia Ferrari. Il est remplacé par le jeune russe Daniil Kvyat, issu de la filière Red Bull, et pilote de la Scuderia Toro Rosso en 2014.
Pour la première fois depuis 2009, Red Bull prend la deuxième place du championnat des constructeurs, avec 405 points contre 701 pour Mercedes Grand Prix. Ricciardo prend la troisième place du championnat pilotes tandis que Vettel est cinquième, sans victoire. Red Bull finit la saison sans avoir obtenu de pole position, une première depuis 2008.

### 2015: une saison sans victoire avec Renault

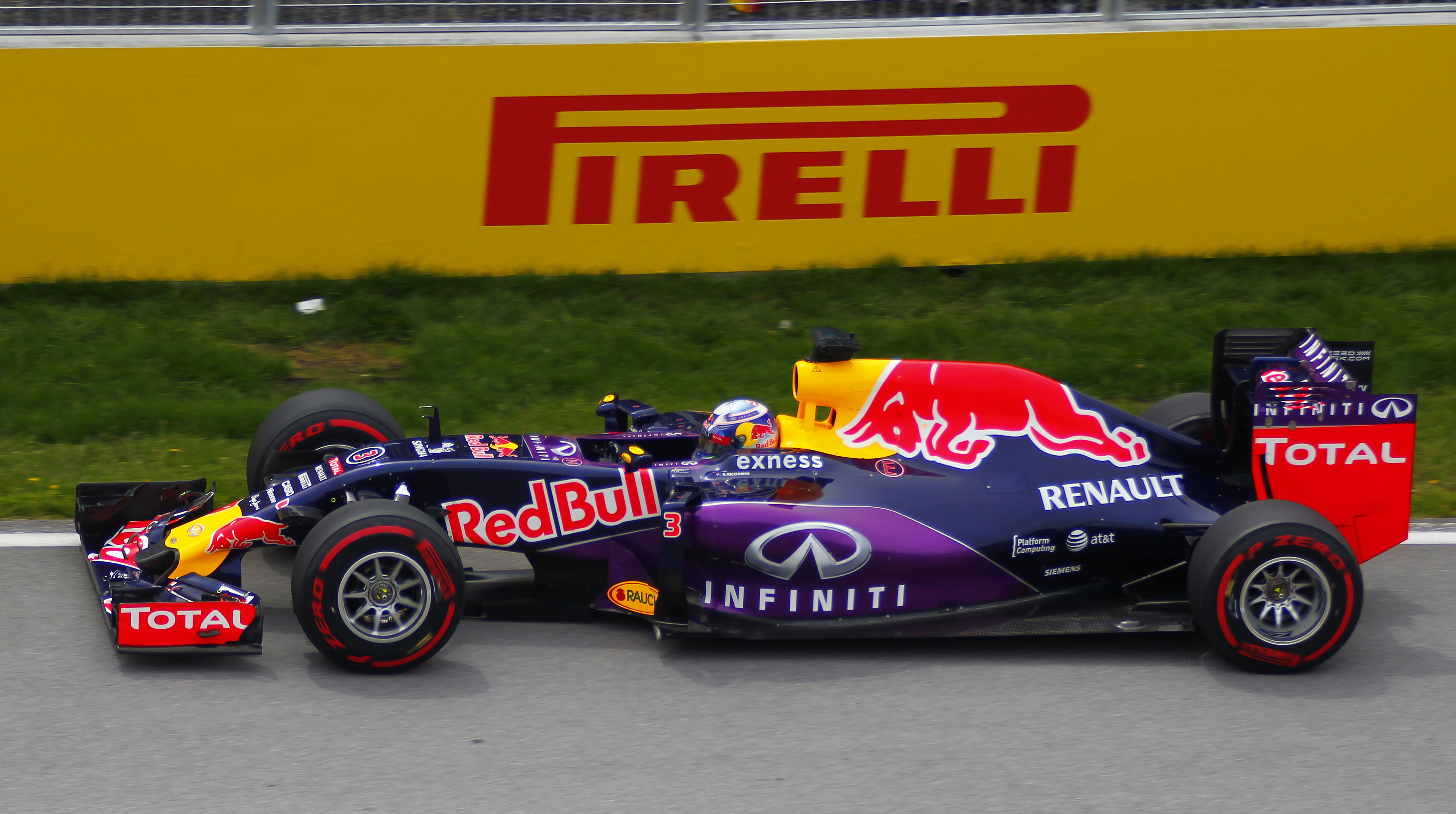
Daniel Ricciardo au Grand Prix du Canada 2015

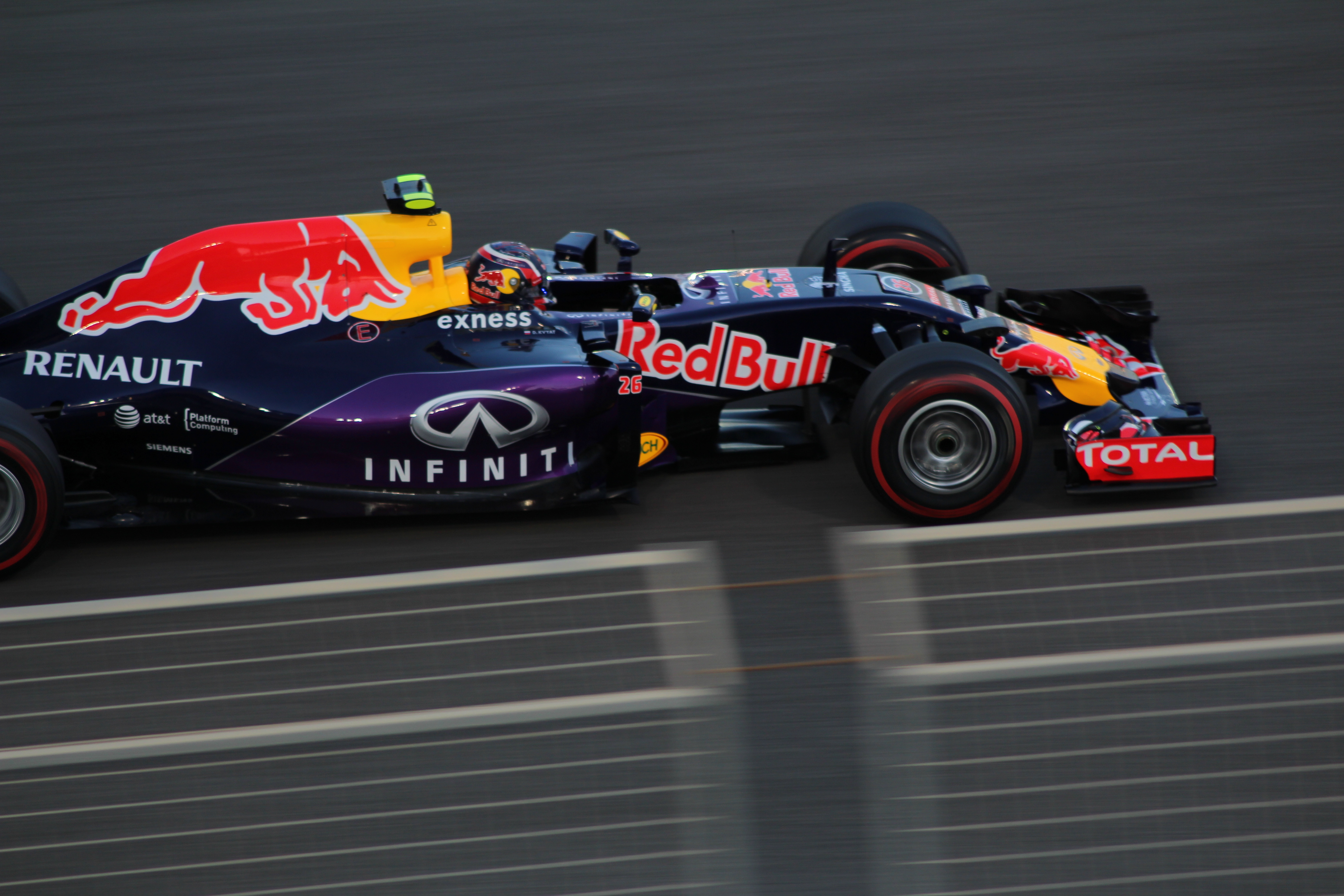
Daniil Kvyat au Grand Prix d'Abou Dabi 2015

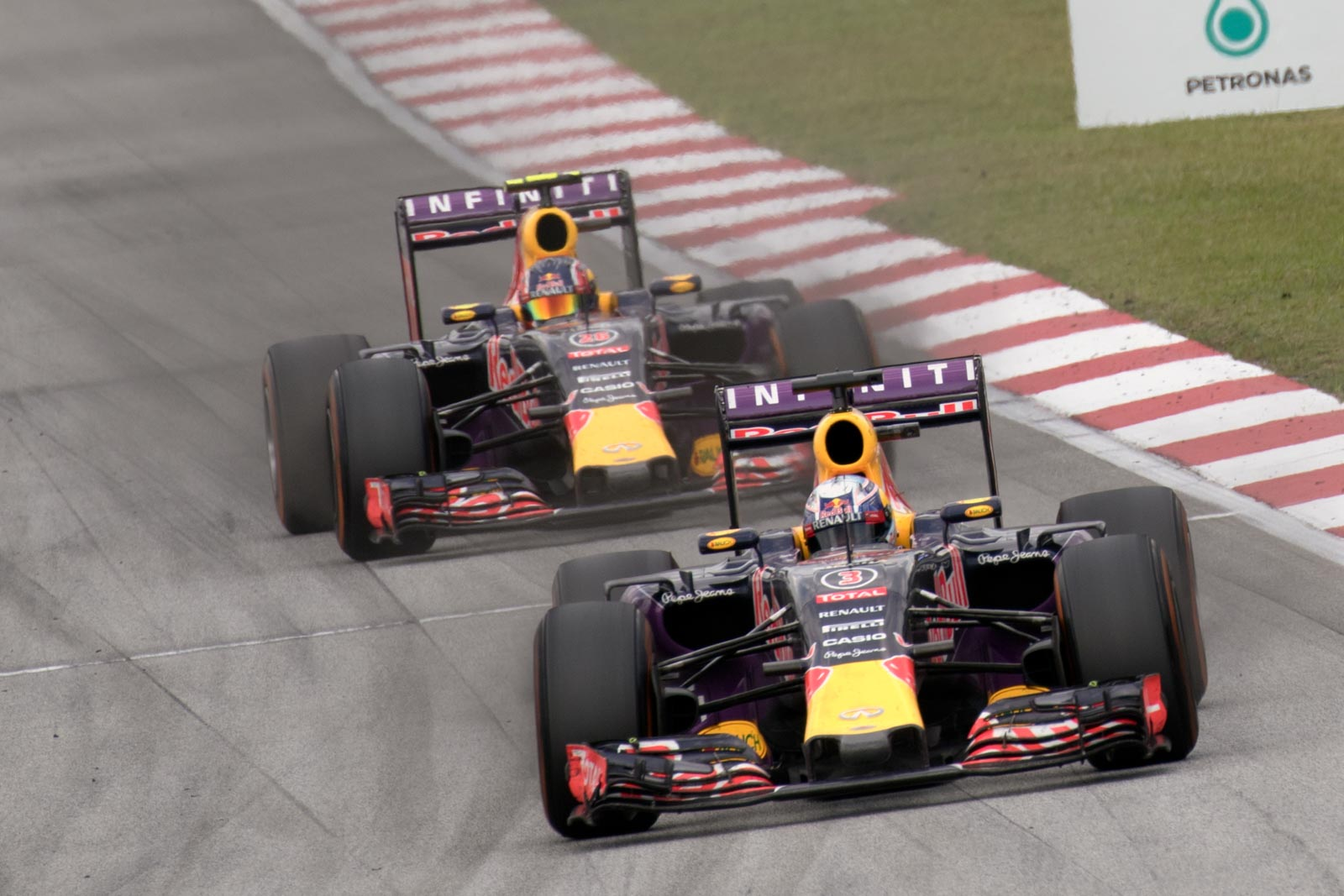
Les Red Bull au Grand Prix de Malaisie (Ricciardo devant Kvyat)

Sebastian Vettel rejoint la Scuderia Ferrari et est remplacé par Daniil Kvyat chargé d'épauler Daniel Ricciardo. À l'ouverture de saison, en Australie, Ricciardo se qualifie sixième et Kvyat douzième ; le Russe ne prend même pas le départ en raison d'un problème de vitesses tandis que Ricciardo termine sixième, plaçant Red Bull au quatrième rang provisoire. Aucun des deux pilotes ne fait ensuite mieux que neuvième sur les deux Grands Prix suivants, de quoi reléguer Red Bull à la cinquième place au championnat constructeurs.
À Bahreïn et en Espagne, Ricciardo termine respectivement sixième et septième, au contraire de Kvyat qui ne parvient pas à faire mieux que neuvième. Red Bull remonte à la quatrième place mais déjà loin de Mercedes, Ferrari et Williams. Le début de saison est difficile pour l'équipe qui se plaint du manque de performance du moteur V6 Renault. Le châssis n'est pas pour autant exempt de défaut : malgré deux pilotes débutants et un budget trois fois moindre, la Scuderia Toro Rosso motorisée également par Renault réussit à plusieurs reprises à surpasser Red Bull Racing en qualifications ou en course. Ricciardo confie : « Nous le savions avant le Grand Prix d'Espagne, le manque de performance n'est pas dû seulement au moteur » Il souligne également le manque de performance du châssis par rapport à 2014 dans les courbes rapides ou lentes où le moteur fournit toute la puissance voulue.
À Monaco, les voitures réalisent leur première bonne performance de la saison, se qualifiant quatrième (Ricciardo) et cinquième (Kvyat) et terminant à ses positions en course, Kvyat devance son coéquipier australien. En revanche, lors du Grand Prix du Canada, Kvyat termine neuvième et Ricciardo treizième. L'Australien, lassé du manque d'équilibre et de performance de sa voiture, souhaite même disposer de la RB10 de la saison précédente. La situation ne s'arrange pas en Autriche, avec seulement un point ramené par Ricciardo qui abandonne ensuite sur un problème d'SREC en Grande-Bretagne tandis que Kvyat termine sixième. Les problèmes du châssis RB11 sont finalement identifiés et des modifications sont apportées au cours du juillet. Le 26 juillet, l'équipe monte pour la première fois de la saison sur le podium grâce à Kvyat et Ricciardo aux deuxième et troisième places du Grand Prix de Hongrie, Kvyat signant d'ailleurs son premier podium en Formule 1. Ces quelques progrès permettent à Red Bull d'occuper une solide quatrième place avant la pause estivale.
Pour la reprise, en Belgique, Kvyat, de plus en plus à l'aise, termine quatrième quand Ricciardo doit abandonner sur un problème lié à la puissance de moteur Renault. Les Red Bull seront aux abonnés absents à Monza, échouant toutes les deux en Q2, et Ricciardo terminant huitième et Kvyat dixième, avant un net regain de forme à Singapour, où Ricciardo se qualifie en première ligne aux côtés de la Ferrari de Vettel, tandis que Kvyat est quatrième. Ricciardo termine deuxième à environ deux secondes de l'Allemand tandis que Kvyat accroche la sixième position. Cela est de courte durée car au Japon, Kvyat subit un violent accident lors des qualifications et part dernier tandis que Ricciardo s'élance septième ; les voitures autrichiennes ne terminent pas dans les points, marquant le premier score vierge de Red Bull depuis 31 Grands Prix (Grand Prix d'Australie 2014).
En Russie, Kvyat termine cinquième à domicile tandis que Ricciardo doit abandonner sur une casse de suspension. Aux États-Unis, les Red Bull se qualifient à une surprenante deuxième ligne (Ricciardo troisième et Kvyat quatrième), aidées par la pluie qui s'est abattue sur la piste. Au départ de la course, sur une piste humide, elles tiennent le rythme des Mercedes et mettent même la pression aux voitures allemandes, et Ricciardo parvient à dépasser Lewis Hamilton au bout d'une quinzaine de tours. Toutefois, la piste s'assèche de plus en plus, ce qui redonne l'avantage aux Mercedes, et les Red Bull perdent du terrain, non seulement sur les Mercedes, mais aussi sur les voitures concurrentes. Quelques tours plus tard, Kvyat part à la faute, percute le rail et abandonne tandis que Ricciardo échoue à la dixième position.
Pour le retour du Grand Prix du Mexique, Kvyat termine quatrième devant Ricciardo et consolide ainsi sa position de force face à l'Australien au championnat. Une septième place du Russe au Brésil et une sixième place de l'Australien à Abou Dabi sont les derniers faits notables de la saison 2015 pour Red Bull.
Si Red Bull a connu sa saison la plus difficile en sept ans, avec des résultats irréguliers et une voiture incapable de viser les victoires, c'est également en coulisses que la situation est préoccupante, car Red Bull et Renault se fâchent, l'une ne supportant plus le manque de performance du moteur français, et l'autre ne supportant plus les plaintes récurrentes de l'écurie championne du monde, au point que cette dernière affirme avoir rompu son contrat légal avec Renault portant jusqu'à fin 2016, puis avoir obtenu la fourniture d'un moteur Mercedes, Ferrari, et même d'avoir convaincu un autre constructeur de venir en Formule 1. Tout est ensuite réfuté par les tierces parties,.
Le « comportement anti-sportif » de Red Bull est d'ailleurs déploré par l'ensemble du paddock et irritent les fans. Lors du sacre de Renault en Formule E à Londres, Carlos Ghosn déclare qu'après 8 titres de champion de Formule 1 avec Renault, Red Bull fait preuve d'un « manque de sportivité ».
Les menaces de retrait de la discipline des deux équipes dont Red Bull est propriétaire conduisent Bernie Ecclestone à expliquer qu'il poursuivra Red Bull pour rupture de contrat avec la FOM pour manque de professionnalisme, puisque décidant seul de rompre un contrat en cours avec son motoriste. Red Bull termine cette saison difficile à la quatrième place avec 187 points, sans aucune victoire, des faits qui n'avaient plus été vus depuis 2008.

### 2016: regain de forme et échange de pilotes

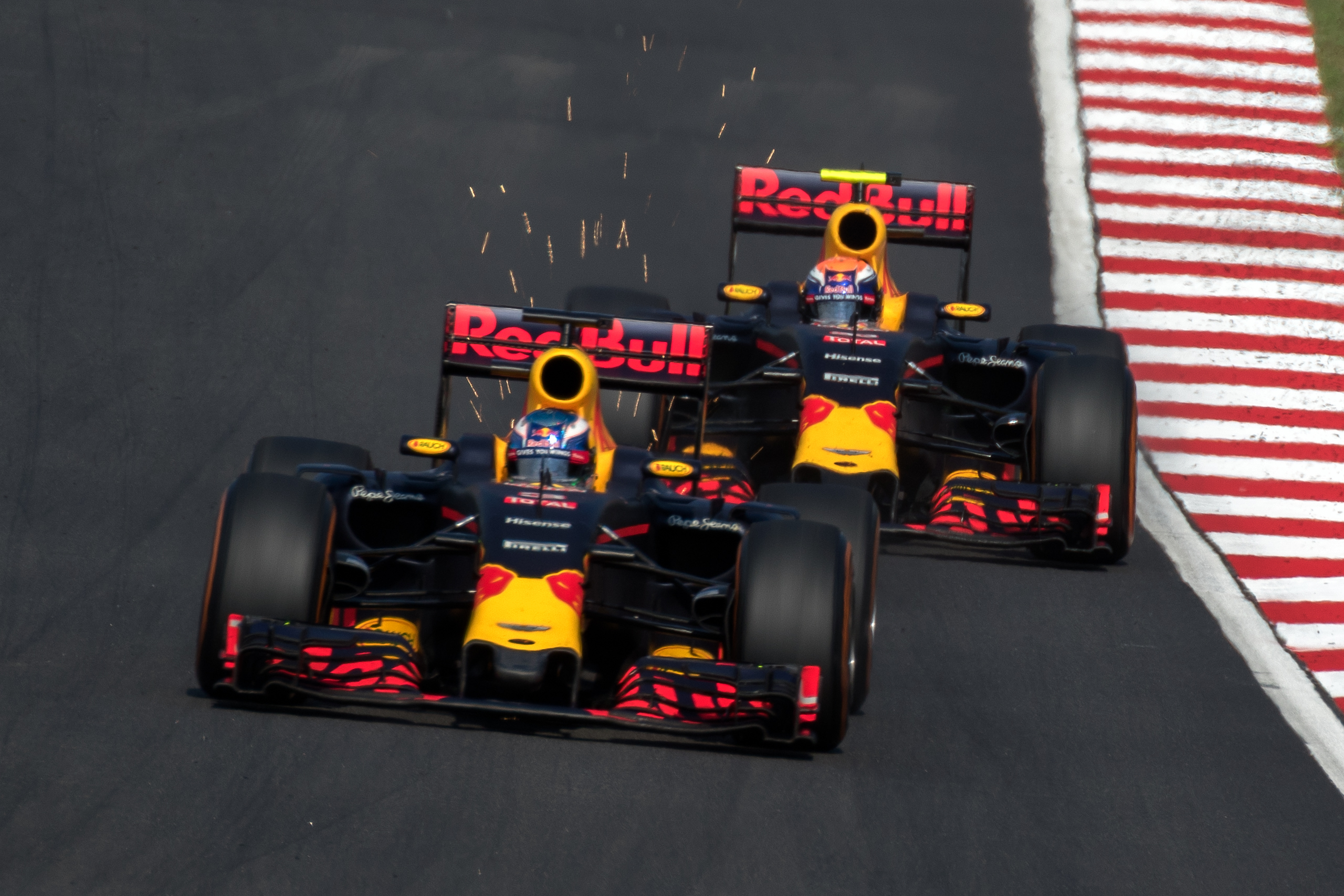
Les Red Bull au Grand Prix de Malaisie 2016 (Ricciardo devant Verstappen)

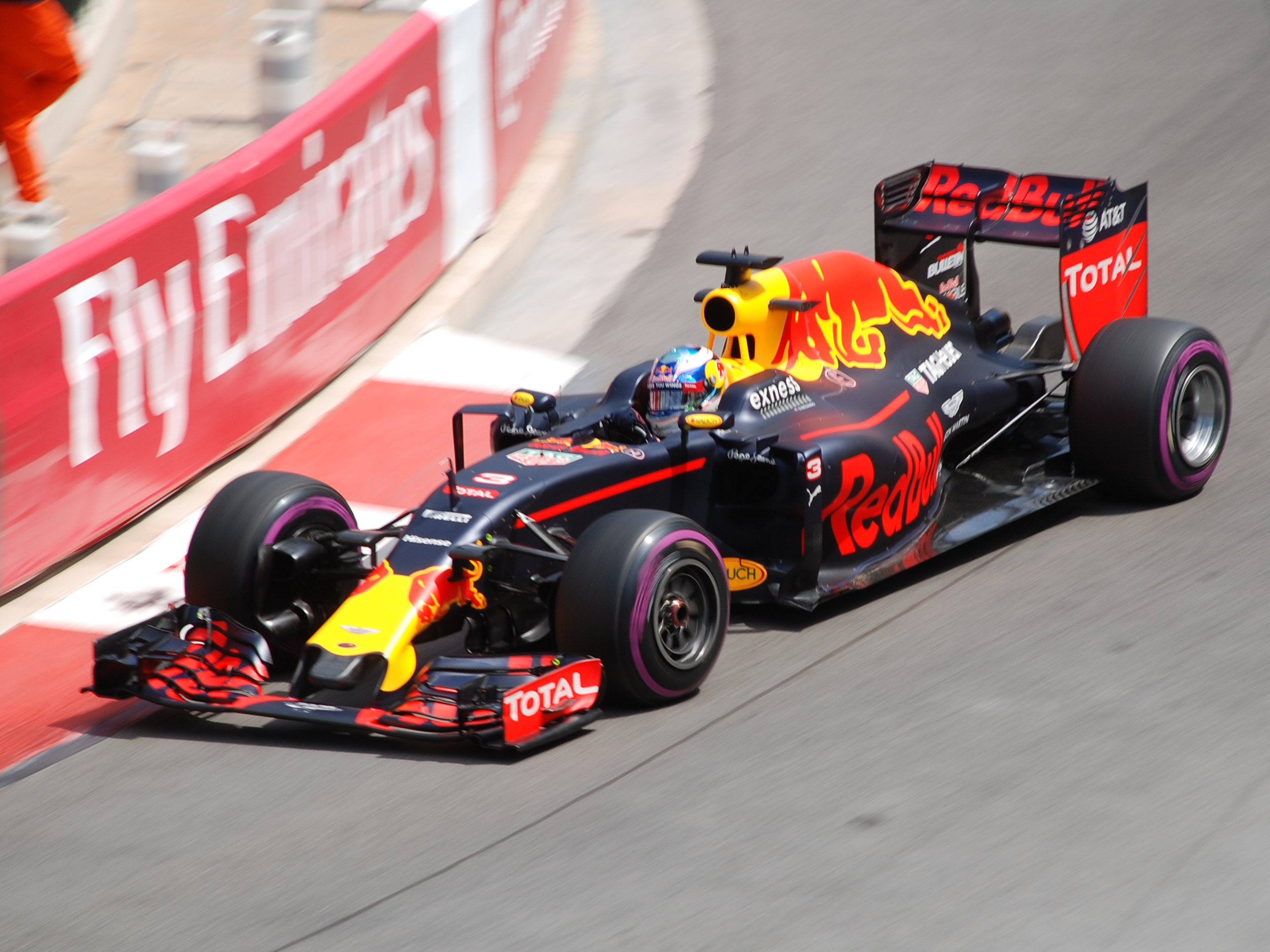
Daniel Ricciardo au Grand Prix de Monaco 2016

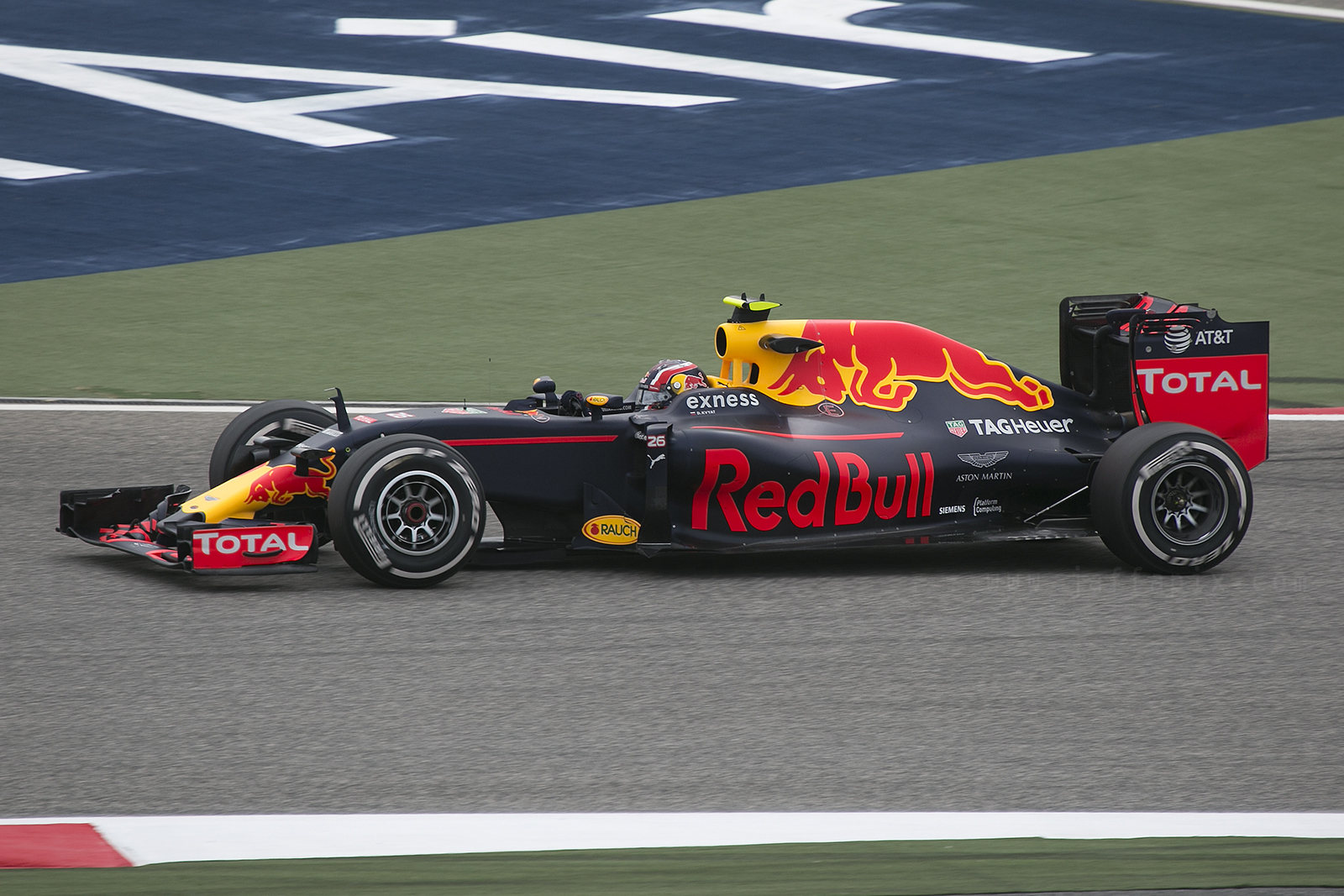
Daniil Kvyat au Grand Prix de Bahreïn 2016

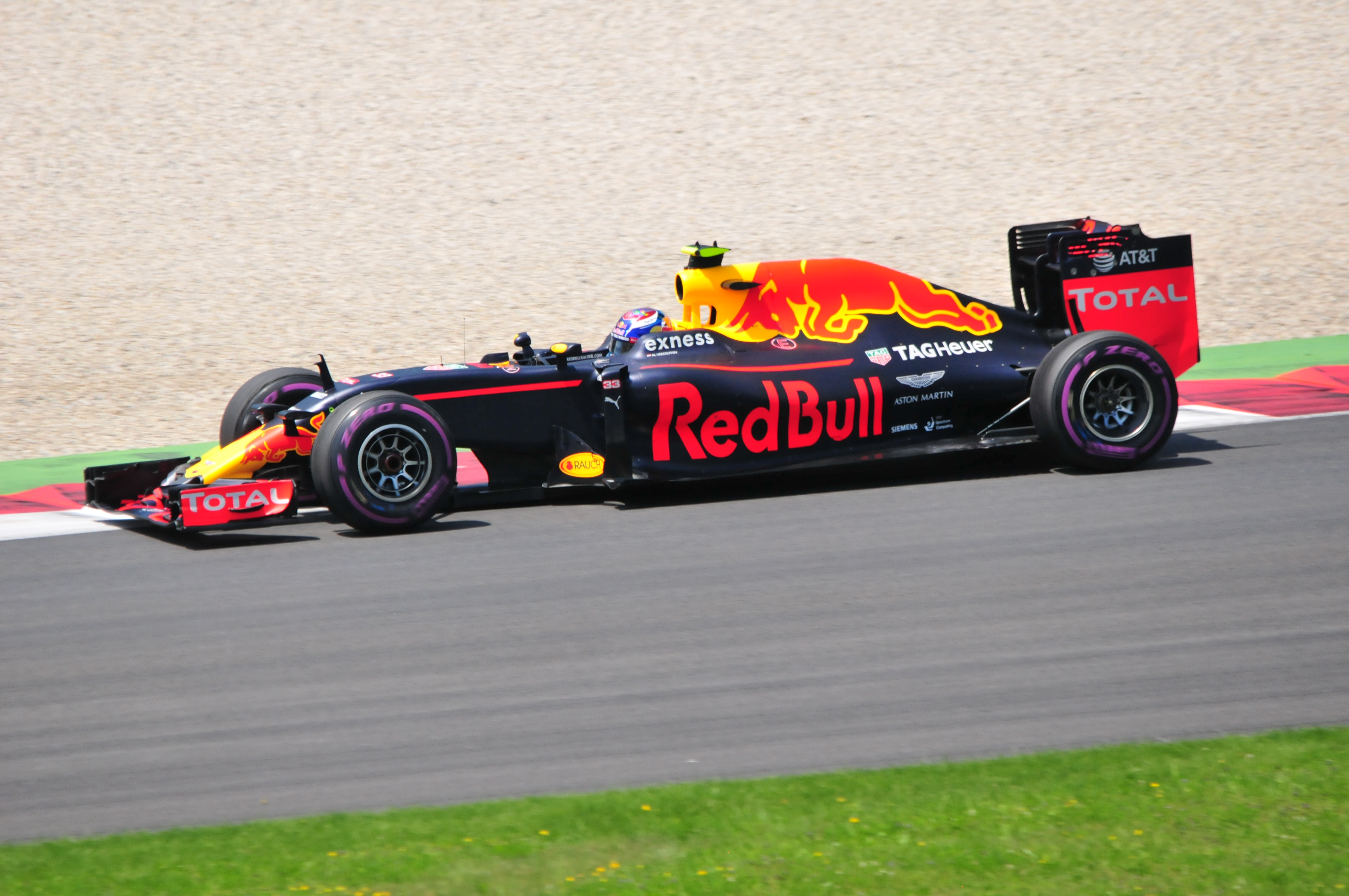
Max Verstappen au Grand Prix d'Autriche 2016

Faute d'autre solution après les atermoiements de la saison précédente, Red Bull n'a d'autre solution que de solliciter Renault pour disposer de moteurs en 2016. Le motoriste revoit dès lors ses tarifs à la hausse et s'oppose à ce que les blocs soient badgés à son nom. Red Bull doit dès lors conclure un partenariat avec TAG Heuer pour le paiement des moteurs à son fournisseur précédent.
Les premières qualifications de la saison 2016 sont difficiles pour Red Bull, Ricciardo est huitième et Kvyat dix-huitième. Toutefois, en course, si Kvyat ne prend à nouveau pas le départ (cette fois sur un problème d'électricité), Ricciardo parvient à terminer quatrième. Il fera de même à Bahreïn, tandis que Kvyat termine septième. En Chine, le départ est mouvementé pour les Red Bull : Ricciardo, qualifié en première ligne, parvient à prendre le meilleur sur Nico Rosberg et s'installe en tête (pour les deux premiers tours seulement), tandis que Kvyat tente une manœuvre pour dépasser les Ferrari de Sebastian Vettel et Kimi Räikkönen, cela réussit mais fait s'accrocher les voitures italiennes, provoquant le mécontentement du champion du monde allemand. Kvyat termine troisième devant Ricciardo.
En Russie, les Red Bull se qualifient cinquième (Ricciardo) et huitième (Kvyat). Lors du départ, le Russe percute Vettel à la suite d'un freinage trop tardif, et la Ferrari vient elle-même heurter la Red Bull de Ricciardo. Quelques mètres plus loin, Kvyat se rate à nouveau et heurte Vettel une seconde fois, ce dernier part en tête-à-queue, s'écrase contre les glissières de protection, et abandonne, ce qui provoque la colère du quadruple champion du monde. Les Red Bull passent par les stands pour réparer les dégâts, reprennent la piste en fond de classement, et terminent hors des points (onzième et quinzième). Après quatre Grands Prix, Red Bull occupe la troisième place avec 57 points.
Entre les Grands Prix de Russie et d'Espagne, Red Bull annonce le transfert de Max Verstappen de la Scuderia Toro Rosso vers Red Bull Racing et l'échange de sa place avec Daniil Kvyat, en raison de l'incident de Sotchi, ayant provoqué non seulement l'abandon de Vettel, mais ayant également compromis la course de l'équipe. Christian Horner, le directeur de Red Bull Racing déclare : « Max a prouvé qu'il avait déjà beaucoup de talent, ses performances chez Toro Rosso ont été impressionnantes et nous sommes ravis de lui donner l'opportunité de piloter pour Red Bull. Nous avons la chance d'avoir quatre pilotes avec des longs contrats, nous pouvons donc les transférer d'une équipe à une autre. Daniil pourra continuer sa progression chez Toro Rosso, dans une écurie qu'il connaît bien et où il pourra démontrer tout son potentiel. ». Lors du Grand Prix d'Espagne, les Red Bull se qualifient en deuxième ligne, Ricciardo troisième devant son nouvel équipier. En course, l'Australien profite de l'accrochage entre les Mercedes au premier tour pour prendre les commandes. À la faveur des arrêts au stand, le jeune Verstappen parvient à occuper la tête, et à l'issue de sa première course au sein de sa nouvelle équipe, s'impose après avoir résisté aux assauts de Kimi Räikkönen, devenant ainsi, à 18 ans, 7 mois et 15 jours, le plus jeune vainqueur de Grand Prix de l'histoire de la Formule 1. Cette victoire est la première d'une Red Bull depuis le Grand Prix de Belgique 2014.
À Monaco, Ricciardo réalise la première pole position de sa carrière pour un dixième face à Nico Rosberg, signant également la première pole position de Red Bull depuis le Grand Prix du Brésil 2013. Le jour de la course, la pluie s'abat sur le circuit, et Ricciardo parvient à conserver la tête lorsque la voiture de sécurité s'efface. Il s'échappe au fil des tours et semble capable de remporter la course. Arrive alors le deuxième arrêt au stand, alors que la piste s'assèche et que le soleil fait son apparition, arrêt qui prend une tournure catastrophique lorsque l'Australien arrive dans le stand alors qu'aucun mécanicien n'est prêt ; en conséquence, il repart derrière Lewis Hamilton. Quelques tours plus tard, Verstappen percute le rail et abandonne. Ricciardo termine deuxième.
Au Canada et en Europe, les Red Bull ne feront pas mieux qu'une quatrième place. Après huit Grands Prix, Red Bull est classée troisième avec 140 points, mais au fur et à mesure de l'été, la RB12 prend la mesure de la Ferrari SF16-H et parvient à la dépasser en performance, se révélant comme la deuxième force du plateau. Ainsi, en Autriche, pour le Grand Prix à domicile de son équipe, et en Grande-Bretagne, Max Verstappen termine deuxième, tandis que Ricciardo est respectivement cinquième et quatrième. En Hongrie, Ricciardo est troisième et Verstappen cinquième, puis ils accompagnent (dans le même ordre) Lewis Hamilton sur le podium en Allemagne, permettant à leur équipe de dépasser Ferrari au championnat constructeurs, la plaçant deuxième avec 256 unités.
Après la pause estivale, en Belgique, Verstappen se qualifie en première ligne aux côtés de Nico Rosberg. Le Néerlandais patine au départ et est débordé par les Ferrari. À l'épingle de La Source, Verstappen tente de reprendre sa place et s'infiltre à l'intérieur, ce qui fait s'accrocher les trois concurrents. Verstappen passe par les stands pour réparer les dégâts et termine à la porte des points tandis que Ricciardo se classe deuxième. La manœuvre de Verstappen au départ crée une petite polémique. En Italie, un peu moins à l'aise, les voitures autrichiennes sont cinquième (Ricciardo) et septième (Verstappen), puis, à Singapour, lorsque Verstappen termine sixième, Ricciardo termine à une demi-seconde du vainqueur Nico Rosberg, Red Bull avait arrêté l'Australien en pensant que Mercedes arrêterait Rosberg, en difficulté avec des pneus usés, mais cela n'a pas été le cas.
Lors du Grand Prix de Malaisie, les Red Bull roulent derrière Lewis Hamilton lorsque son moteur explose au 41e passage, laissant Ricciardo prendre le commandement devant Verstappen. Ils signent le doublé, le premier pour Red Bull depuis le Grand Prix du Brésil 2013. Cette victoire de Daniel Ricciardo est également sa première depuis le Grand Prix de Belgique 2014, soit plus de deux ans. Au Japon, Verstappen termine deuxième après une lutte avec Lewis Hamilton tandis que Ricciardo est sixième. L'Australien est le seul pilote Red Bull à voir l'arrivée (troisième) aux États-Unis car Verstappen doit abandonner sur un problème de boîte de vitesses.
Au Mexique, dans les derniers tours, Verstappen est en lutte avec Sebastian Vettel. Sous pression, le Néerlandais bloque ses roues au premier virage et le coupe. Il reste devant Vettel au lieu de le laisser passer comme le voudrait la règle et reçoit une pénalité de cinq secondes après l'arrivée, où il est initialement troisième. Cela profite dans un premier temps à Vettel, mais ce dernier est pénalisé à son tour pour avoir dévié sa trajectoire pour résister aux attaques de Daniel Ricciardo alors qu'ils se battaient l'un contre l'autre. L'Australien récupère la troisième place, devant Verstappen.
Au Brésil, à la suite d'un arrêt au stand au 55e des 71 tours d'un Grand Prix disputé sous la pluie, Verstappen se retrouve quatorzième. Équipé manifestement des meilleurs gommes pour ce type de piste, il dépasse ses adversaires un à un jusqu'à atteindre la troisième position finale. Ricciardo termine quant à lui huitième. Les pilotes ramènent suffisamment de points pour permettre à Red Bull de s'assurer la deuxième place du championnat constructeurs à une course de la fin. Cette dernière course, à Abou Dabi, voit Verstappen terminer quatrième et Ricciardo cinquième.
Red Bull Racing conclut ainsi la saison 2016 à la deuxième place, une première depuis 2014, avec 468 points.

### 2017: troisième force du plateau

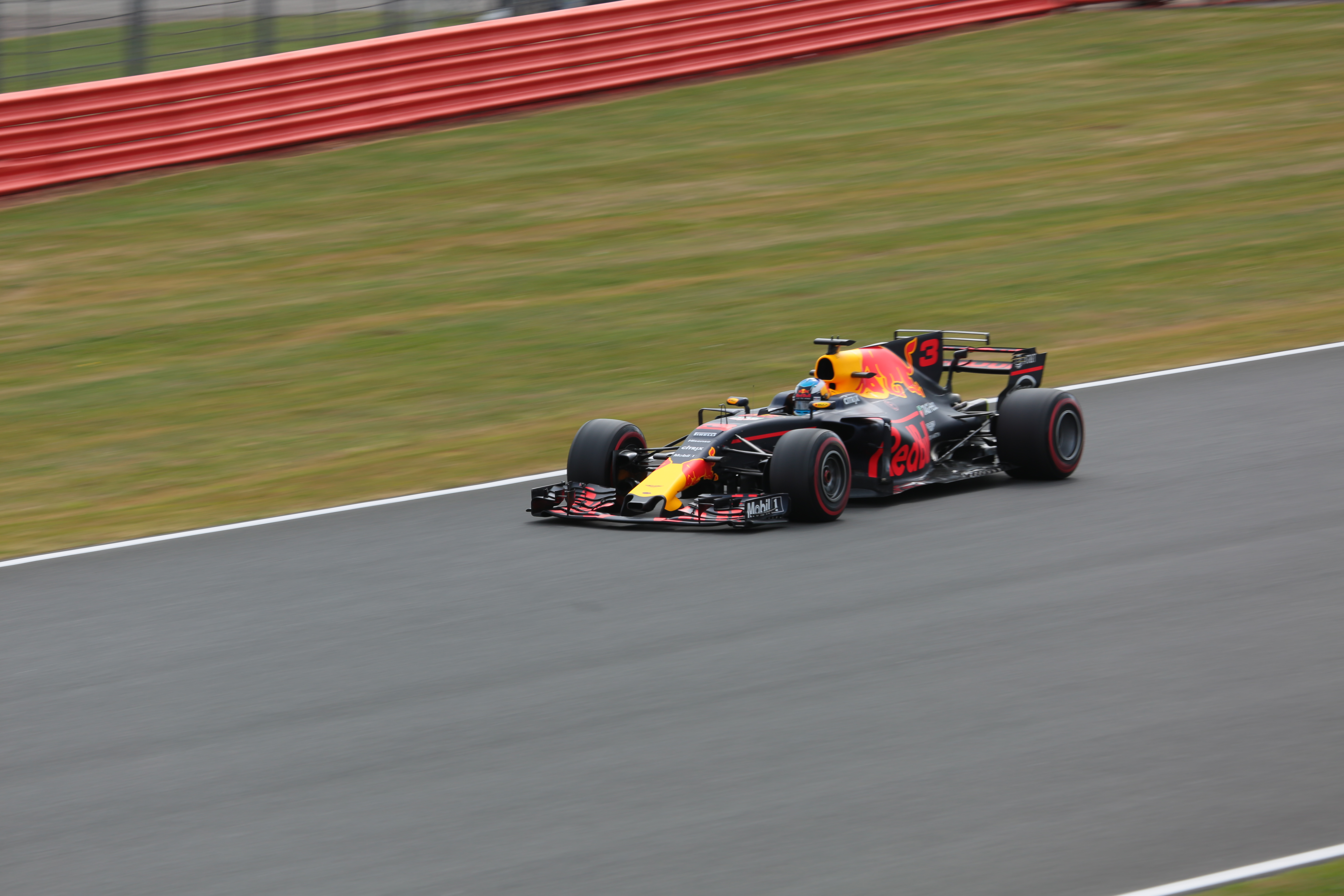
Daniel Ricciardo au Grand Prix de Grande-Bretagne 2017

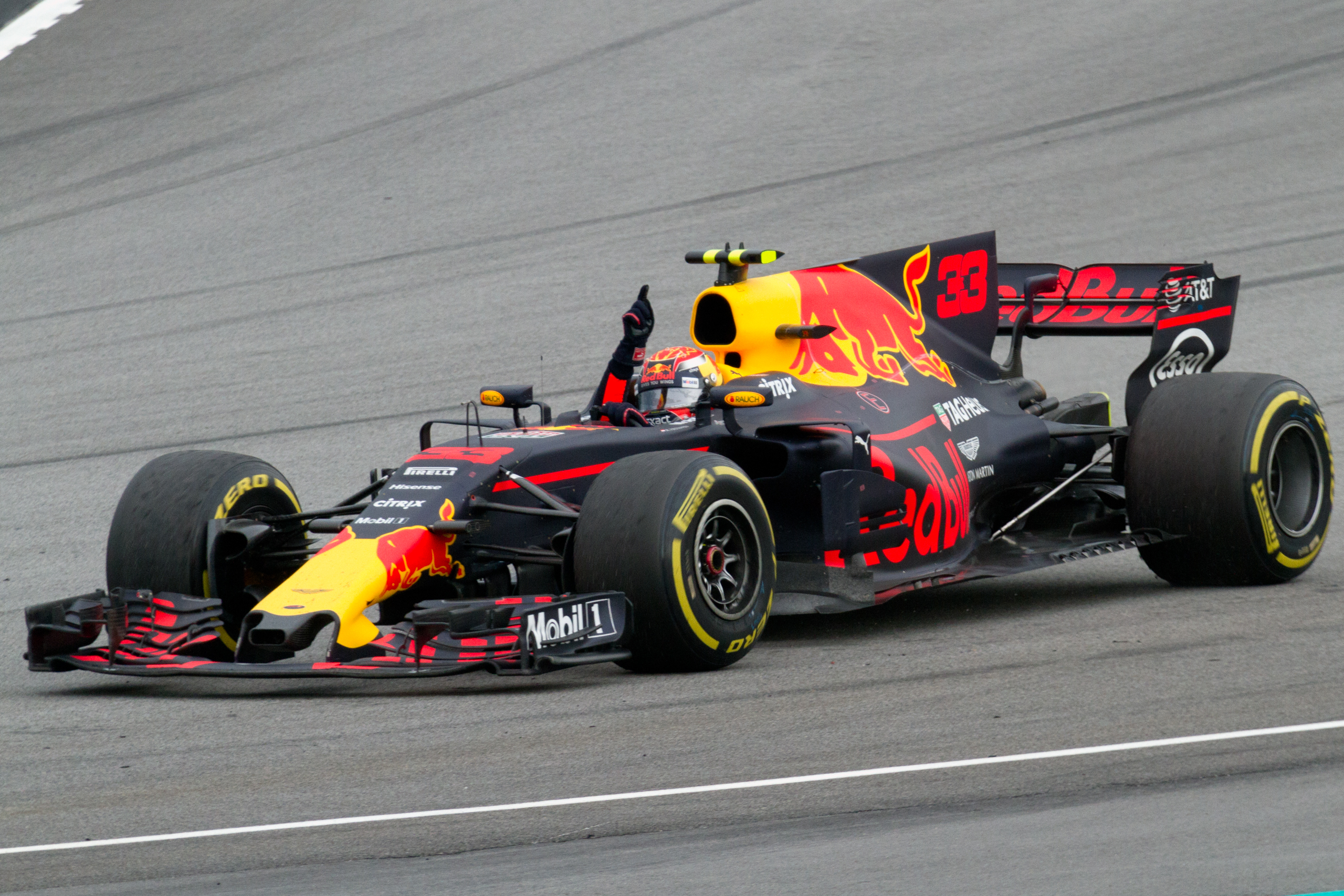
Max Verstappen célébrant sa victoire au Grand Prix de Malaisie 2017

Lors de l'ouverture de saison, en Australie, Max Verstappen se qualifie cinquième, mais Daniel Ricciardo part à la faute en Q3 et n'enregistre pas de temps. Sa boîte de vitesses devant être changée, il part finalement quinzième et abandonne sur casse moteur alors que Verstappen termine cinquième. En Chine, Ricciardo part cinquième et Verstappen seulement seizième. Le Néerlandais parvient à terminer sur le podium, troisième devant son coéquipier. Il abandonne toutefois à Bahreïn sur un problème de freins quand Ricciardo termine cinquième. Le Grand Prix suivant, en Russie, ne voit à nouveau l'arrivée que d'une seule Red Bull, celle de Verstappen à la cinquième position, Ricciardo ayant à son tour connu des problèmes de freins. Les rôles s'inversent une nouvelle fois en Espagne : Verstappen s'accroche avec Kimi Räikkönen et Valtteri Bottas au premier tour et abandonne tandis que Ricciardo termine troisième. Ces problèmes de fiabilité mêlés à une performance inférieure aux Mercedes et aux Ferrari retardent beaucoup Red Bull au championnat, laquelle a inscrit 72 points après cinq Grands Prix, soit plus de deux fois moins que ses principaux concurrents qui sont à la lutte (Mercedes a 161 points et Ferrari 153).
Les RB13 sont à l'arrivée à Monaco, Ricciardo troisième et Verstappen cinquième, malgré les tentatives du Néerlandais face à la Mercedes de Valtteri Bottas. Toutefois, au Canada (troisième), en Azerbaïdjan (vainqueur) et en Autriche (troisième), seul Ricciardo voit l'arrivée. Verstappen connaît une panne électrique (après un bon début de course qui le voit passer de la cinquième à la deuxième place) au Canada, une casse moteur à Bakou, et est pris dans l'accrochage entre Fernando Alonso et Daniil Kvyat au premier tour à Spielberg.
Verstappen et Ricciardo terminent ensuite quatrième et cinquième en Grande-Bretagne, mais à nouveau, seul le Néerlandais termine (cinquième) en Hongrie, lequel a d'ailleurs causé l'abandon de son équipier en ratant son freinage et en percutant sévèrement le flanc gauche de l'autre Red Bull, abîmant son radiateur, au premier tour. Le Grand Prix de Belgique voit également l'arrivée d'une seule Red Bull, celle de Ricciardo, troisième, quand Verstappen connaît un problème de puissance et abandonne en début de course. À Monza, Ricciardo termine quatrième, Verstappen s'accroche avec Felipe Massa en début de course, crève, passe par les stands, et termine dixième.
À Singapour, les Red Bull se qualifient entre les Ferrari, Verstappen étant en première ligne aux côtés de Sebastian Vettel, mais aucun des trois ne verra l'arrivée : Kimi Räikkönen, quatrième, prend un bon départ qui lui permet de tenter de dépasser Verstappen, à sa gauche. Parallèlement, Vettel prend un départ plus lent, et bouge vers la gauche de la piste, il ne peut alors pas voir Räikkönen à la gauche de Verstappen. Le Finlandais et le Néerlandais s'accrochent, puis les Ferrari se touchent. Räikkönen, privé de roue arrière-droite, percute de plein fouet la monoplace de Verstappen et provoque leurs abandons. Ricciardo, de son côté, n'a pas été pris dans l'incident et termine deuxième.
Le 25 septembre 2017, Red Bull Racing annonce qu'Aston Martin devient son sponsor-titre pour la saison 2018 et que l'écurie sera désormais connue sous le nom d'Aston Martin Red Bull Racing. Lors du Grand Prix de Malaisie, Verstappen se place dans le sillage de Lewis Hamilton dès le départ, tient le rythme de la Mercedes, et la dépasse au quatrième passage. Il remporte la course, sa première victoire depuis le Grand Prix d'Espagne 2016, devant Hamilton et Ricciardo. Au Japon, les Red Bull sont en deuxième ligne (Ricciardo troisième, Verstappen quatrième), et le Néerlandais se faufile en deuxième position derrière Hamilton au départ. Il y reste tout le Grand Prix et termine à cette position, devant Ricciardo.
Aux États-Unis, Ricciardo abandonne sur un problème moteur et Verstappen arrive troisième après un dépassement in extremis sur Kimi Räikkönen dans le dernier tour. Il a toutefois dû mettre les quatre roues hors des limites de la piste et est pénalisé de cinq secondes, replaçant ainsi Räikkönen sur le podium et Verstappen quatrième. Au Mexique, Ricciardo abandonne pour la deuxième fois consécutive, sur un problème de turbo, tandis que Verstappen, qualifié en première ligne aux côtés de Sebastian Vettel, parvient à prendre la tête au départ, non sans avoir créé une friction entre l'Allemand et Lewis Hamilton, et remporte la course après avoir mené depuis le début. Au Brésil, Verstappen termine cinquième et Ricciardo sixième après s'être élancé de la quatorzième position à la suite du changement de son groupe propulseur. La dernière course de la saison, à Abou Dabi, se solde par un troisième abandon en quatre courses pour Ricciardo, cette fois sur un problème hydraulique, et par une cinquième place pour Verstappen.
Au terme de la saison, avec trois victoires, treize podiums et 368 points, Red Bull obtient la troisième place du championnat du monde derrière Mercedes et Ferrari, Ricciardo et Verstappen se classant cinquième et sixième du championnat des pilotes. L'écurie aura toutefois connu pas moins de treize abandons dans la saison, et seulement sept arrivées collectives.

### 2018: dernière saison avec un moteur fourni par Renault

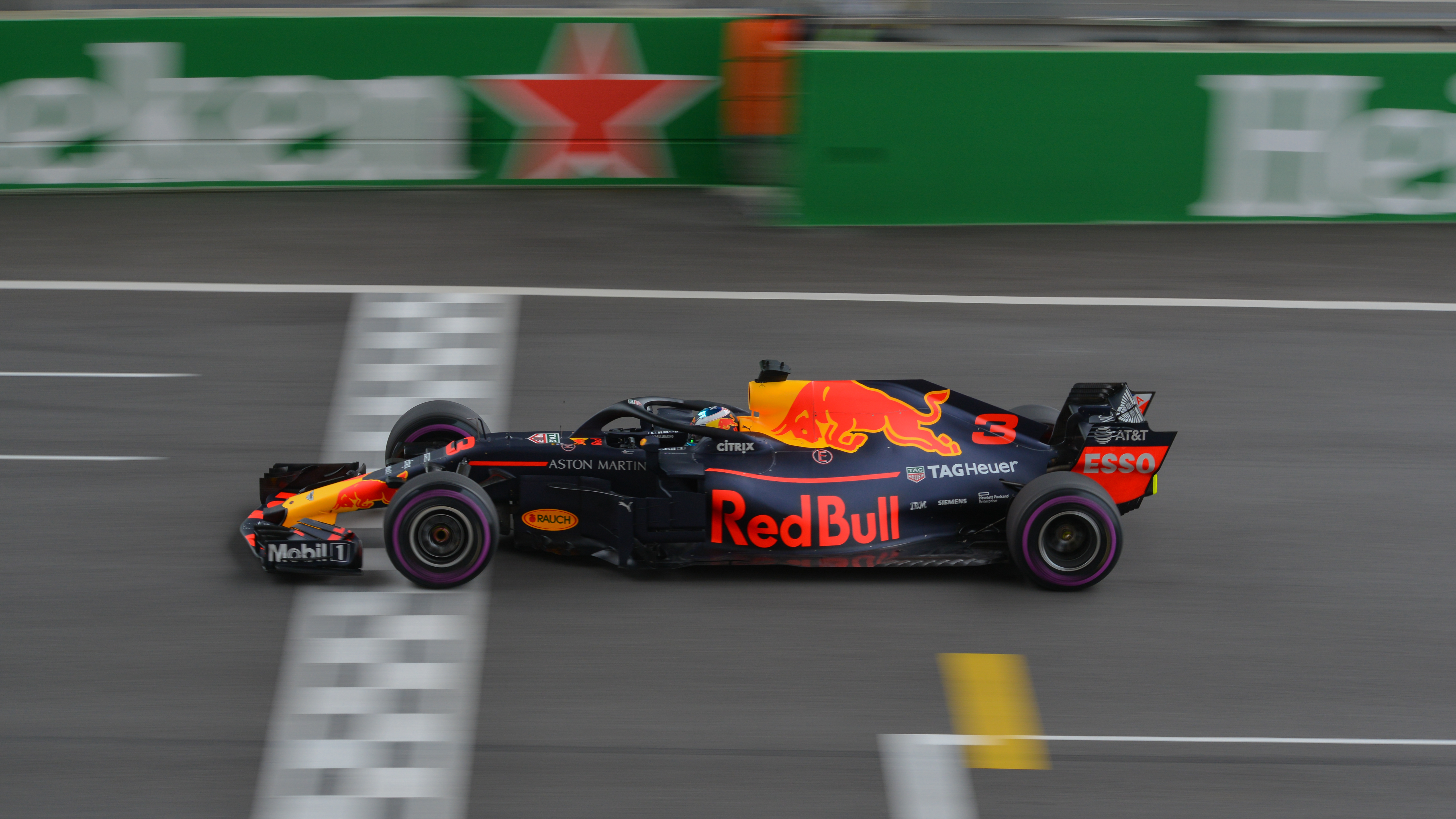
Daniel Ricciardo lors des essais libres 1 au Grand Prix de Chine 2018.

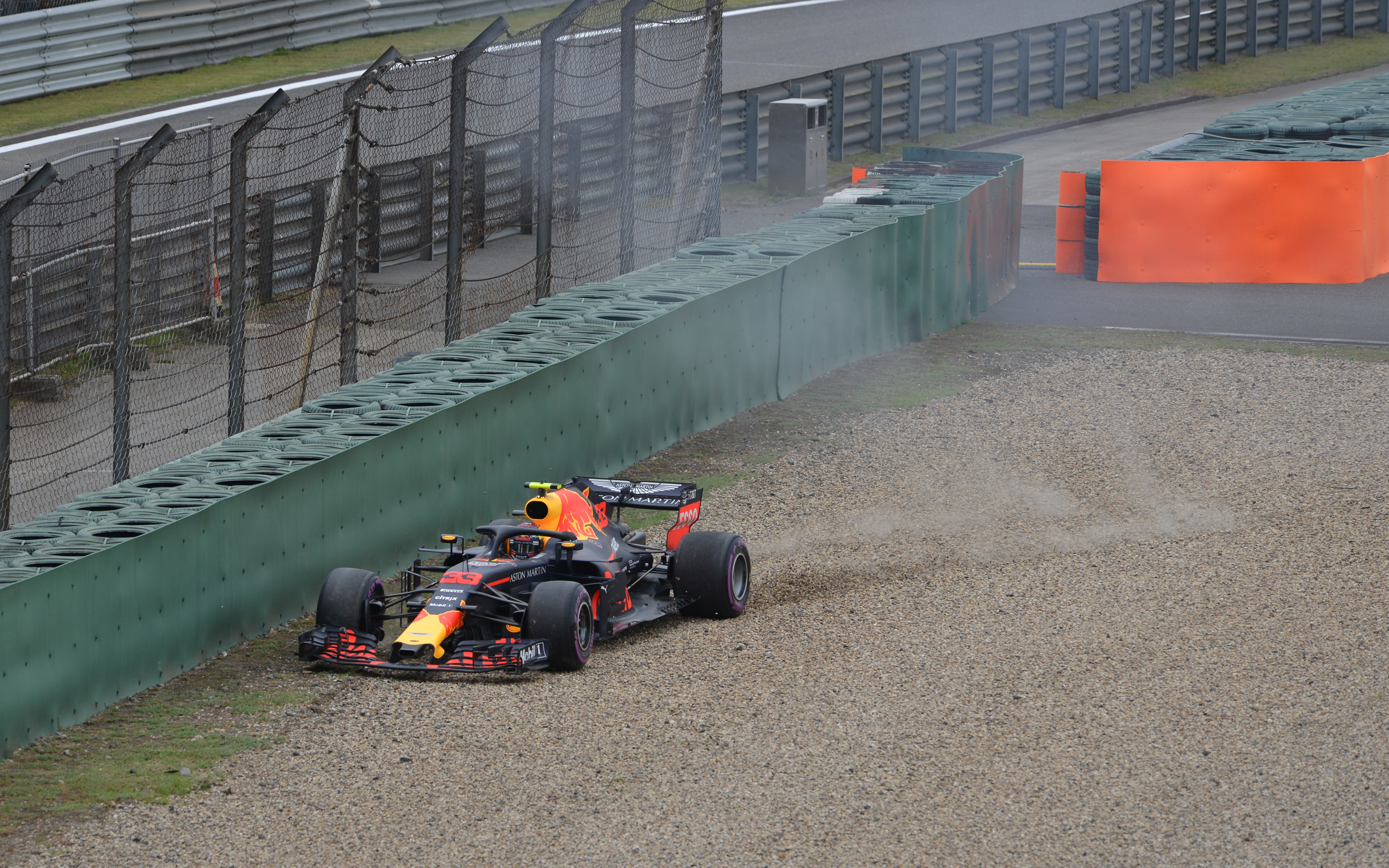
Max Verstappen lors des essais libres 1 en Chine.

En 2018, Red Bull poursuit avec le même duo de pilotes qu'en 2017. En Australie, pour la course inaugurale, Daniel Ricciardo, auteur du meilleur tour, prend la troisième place alors que Max Verstappen, parti en tête-à-queue au dixième tour, termine sixième. À Bahreïn, les deux pilotes abandonnent dès les premiers tours, Verstappen sur problème de différentiel après une crevaison et Ricciardo sur une coupure électrique. Au Grand Prix de Chine, Daniel Ricciardo remporte la sixième victoire de sa carrière, une nouvelle fois sans partir d'une des trois premières places sur la grille. La course bascule quand Pierre Gasly accroche son coéquipier Brendon Hartley dans l'épingle du circuit, provoquant la sortie de la voiture de sécurité ; les pilotes Red Bull plongent dans les stands et chaussent leurs pneus tendres sans perte de temps. Dès lors, les RB14 sont les plus rapides en piste. En tentant de dépasser Hamilton, Max Verstappen le touche légèrement, part hors-piste et se fait doubler par Ricciardo ; Verstappen envoie peu après Vettel en tête-à-queue, ce qui lui vaut une pénalité de dix secondes. Au contraire de son coéquipier, Daniel Ricciardo trace efficacement son chemin vers la victoire à coups de meilleurs tours en course et dépasse successivement Räikkönen, Hamilton, Vettel et enfin Bottas.
Lors du Grand Prix d'Azerbaïdjan, après plusieurs touchettes au fil de la course, Daniel Ricciardo percute l'arrière de la monoplace de son coéquipier, provoquant leur double abandon. Lors du Grand Prix d'Espagne, lorsque la voiture de sécurité virtuelle s'éclipse, Ricciardo part en tête-à-queue ; au même moment, Verstappen touche Lance Stroll et endommage le côté droit de son aileron avant. Le Néerlandais monte toutefois sur la troisième marche du podium, Ricciardo terminant cinquième. À Monaco, Ricciardo obtient la pole position qu'il convertit en victoire malgré un problème mécanique en course. Verstappen, parti de la dernière position après un accident en essais libres, finit neuvième. Au Canada, le Néerlandais termine troisième, juste devant Ricciardo.
Le 19 juin 2018, l'écurie autrichienne officialise la fin de sa collaboration avec Renault et annonce son partenariat avec Honda pour 2019 et 2020 ,,.
En France, Verstappen monte sur la deuxième marche du podium et Ricciardo termine à nouveau quatrième. Lors du Grand prix d'Autriche, course nationale de Red Bull, l'Australien subit un problème d'échappement et abandonne alors que Verstappen remporte la course, profitant notamment du double abandon des Mercedes. En Grande-Bretagne, en Allemagne et en Hongrie, l'équipe traverse des moments compliqués où la fiabilité fait défaut avec deux abandons pour Verstappen, et un pour Ricciardo.
Le 3 août 2018, l'équipe confirme le départ de Daniel Ricciardo à la fin de la saison, Renault F1 Team annonçant son recrutement pour 2019 aux côtés de Nico Hülkenberg tandis que Pierre Gasly, pilote chez la Scuderia Toro Rosso, issu de la filière de formation de l'écurie autrichienne, le remplace,
En Belgique et en Italie, Ricciardo connaît deux abandons, l'un à la suite des dégâts multiples liés au premier tour de la course et l'autre sur problème d'embrayage ; son coéquipier Verstappen marque des points avec une quatrième et cinquième place. À Singapour, en Russie et au Japon, Verstappen est plus performant que Ricciardo avec une deuxième, cinquième et troisième place. La fiabilité fait à nouveau défaut à l'Australien avec deux abandons aux États-Unis et au Mexique, l'un sur problème de batterie et l'autre sur problème d'embrayage malgré une pole position ; son coéquipier néerlandais termine deuxième et premier. Les deux dernières courses de la saison se passent mieux pour Ricciardo avec une quatrième place quand Verstappen termine deuxième et troisième. À la fin de la saison, l'équipe se classe troisième du championnat des constructeurs avec 419 points.

### 2019: première saison victorieuse avec Honda

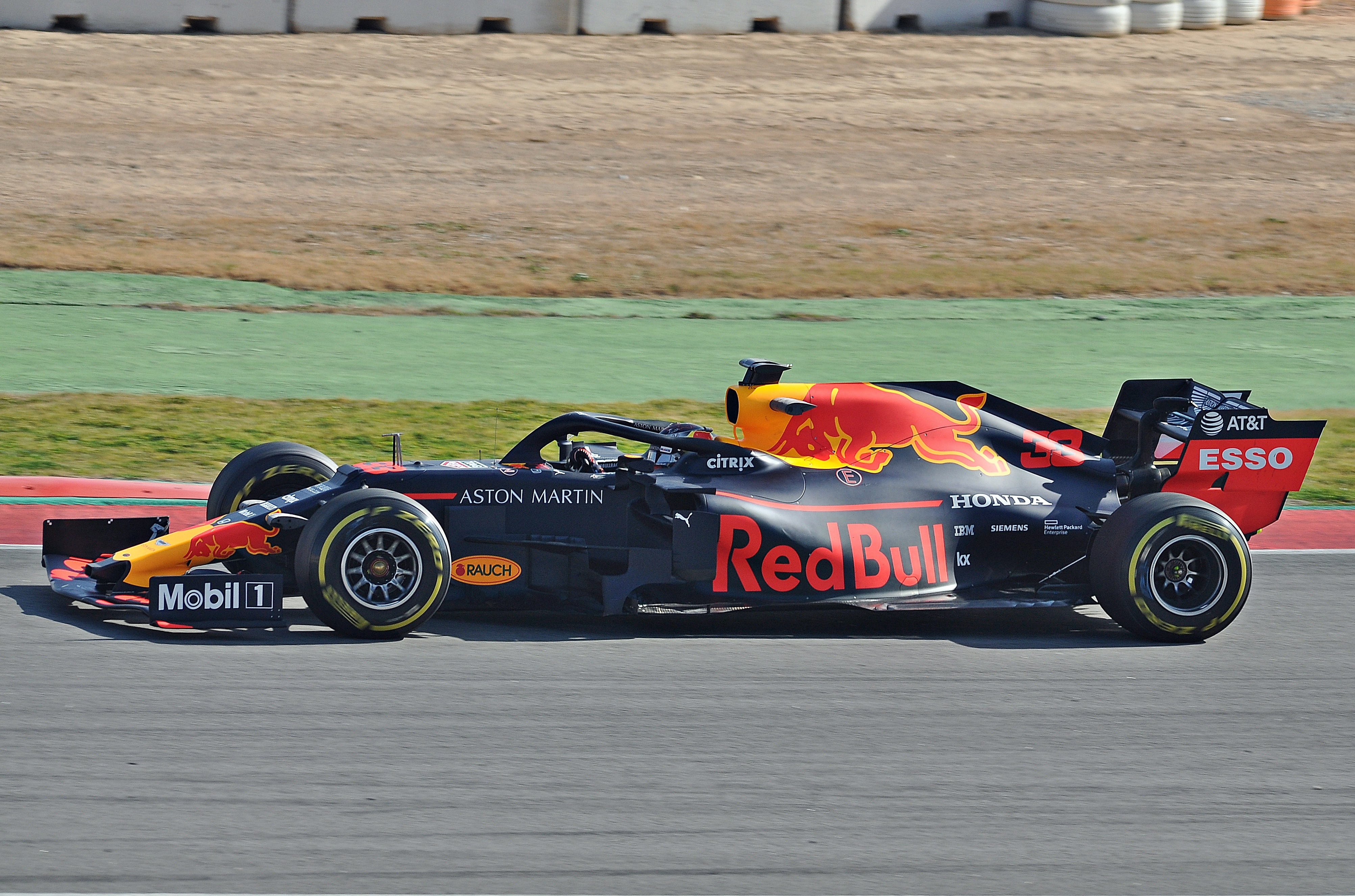
Max Verstappen, à bord de la Red Bull RB15, lors des essais hivernaux a Barcelone.

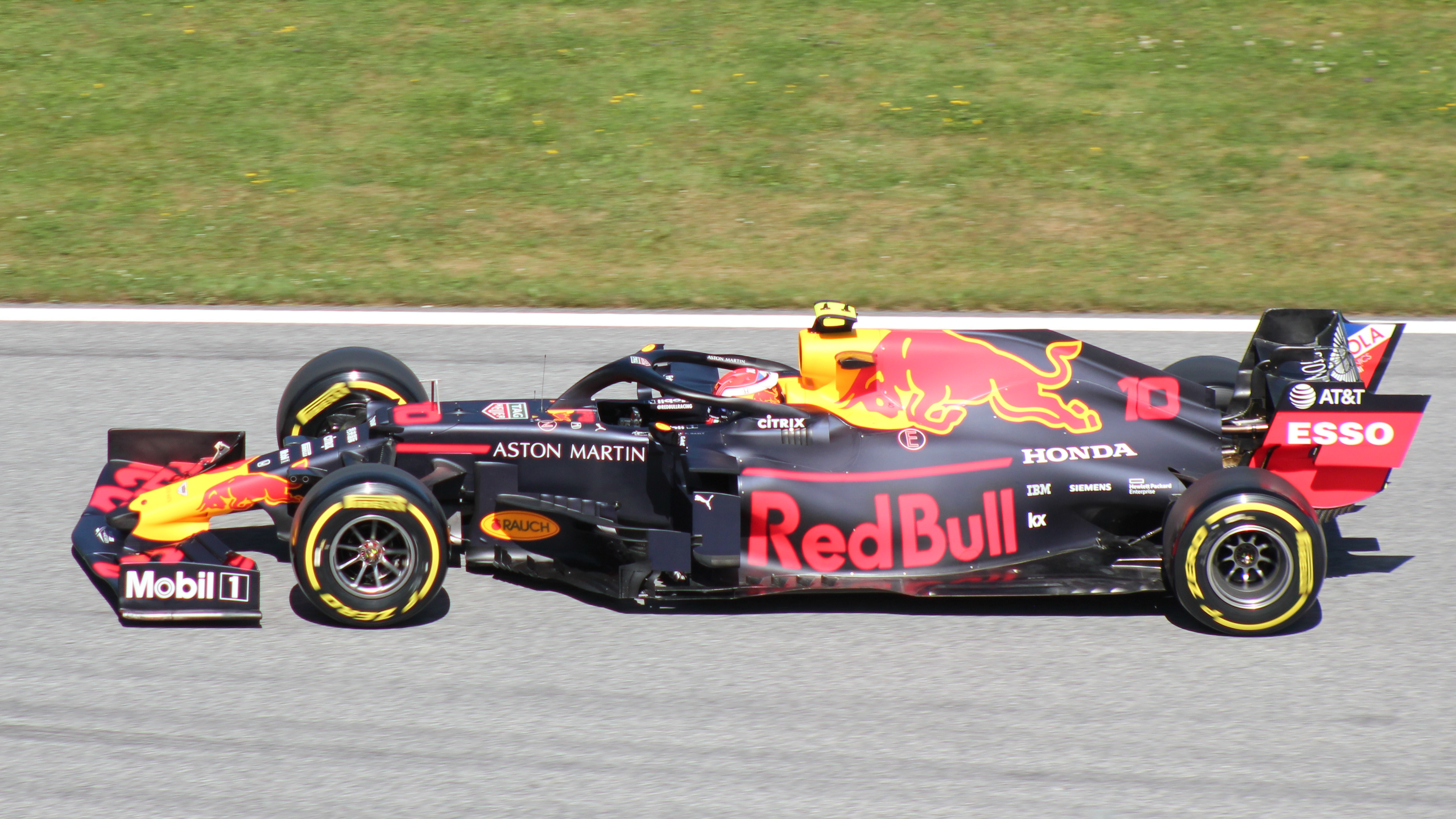
Pierre Gasly au Grand Prix d'Autriche.

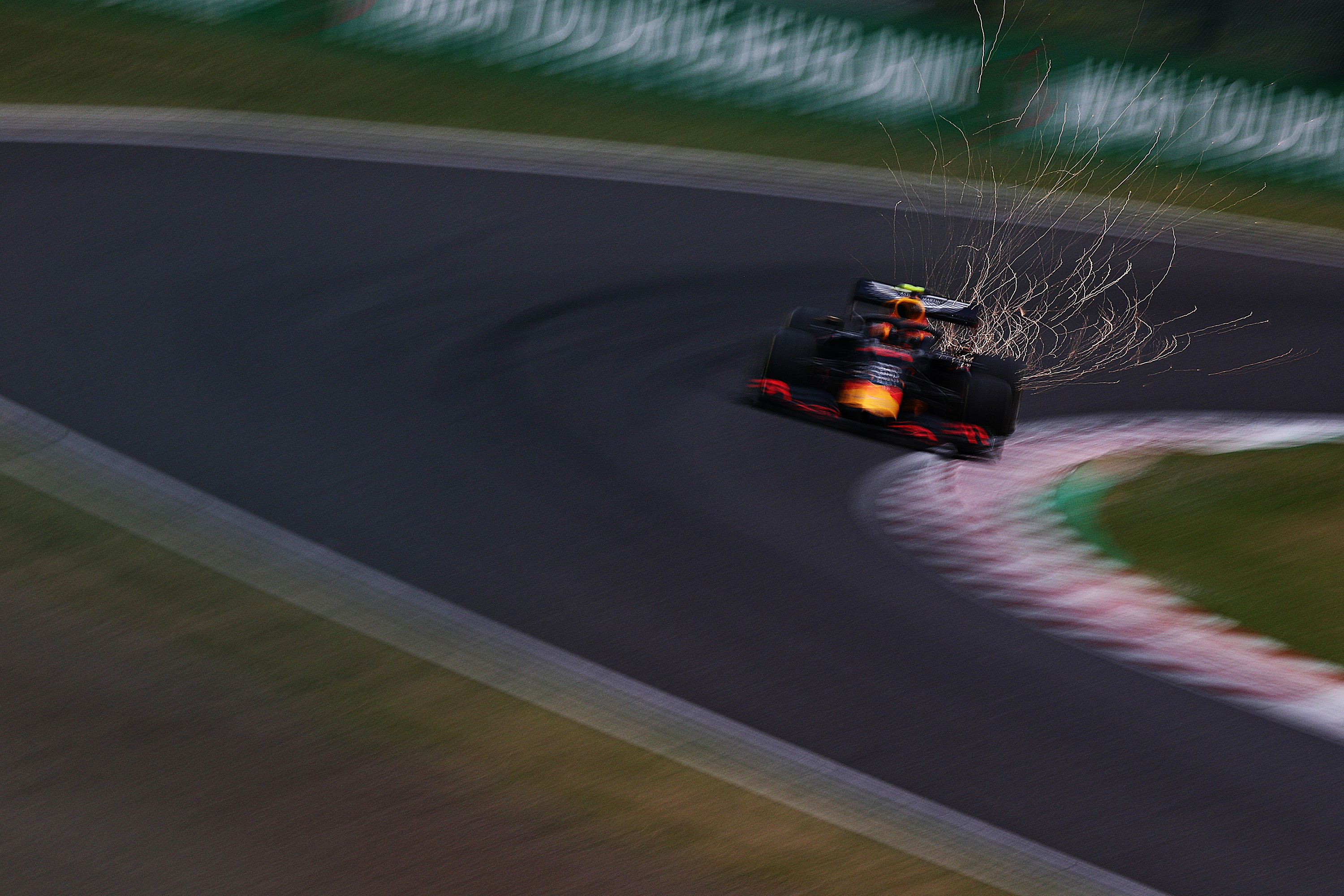
Alex Albon au Grand Prix du Japon.

À Melbourne, Max Verstappen part quatrième alors que son coéquipier Pierre Gasly, à cause d'une mauvaise stratégie de l'écurie en qualifications, est dix-septième ; en course, Verstappen dépasse Sebastian Vettel, en difficulté, lors du trente-et-unième tour et monte sur la troisième marche du podium ; il s'agit du premier podium d'un moteur Honda au cours l'ère hybride, le précédent remontant au Grand Prix de Grande-Bretagne 2008 avec Rubens Barrichello ; Gasly termine onzième. À Bahreïn, Verstappen termine quatrième et Gasly, huitième, inscrit ses premiers points pour Red Bull.
En Chine, la RB15 retrouve de sa compétitivité mais reste en deçà des Mercedes et Ferrari. Grâce à une stratégie gagnante de l'écurie, Verstappen termine à nouveau quatrième et Gasly, sixième et auteur du meilleur tour en course, inscrit neuf points. En Azerbaïdjan, si Verstappen confirme derrière les Mercedes et la Ferrari de Vettel, Gasly abandonne sur bris d'arbre de transmission après s'être élancé des stands à cause du non respect d'un contrôle lors des essais.
En Espagne, Verstappen termine sur le podium mais il est pénalisé lors de l'épreuve monégasque pour être sorti des stands de façon dangereuse, frôlant l'accrochage avec la Mercedes de Valtteri Bottas, il perd sa place sur le podium, rétrogradé en quatrième position. Gasly termine sixième et cinquième de ces deux épreuve, avec le point du meilleur tour à Monaco. Lors des qualifications au Canada, si Gasly parvient à atteindre la Q3, Verstappen est piégé en Q2 après la sortie de piste de la Haas de Kevin Magnussen et s'élance onzième ; il remonte à la cinquième place sans avoir pu lutter avec Vettel et Hamilton ; Gasly termine huitième.
En France et en Autriche, l'écart déjà significatif entre les pilotes Red Bull se creuse davantage. Verstappen termine quatrième au Castellet alors que Gasly, initialement hors des points pour son Grand Prix national, termine finalement dixième après la pénalisation de Daniel Ricciardo. Lors du Grand Prix à domicile de l'écurie, Verstappen, en première ligne derrière Charles Leclerc (après la pénalité de Lewis Hamilton), rate son départ et se retrouve septième au terme du premier tour, juste devant Gasly. Il se lance dans une remontée, avec en point d'orgue une collision litigieuse avec Leclerc pour le gain de la première place et remporte le Grand Prix, pour la deuxième fois consécutive, offrant au moteur Honda sa première victoire en Formule 1 depuis Jenson Button au Grand Prix de Hongrie 2006 ; il marque le point du meilleur tour en course quand Gasly termine septième, à un tour.
À Silverstone, Verstappen, en lutte pour le podium contre Sebastian Vettel, est percuté par celui-ci en fin de course et finit cinquième, derrière Gasly. En Allemagne, Verstappen et Gasly s'élancent deuxième et quatrième d'un Grand Prix pluvieux, conclu par la victoire de Verstappen et un accrochage avec la Toro Rosso d'Alexander Albon pour Gasly. En Hongrie, Verstappen obtient sa première pole position, la première d'un moteur Honda depuis Jenson Button au Grand Prix d'Australie 2006 et Gasly se qualifie sixième ; en course, Verstappen se bat pour la victoire contre Hamilton qui, grâce à stratégie audacieuse le dépasse à trois tours du terme ; le Néerlandais chausse alors des pneus tendres et termine deuxième en marquant le point du meilleur tour en course. Gasly, il termine quatrième, à un tour de son coéquipier, derrière Carlos Sainz Jr..
Durant la pause estivale, Pierre Gasly, dont le niveau est jugé insuffisant, est remplacé par Alexander Albon ; il retourne chez la Scuderia Toro Rosso.
En Belgique, Verstappen et Albon s'élancent cinquième et dix-septième, Albon étant pénalisé pour utiliser de nouveaux éléments de son groupe propulseur. Verstappen abandonne dès le départ après un accrochage avec Kimi Räikkönen au premier virage. Pour sa première course chez Red Bull, Albon termine cinquième. En Italie, Verstappen part dix-neuvième, n'ayant fait aucun tour chronométré en qualification et Albon se qualifie huitième ; En course, Verstappen termine huitième tandis qu'Albon se classe sixième. À Singapour, Verstappen et Albon se qualifient quatrième et sixième ; Verstappen termine troisième de l'épreuve, profitant d'une mauvaise stratégie de Lewis Hamilton, et Albon termine sixième. En Russie, qualifiés quatrième et dix-neuvième Verstappen et Albon sont pénalisés de cinq places ; ils terminent quatrième et cinquième.
Au Japon, les pilotes se qualifient cinquième et sixième ; en course, Verstappen, harponné par Leclerc au deuxième virage, abandonne quelques tours plus tard tandis qu'Albon termine quatrième. Au Mexique, Verstappen, auteur du meilleur temps des qualifications, est pénalisé d'un recul de trois places pour avoir ignoré un drapeau jaune ; Albon part juste derrière lui. Verstappen et Hamilton s'accrochent dès le premier tour de course ; au quatrième tour, en tentant de dépasser Bottas, Verstappen crève son pneu arrière droit, repart dernier et termine sixième ; Albon finit cinquième. Aux États-Unis, qualifiés troisième et sixième, Verstappen et Albon terminent troisième et cinquième. Au Brésil, Verstappen réalise la deuxième pole position de sa carrière et Albon se qualifie sixième ; en course, Verstappen, au terme d'une bagarre avec Hamilton, remporte la huitième victoire de sa carrière. Albon, sur le point d'obtenir son premier podium, est envoyé en tête-à-queue par Hamilton (qui sera pénalisé) et termine quatorzième.
Le 12 novembre 2019, Alexander Albon est prolongé pour la saison 2020, toujours aux côtés de Max Verstappen. Le 27 novembre, Honda prolonge son contrat de motoriste jusqu'à la fin de la saison 2021.
Pour la dernière course de la saison, à Abou Dabi, Verstappen et Albon bénéficient de la pénalité moteur de Bottas pour s'élancer deuxième et cinquième ; ils terminent deuxième et sixième. Red Bull se classe troisième du championnat des constructeurs avec 417 points. Max Verstappen termine troisième avec 278 points (deux pole positions et trois victoires), Pierre Gasly termine septième et Alexander Albon huitième.

### 2020: deuxième force du plateau
Le 7 janvier 2020, Red Bull Racing prolonge Max Verstappen pour trois saisons. L'écurie autrichienne annonce, le 31 janvier 2020, l'arrêt de son partenariat avec son sponsor-titre Aston Martin à la fin de la saison 2020 à la suite du rachat de l'entreprise britannique par Lawrence Stroll, le propriétaire de l'écurie britannique Racing Point,.

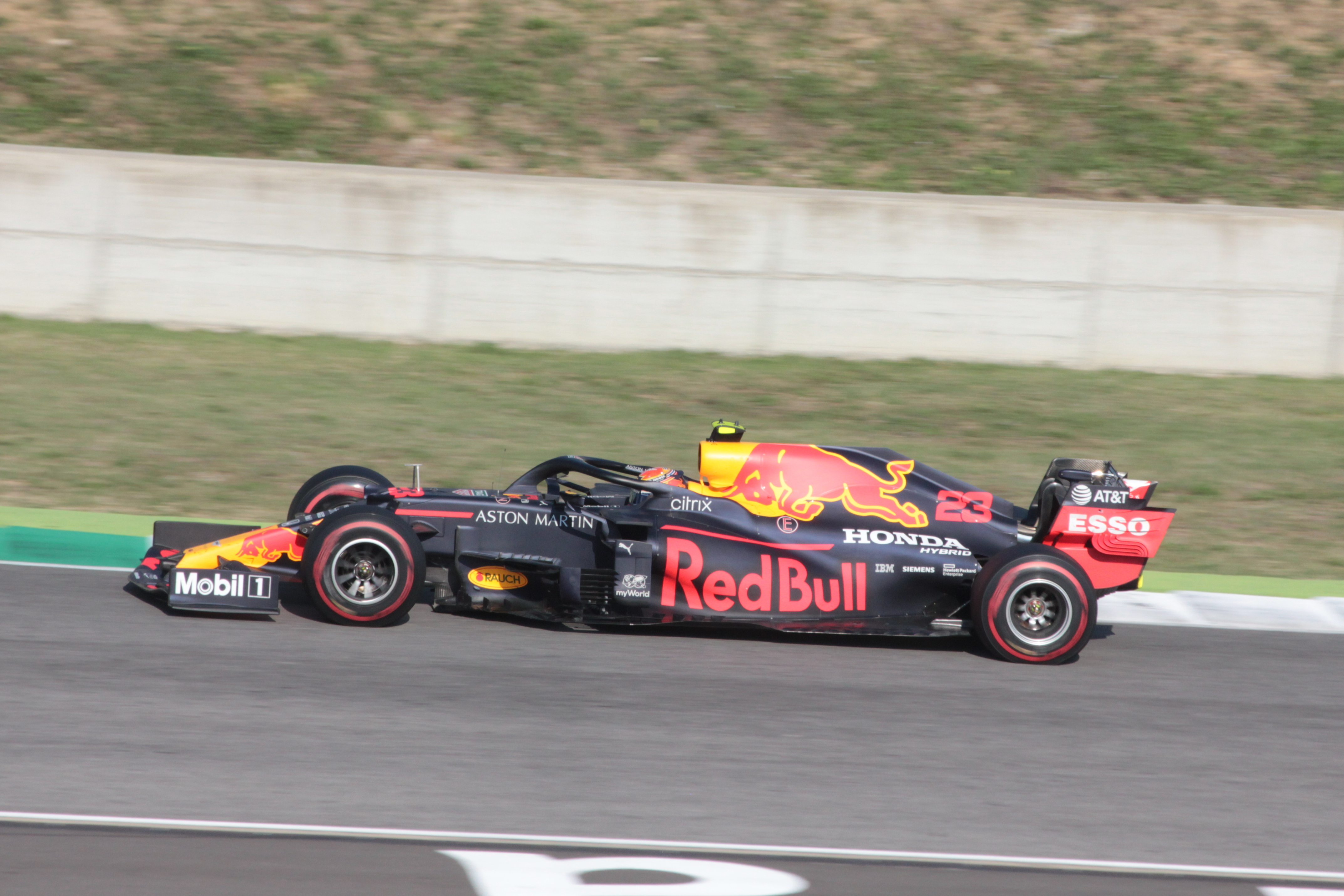
Alexander Albon, lors du Grand Prix de Toscane 2020, à bord de la Red Bull RB16.

En raison de la pandémie de Covid-19, la saison commence le 5 juillet en Autriche. Max Verstappen et Alexander Albon partent en deuxième et quatrième position grâce à la pénalité de trois places de Lewis Hamilton lors des qualifications ; le Néerlandais abandonne à cause d'un problème électronique tandis qu'Albon, accroché par Hamilton en fin de course, abandonne lui aussi à cause d'un problème moteur. Une semaine plus tard, sur le même circuit, Verstappen se qualifie deuxième du Grand Prix de Styrie tandis qu'Albon part sixième, grâce à la pénalité de Lando Norris ; ils terminent troisième et quatrième.
En Hongrie, les Red Bull partent septième et treizième ; durant le tour de reconnaissance, Verstappen heurte un mur de pneus et abîme son aileron avant, compromettant sa participation à la course mais ses mécaniciens réparent la monoplace sur la grille. Le Néerlandais, auteur d'un très bon départ, prend la troisième place au premier virage et termine deuxième ; son coéquipier se classe cinquième, à plus d'une minute. Lors du Grand Prix de Grande-Bretagne, Verstappen et Albon partent troisième et douzième ; Albon accroche Kevin Magnussen au premier tour de course et reçoit une pénalité de cinq secondes ; il termine huitième tandis que Verstappen se classe deuxième. Une semaine plus tard, Max Verstappen remporte, au Grand Prix du 70e anniversaire, sa première victoire de la saison grâce à une stratégie audacieuse de son équipe ; Albon termine cinquième.
En Espagne et en Belgique, les pilotes se classent deuxième et huitième puis troisième et sixième. En Italie, l'écurie n'inscrit aucun point, Verstappen abandonnant sur problème moteur et Albon terminant quinzième. En Toscane, Verstappen abandonne à nouveau, après un accrochage ; Albon monte sur premier podium en Formule 1 en se classant troisième. En Russie, Max Verstappen termine deuxième tandis qu'Alexander Albon, battu par les deux pilotes de l'écurie sœur AlphaTauri est dixième.
Le 2 octobre 2020, Honda, le motoriste de l'écurie, annonce son retrait à la fin de la saison 2021 pour se concentrer sur la recherche et le développement de véhicules à hydrogène et de batteries de véhicules électriques.
Lors du Grand Prix de l'Eifel, Verstappen et Albon se qualifient troisième et sixième ; le Néerlandais termine deuxième de la course, Albon abandonnant sur un problème de radiateur. À Portimao, Verstappen est à nouveau deuxième, Albon terminant hors des points. L'écurie revient bredouille du Grand Prix d’Emilie-Romagne, après un abandon de Verstappen sur crevaison tandis qu'Albon termine quinzième. En Turquie, les pilotes terminent sixième et septième. Lors d'un Grand Prix de Bahreïn marqué par le terrifiant accident de Romain Grosjean, Verstappen et Albon montent tous deux sur le podium, en deuxième et troisième position. Une semaine plus tard, au Grand Prix de Sakhir, Verstappen et Albon se qualifient troisième et douzième ; Verstappen sort de piste, entraîné par Charles Leclerc et Albon termine sixième.
Max Verstappen réalise sa seule pole position de la saison lors de la dernière course de la saison, qu'il remporte, Albon finissant quatrième. Red Bull se classe deuxième du championnat, avec 319 points, Max Verstappen se classé troisième et Alexander Albon septième.
Le 18 décembre 2020, Red Bull annonce que le Mexicain Sergio Pérez sera le nouveau coéquipier de Verstappen en 2021. Alexander Albon, qui n'a pas convaincu les dirigeants de l'écurie autrichienne, devient pilote d’essais et de réserve.

### 2021: Max Verstappen champion et Red Bull deuxième du championnat des constructeurs

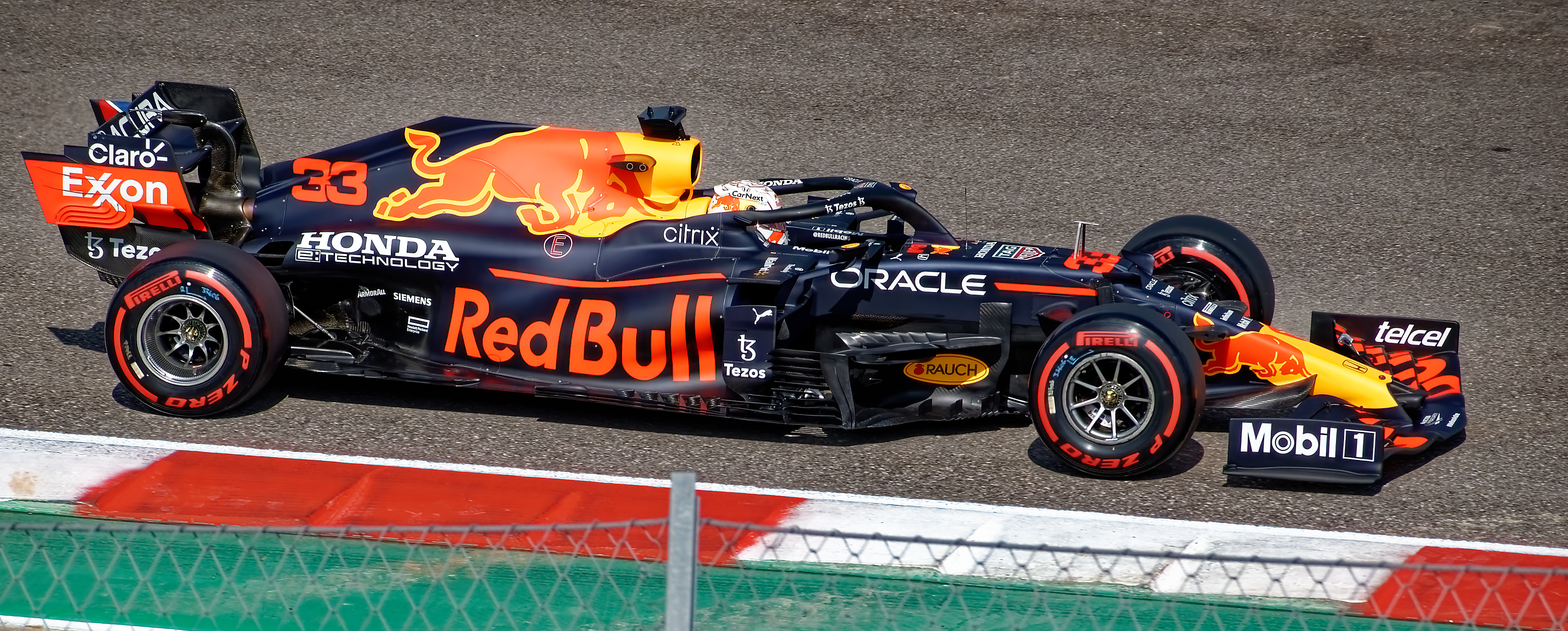
Max Verstappen, lors du Grand Prix des États-Unis 2021, à bord de la Red Bull RB16B.

Le 15 février 2021, Red Bull confirme avoir trouvé un accord avec Honda pour utiliser, à partir de 2022, ses moteurs à bord des monoplaces Red Bull Racing et la Scuderia AlphaTauri. Ces blocs, exploités sous l'entité Red Bull Powertrains Limited, pourront être rebadgés du nom d'un partenaire ou d'une autre marque du groupe. Cet accord couvre toute la durée du gel technique des moteurs (de 2022 à 2024). À partir de 2025, Red Bull doit trouver une autre solution de motorisation,,.
Red Bull dispute en 2021 sa meilleure saison depuis 2013 et ses derniers titres pilotes et constructeurs à la fin de l'ère des moteurs V8 atmosphériques. Au volant de la RB16B, Max Verstappen totalise 10 pole positions et autant de victoires, dont la dernière lors de la manche finale à Abou Dabi où il dépasse Hamilton dans le dernier tour de course pour remporter le titre mondial des pilotes, l'écurie terminant deuxième du championnat des constructeurs derrière Mercedes.

### 2022: champion du monde des pilotes et des constructeurs

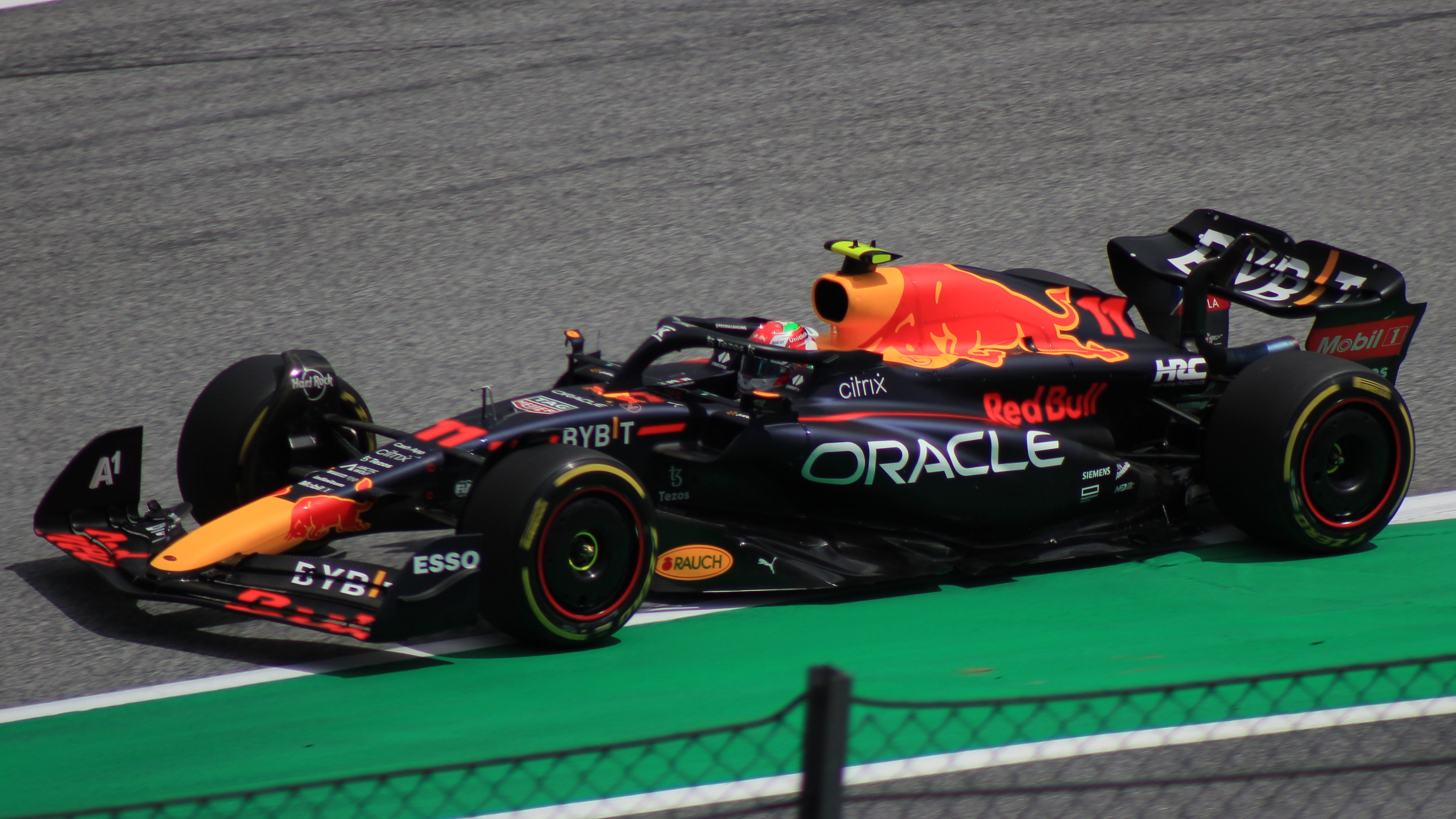
Sergio Pérez, lors du Grand Prix d'Autriche 2022, à bord de la Red Bull RB18.

Honda, motoriste de Red Bull et de la Scuderia AlphaTauri, se retire de la Formule 1 sept ans après son retour en 2015. La propriété intellectuelle et technologie des moteurs est reprise par Red Bull qui, à travers une nouvelle entité nommée Red Bull Powertrains, va développer ses propres unités de puissance à partir de 2023. Le motoriste japonais continue à fournir, en 2022, des moteurs aux deux écuries du giron de Red Bull. Cette année de transition doit permettre à l'écurie d'intégrer la technologie de moteur au sein de son usine de Milton Keynes pour pouvoir concevoir et développer en autonomie ses moteurs à compter de 2023.
Christian Horner explique que le nouveau modèle s'appelle RB18 (la monoplace de 2021 étant la RB16B) pour assurer la continuité entre la numérotation des voitures et les années de présence en compétition depuis 2005. Le 9 février 2022, Red Bull présente la livrée de la RB18 sur un prototype extrapolé du concept de monoplace présenté par la FIA. L'écurie annonce son nouveau sponsor-titre Oracle qui fournira 500 millions de dollars sur 5 ans à l'équipe de Milton Keynes ; la dénomination commerciale de l'équipe est donc Oracle Red Bull Racing,,.
La saison commence mal pour l'écurie autrichienne qui subit deux abandons à quelques minutes d'intervalle vers la fin de la course de Bahreïn ; Max Verstappen est privé d'alimentation en carburant tandis que Sergio Pérez subit une coupure moteur. Une semaine plus tard, pour le Grand Prix d'Arabie Saoudite, Pérez réalise la première pole position de sa carrière tandis que Verstappen part quatrième place ; le Hollandais remporte la course devant les Ferrari et le Mexicain termine quatrième. Deux semaines plus tard, au Grand Prix d'Australie, Verstappen et Pérez partent deuxième et troisième. Verstappen, alors deuxième de course, abandonne (fuite d'essence) tandis que Pérez termine deuxième. À Imola, sous la pluie, Verstappen obtient la pole position et Pérez part septième. Verstappen remporte ensuite la course sprint, Pérez terminant troisième. Le doublé réalisé par Verstappen devant Pérez (le premier depuis le Grand Prix de Malaisie en 2016) permet à l'écurie de prendre la deuxième place du championnat des constructeurs à Mercedes et à Verstappen et Pérez d'occuper les deuxième et troisième place au championnat du monde.
Le reste de la saison est une franche domination de l'écurie autrichienne qui remporte son second titre pilotes consécutif avec Max Verstappen et son cinquième titre de champion des constructeurs grâce aux quinze victoires du Néerlandais (nouveau record) et aux deux victoires de Sergio Pérez, battu par Charles Leclerc pour la deuxième place du championnat pilotes, lors de la dernière course, à  Abou Dabi. 

### 2023: totale domination pour un sixième titre constructeurs
L'équipe Red Bull lance sa saison à New York le 3 février 2023, en annonçant présenter sa nouvelle RB19, alors que la monoplace exposée devant les caméras est simplement celle qui a gagné le championnat 2022 avec une minime modification de sa livrée consistant au retour du logo Honda sur le capot moteur,. L'intérêt de cette présentation est l'annonce de l'association avec le constructeur automobile américain Ford qui, associé à Cosworth, a une glorieuse histoire de motoriste en Formule 1 jusqu'au début des années 2000, et qui revient donc dans ce rôle auprès de Red Bull Powertrains pour concevoir des groupes propulseurs dans le cadre de la réglementation technique en vigueur dès 2026. Lors de la manche d'ouverture de la saison à Bahreïn, Max Verstappen s'impose devant son coéquipier Sergio Pérez et près de quarante secondes d'avance sur Fernando Alonso, troisième. Cette avance considérable comparée au reste de la grille, couplée à une dégradation des pneus plus faibles, laisse entendre que le développement de la RB19 s'est bien mieux déroulé que celui des concurrents. Au soir du Grand Prix de Belgique, à la pause estivale, l'écurie est invaincue avec deux victoires de Pérez à Bakou et à Djeddah et dix victoires de Verstappen. Red Bull a battu les records du plus grand nombre de victoires consécutives sur une saison et sur plusieurs saisons détrônant McLaren.
Finalement, une seule victoire échappe à Red Bull : Carlos Sainz Jr. s'impose à Singapour avec sa Ferrari. L'écurie de Christian Horner gagne toutes les autres courses (21 sur 22) pour établir un nouveau record sur un exercice avec un ratio inédit de 95,45 % de victoires. Max Verstappen établit pour sa part plusieurs records (outre les dix victoires consécutives, dix-neuf succès, vingt-et-un podiums, 1003 tours menés) et s'adjuge son troisième titre à six courses de la fin. Pour la première fois de son histoire, Red Bull obtient le doublé aux championnat pilotes avec la deuxième place de Sergio Pérez au classement final.

## Résultats en championnat du monde de Formule 1
| Saison | Écurie                       | Châssis        | Moteur                                | Pneus       | Pilotes                                           | Grands Prix disputés | Pole positions | Victoires | Meilleurs tours | Points inscrits | Classement |
| ------ | ---------------------------- | -------------- | ------------------------------------- | ----------- | ------------------------------------------------- | -------------------- | -------------- | --------- | --------------- | --------------- | ---------- |
| 2005   | Red Bull Racing              | Red Bull RB1   | Cosworth V10                          | Michelin    | David Coulthard Christian Klien Vitantonio Liuzzi | 18                   | 0              | 0         | 0               | 34              | 7e         |
| 2006   | Red Bull Racing              | Red Bull RB2   | Ferrari V8                            | Michelin    | David Coulthard Christian Klien Robert Doornbos   | 18                   | 0              | 0         | 0               | 16              | 7e         |
| 2007   | Red Bull Racing              | Red Bull RB3   | Renault V8                            | Bridgestone | David Coulthard Mark Webber                       | 17                   | 0              | 0         | 0               | 24              | 5e         |
| 2008   | Red Bull Racing              | Red Bull RB4   | Renault V8                            | Bridgestone | David Coulthard Mark Webber                       | 18                   | 0              | 0         | 0               | 29              | 7e         |
| 2009   | Red Bull Racing              | Red Bull RB5   | Renault V8                            | Bridgestone | Mark Webber Sebastian Vettel                      | 17                   | 5              | 6         | 6               | 153,5           | 2e         |
| 2010   | Red Bull Racing              | Red Bull RB6   | Renault V8                            | Bridgestone | Sebastian Vettel Mark Webber                      | 19                   | 15             | 9         | 6               | 498             | Champion   |
| 2011   | Red Bull Racing              | Red Bull RB7   | Renault V8                            | Pirelli     | Sebastian Vettel Mark Webber                      | 19                   | 18             | 12        | 10              | 650             | Champion   |
| 2012   | Red Bull Racing              | Red Bull RB8   | Renault V8                            | Pirelli     | Sebastian Vettel Mark Webber                      | 20                   | 8              | 7         | 7               | 460             | Champion   |
| 2013   | Infiniti Red Bull Racing     | Red Bull RB9   | Renault V8                            | Pirelli     | Sebastian Vettel Mark Webber                      | 19                   | 11             | 13        | 12              | 596             | Champion   |
| 2014   | Infiniti Red Bull Racing     | Red Bull RB10  | Renault V6 turbo hybride              | Pirelli     | Sebastian Vettel Daniel Ricciardo                 | 19                   | 0              | 3         | 3               | 405             | 2e         |
| 2015   | Infiniti Red Bull Racing     | Red Bull RB11  | Renault V6 turbo hybride              | Pirelli     | Daniel Ricciardo Daniil Kvyat                     | 19                   | 0              | 0         | 3               | 187             | 4e         |
| 2016   | Red Bull Racing              | Red Bull RB12  | TAG Heuer V6 turbo hybride            | Pirelli     | Daniel Ricciardo Daniil Kvyat Max Verstappen      | 21                   | 1              | 2         | 4               | 468             | 2e         |
| 2017   | Red Bull Racing              | Red Bull RB13  | TAG Heuer V6 turbo hybride            | Pirelli     | Daniel Ricciardo Max Verstappen                   | 20                   | 0              | 3         | 2               | 368             | 3e         |
| 2018   | Aston Martin Red Bull Racing | Red Bull RB14  | TAG Heuer V6 turbo hybride            | Pirelli     | Daniel Ricciardo Max Verstappen                   | 21                   | 2              | 4         | 6               | 419             | 3e         |
| 2019   | Aston Martin Red Bull Racing | Red Bull RB15  | Honda V6 turbo hybride                | Pirelli     | Pierre Gasly Max Verstappen Alexander Albon       | 21                   | 2              | 3         | 5               | 417             | 3e         |
| 2020   | Aston Martin Red Bull Racing | Red Bull RB16  | Honda V6 turbo hybride                | Pirelli     | Alexander Albon Max Verstappen                    | 17                   | 1              | 2         | 3               | 319             | 2e         |
| 2021   | Red Bull Racing Honda        | Red Bull RB16B | Honda V6 turbo hybride                | Pirelli     | Sergio Pérez Max Verstappen                       | 22                   | 10             | 11        | 8               | 585,5           | 2e         |
| 2022   | Oracle Red Bull Racing       | Red Bull RB18  | Red Bull Powertrains V6 turbo hybride | Pirelli     | Max Verstappen Sergio Pérez                       | 22                   | 8              | 17        | 8               | 759             | Champion   |
| 2023   | Oracle Red Bull Racing       | Red Bull RB19  | Honda RBPT V6 turbo hybride           | Pirelli     | Max Verstappen Sergio Pérez                       | 22                   | 14             | 21        | 11              | 860             | Champion   |
| 2024   | Oracle Red Bull Racing       | Red Bull RB20  | Honda RBPT V6 turbo hybride           | Pirelli     | Max Verstappen Sergio Pérez                       | 24                   | 9              | 8         | 7               | 589             | 3e         |
| 2025   | Oracle Red Bull Racing       | Red Bull RB21  | Honda V6 turbo hybride                | Pirelli     | Liam Lawson Max Verstappen Yuki Tsunoda           | 14                   | 4              | 2         | 2               | 194             | 4e         |

| 2005 | Red Bull Racing              | Red Bull RB1   | Cosworth V10 TJ2005                            | M |                   | AUS  | MAL   | BAH  | SMR   | ESP   | MON   | EUR  | CAN  | USA   | FRA  | GBR  | ALL   | HON   | TUR  | ITA  | BEL  | BRÉ   | JAP   | CHI  |       |       |      |        |      | 34    | 7e       |  |     |    |
| 2005 | Red Bull Racing              | Red Bull RB1   | Cosworth V10 TJ2005                            | M | David Coulthard   | 4e   | 6e    | 8e   | 11e   | 8e    | Abd.  | 4e   | 7e   | Np.   | 10e  | 13e  | 7e    | Abd.  | 7e   | 15e  | Abd. | Abd.  | 6e    | 9e   |       |       |      |        |      | 34    | 7e       |  |     |    |
| 2005 | Red Bull Racing              | Red Bull RB1   | Cosworth V10 TJ2005                            | M | Christian Klien   | 7e   | 8e    | Abd. |       |       |       |      | 8e   | Np.   | Abd. | 15e  | 9e    | Abd.  | 8e   | 13e  | 9e   | 9e    | 9e    | 5e   |       |       |      |        |      | 34    | 7e       |  |     |    |
| 2005 | Red Bull Racing              | Red Bull RB1   | Cosworth V10 TJ2005                            | M | Vitantonio Liuzzi |      |       |      | 8e    | Abd.  | Abd.  | 9e   |      |       |      |      |       |       |      |      |      |       |       |      |       |       |      |        |      | 34    | 7e       |  |     |    |
| 2006 | Red Bull Racing              | Red Bull RB2   | Ferrari V8 056                                 | M |                   | BAH  | MAL   | AUS  | SMR   | EUR   | ESP   | MON  | GBR  | CAN   | USA  | FRA  | ALL   | HON   | TUR  | ITA  | CHI  | JAP   | BRÉ   |      |       |       |      |        |      | 16    | 7e       |  |     |    |
| 2006 | Red Bull Racing              | Red Bull RB2   | Ferrari V8 056                                 | M | David Coulthard   | 10e  | Abd.  | 8e   | Abd.  | Abd.  | 14e   | 3e   | 12e  | 8e    | 7e   | 9e   | 11e   | 5e    | 15e  | 12e  | 9e   | Abd.  | Abd.  |      |       |       |      |        |      | 16    | 7e       |  |     |    |
| 2006 | Red Bull Racing              | Red Bull RB2   | Ferrari V8 056                                 | M | Christian Klien   | 8e   | Abd.  | Abd. | Abd.  | Abd.  | 13e   | Abd. | 14e  | 11e   | Abd. | 12e  | 8e    | Abd.  | 11e  | 11e  |      |       |       |      |       |       |      |        |      | 16    | 7e       |  |     |    |
| 2006 | Red Bull Racing              | Red Bull RB2   | Ferrari V8 056                                 | M | Robert Doornbos   |      |       |      |       |       |       |      |      |       |      |      |       |       |      |      | 12e  | 13e   | 12e   |      |       |       |      |        |      | 16    | 7e       |  |     |    |
| 2007 | Red Bull Racing              | Red Bull RB3   | Renault V8 RS27                                | B |                   | AUS  | MAL   | BAH  | ESP   | MON   | CAN   | USA  | FRA  | GBR   | EUR  | HON  | TUR   | ITA   | BEL  | JAP  | CHI  | BRÉ   |       |      |       |       |      |        |      | 24    | 5e       |  |     |    |
| 2007 | Red Bull Racing              | Red Bull RB3   | Renault V8 RS27                                | B | Mark Webber       | 13e  | 10e   | Abd. | Abd.  | Abd.  | 9e    | 7e   | 12e  | Abd.  | 3e   | 9e   | Abd.  | 9e    | 7e   | Abd. | 10e  | Abd.  |       |      |       |       |      |        |      | 24    | 5e       |  |     |    |
| 2007 | Red Bull Racing              | Red Bull RB3   | Renault V8 RS27                                | B | David Coulthard   | Abd. | Abd.  | Abd. | 5e    | 14e   | Abd.  | Abd. | 13e  | 11e   | 5e   | 11e  | 10e   | Abd.  | Abd. | 4e   | 8e   | 9e    |       |      |       |       |      |        |      | 24    | 5e       |  |     |    |
| 2008 | Red Bull Racing              | Red Bull RB4   | Renault V8 RS27                                | B |                   | AUS  | MAL   | BAH  | ESP   | TUR   | MON   | CAN  | FRA  | GBR   | ALL  | HON  | EUR   | BEL   | ITA  | SIN  | JAP  | CHI   | BRÉ   |      |       |       |      |        |      | 29    | 7e       |  |     |    |
| 2008 | Red Bull Racing              | Red Bull RB4   | Renault V8 RS27                                | B | David Coulthard   | Abd. | 9e    | 18e  | 12e   | 9e    | Abd.  | 3e   | 9e   | Abd.  | 13e  | 11e  | 17e   | 11e   | 16e  | 7e   | Abd. | 10e   | Abd.  |      |       |       |      |        |      | 29    | 7e       |  |     |    |
| 2008 | Red Bull Racing              | Red Bull RB4   | Renault V8 RS27                                | B | Mark Webber       | Abd. | 7e    | 7e   | 5e    | 7e    | 4e    | 12e  | 6e   | 10e   | Abd. | 9e   | 12e   | 8e    | 8e   | Abd. | 8e   | 14e   | 9e    |      |       |       |      |        |      | 29    | 7e       |  |     |    |
| 2009 | Red Bull Racing              | Red Bull RB5   | Renault V8 RS27                                | B |                   | AUS  | MAL** | CHI  | BAH   | ESP   | MON   | TUR  | GBR  | ALL   | HON  | EUR  | BEL   | ITA   | SIN  | JAP  | BRÉ  | ABU   |       |      |       |       |      |        |      | 153,5 | 2e       |  |     |    |
| 2009 | Red Bull Racing              | Red Bull RB5   | Renault V8 RS27                                | B | Mark Webber       | 12e  | 6e    | 2e   | 11e   | 3e    | 5e    | 2e   | 2e   | 1er   | 3e   | 9e   | 9e    | Abd.  | Abd. | 17e  | 1er  | 2e    |       |      |       |       |      |        |      | 153,5 | 2e       |  |     |    |
| 2009 | Red Bull Racing              | Red Bull RB5   | Renault V8 RS27                                | B | Sebastian Vettel  | 13e* | 15e   | 1er  | 2e    | 4e    | Abd.  | 3e   | 1er  | 2e    | Abd. | Abd. | 3e    | 8e    | 4e   | 1er  | 4e   | 1er   |       |      |       |       |      |        |      | 153,5 | 2e       |  |     |    |
| 2010 | Red Bull Racing              | Red Bull RB6   | Renault V8 RS27-2010                           | B |                   | BAH  | AUS   | MAL  | CHI   | ESP   | MON   | TUR  | CAN  | EUR   | GBR  | ALL  | HON   | BEL   | ITA  | SIN  | JAP  | COR   | BRÉ   | ABU  |       |       |      |        |      | 498   | Champion |  |     |    |
| 2010 | Red Bull Racing              | Red Bull RB6   | Renault V8 RS27-2010                           | B | Sebastian Vettel  | 4e   | Abd.  | 1er  | 6e    | 3e    | 2e    | Abd. | 4e   | 1er   | 7e   | 3e   | 3e    | 15e   | 4e   | 2e   | 1er  | Abd.  | 1er   | 1er  |       |       |      |        |      | 498   | Champion |  |     |    |
| 2010 | Red Bull Racing              | Red Bull RB6   | Renault V8 RS27-2010                           | B | Mark Webber       | 8e   | 9e    | 2e   | 8e    | 1er   | 1er   | 3e   | 5e   | Abd.  | 1er  | 6e   | 1er   | 2e    | 6e   | 3e   | 2e   | Abd.  | 2e    | 8e   |       |       |      |        |      | 498   | Champion |  |     |    |
| 2011 | Red Bull Racing              | Red Bull RB7   | Renault V8 RS27-2011                           | P |                   | AUS  | MAL   | CHI  | TUR   | ESP   | MON   | CAN  | EUR  | GBR   | ALL  | HON  | BEL   | ITA   | SIN  | JAP  | COR  | IND   | ABU   | BRÉ  |       |       |      |        |      | 650   | Champion |  |     |    |
| 2011 | Red Bull Racing              | Red Bull RB7   | Renault V8 RS27-2011                           | P | Sebastian Vettel  | 1er  | 1er   | 2e   | 1er   | 1er   | 1er   | 2e   | 1er  | 2e    | 4e   | 2e   | 1er   | 1er   | 1er  | 3e   | 1er  | 1er   | Abd.  | 2e   |       |       |      |        |      | 650   | Champion |  |     |    |
| 2011 | Red Bull Racing              | Red Bull RB7   | Renault V8 RS27-2011                           | P | Mark Webber       | 5e   | 4e    | 3e   | 2e    | 4e    | 4e    | 3e   | 3e   | 3e    | 3e   | 5e   | 2e    | Abd.  | 3e   | 4e   | 3e   | 4e    | 4e    | 1er  |       |       |      |        |      | 650   | Champion |  |     |    |
| 2012 | Red Bull Racing              | Red Bull RB8   | Renault V8 RS27-2012                           | P |                   | AUS  | MAL   | CHI  | BAH   | ESP   | MON   | CAN  | EUR  | GBR   | ALL  | HON  | BEL   | ITA   | SIN  | JAP  | COR  | IND   | ABU   | USA  | BRÉ   |       |      |        |      | 460   | Champion |  |     |    |
| 2012 | Red Bull Racing              | Red Bull RB8   | Renault V8 RS27-2012                           | P | Sebastian Vettel  | 2e   | 11e   | 5e   | 1er   | 6e    | 4e    | 4e   | Abd. | 3e    | 5e   | 4e   | 2e    | 22e*  | 1er  | 1er  | 1er  | 1er   | 3e    | 2e   | 6e    |       |      |        |      | 460   | Champion |  |     |    |
| 2012 | Red Bull Racing              | Red Bull RB8   | Renault V8 RS27-2012                           | P | Mark Webber       | 4e   | 4e    | 4e   | 4e    | 11e   | 1er   | 7e   | 4e   | 1re   | 8e   | 8e   | 6e    | 20e*  | 11e  | 9e   | 2e   | 3e    | Abd.  | Abd. | 4e    |       |      |        |      | 460   | Champion |  |     |    |
| 2013 | Infiniti Red Bull Racing     | Red Bull RB9   | Renault V8 RS27-2013                           | P |                   | AUS  | MAL   | CHI  | BAH   | ESP   | MON   | CAN  | GBR  | ALL   | HON  | BEL  | ITA   | SIN   | COR  | JAP  | IND  | ABU   | USA   | BRÉ  |       |       |      |        |      | 593   | Champion |  |     |    |
| 2013 | Infiniti Red Bull Racing     | Red Bull RB9   | Renault V8 RS27-2013                           | P | Sebastian Vettel  | 3e   | 1er   | 4e   | 1er   | 4e    | 2e    | 1er  | Abd. | 1er   | 3e   | 1re  | 1er   | 1er   | 1er  | 1er  | 1er  | 1er   | 1er   | 1er  |       |       |      |        |      | 593   | Champion |  |     |    |
| 2013 | Infiniti Red Bull Racing     | Red Bull RB9   | Renault V8 RS27-2013                           | P | Mark Webber       | 6e   | 2e    | Abd. | 7e    | 5e    | 3e    | 4e   | 2e   | 7e    | 4e   | 5e   | 3e    | 15e*  | Abd. | 2e   | Abd. | 2e    | 3e    | 2e   |       |       |      |        |      | 593   | Champion |  |     |    |
| 2014 | Infiniti Red Bull Racing     | Red Bull RB10  | Renault V6 turbo hybride Energy F1-2014        | P |                   | AUS  | MAL   | BAH  | CHN   | ESP   | MON   | CAN  | AUT  | GBR   | ALL  | HON  | BEL   | ITA   | SIN  | JPN  | RUS  | USA   | BRE   | ABD  |       |       |      |        |      | 405   | 2e       |  |     |    |
| 2014 | Infiniti Red Bull Racing     | Red Bull RB10  | Renault V6 turbo hybride Energy F1-2014        | P | Sebastian Vettel  | Abd. | 3e    | 6e   | 5e    | 4e    | Abd.  | 3e   | Abd. | 5e    | 4e   | 7e   | 5e    | 6e    | 2e   | 3e   | 8e   | 7e    | 5e    | 8e   |       |       |      |        |      | 405   | 2e       |  |     |    |
| 2014 | Infiniti Red Bull Racing     | Red Bull RB10  | Renault V6 turbo hybride Energy F1-2014        | P | Daniel Ricciardo  | Dsq. | Abd.  | 4e   | 4e    | 3e    | 3e    | 1er  | 8e   | 3e    | 6e   | 1er  | 1er   | 5e    | 3e   | 4e   | 7e   | 3e    | Abd.  | 4e   |       |       |      |        |      | 405   | 2e       |  |     |    |
| 2015 | Infiniti Red Bull Racing     | Red Bull RB11  | Renault V6 turbo hybride Energy F1-2015        | P |                   | AUS  | MAL   | CHI  | BAH   | ESP   | MON   | CAN  | AUT  | GBR   | HON  | BEL  | ITA   | SIN   | JAP  | RUS  | USA  | MEX   | BRÉ   | ABU  |       |       |      |        |      | 187   | 4e       |  |     |    |
| 2015 | Infiniti Red Bull Racing     | Red Bull RB11  | Renault V6 turbo hybride Energy F1-2015        | P | Daniel Ricciardo  | 6e   | 10e   | 9e   | 6e    | 7e    | 5e    | 13e  | 10e  | Abd.  | 3e   | Abd. | 8e    | 2e    | 15e  | 15e* | 10e  | 5e    | 11e   | 6e   |       |       |      |        |      | 187   | 4e       |  |     |    |
| 2015 | Infiniti Red Bull Racing     | Red Bull RB11  | Renault V6 turbo hybride Energy F1-2015        | P | Daniil Kvyat      | Np.  | 9e    | Abd. | 9e    | 10e   | 4e    | 9e   | 12e  | 6e    | 2e   | 4e   | 10e   | 6e    | 13e  | 5e   | Abd. | 4e    | 7e    | 10e  |       |       |      |        |      | 187   | 4e       |  |     |    |
| 2016 | Red Bull Racing              | Red Bull RB12  | TAG Heuer V6 turbo hybride R.E.16              | P |                   | AUS  | BAH   | CHI  | RUS   | ESP   | MON   | CAN  | EUR  | AUT   | GBR  | HON  | ALL   | BEL   | ITA  | SIN  | MAL  | JAP   | USA   | MEX  | BRÉ   | ABU   |      |        |      | 468   | 2e       |  |     |    |
| 2016 | Red Bull Racing              | Red Bull RB12  | TAG Heuer V6 turbo hybride R.E.16              | P | Daniel Ricciardo  | 4e   | 4e    | 4e   | 11e   | 4e    | 2e    | 7e   | 7e   | 5e    | 4e   | 3e   | 2e    | 2e    | 5e   | 2e   | 1er  | 6e    | 3e    | 3e   | 8e    | 5e    |      |        |      | 468   | 2e       |  |     |    |
| 2016 | Red Bull Racing              | Red Bull RB12  | TAG Heuer V6 turbo hybride R.E.16              | P | Daniil Kvyat      | Np.  | 7e    | 3e   | 15e   |       |       |      |      |       |      |      |       |       |      |      |      |       |       |      |       |       |      |        |      | 468   | 2e       |  |     |    |
| 2016 | Red Bull Racing              | Red Bull RB12  | TAG Heuer V6 turbo hybride R.E.16              | P | Max Verstappen    |      |       |      |       | 1er   | Abd.  | 4e   | 8e   | 2e    | 2e   | 5e   | 3e    | 11e   | 7e   | 6e   | 2e   | 2e    | Abd.  | 4e   | 3e    | 4e    |      |        |      | 468   | 2e       |  |     |    |
| 2017 | Red Bull Racing              | Red Bull RB13  | TAG Heuer V6 turbo hybride R.E.17              | P |                   | AUS  | CHN   | BHR  | RUS   | ESP   | MON   | CAN  | AZE  | AUT   | GBR  | HON  | BEL   | ITA   | SIN  | MAL  | JPN  | USA   | MEX   | BRÉ  | ABU   |       |      |        |      | 368   | 3e       |  |     |    |
| 2017 | Red Bull Racing              | Red Bull RB13  | TAG Heuer V6 turbo hybride R.E.17              | P | Daniel Ricciardo  | Abd. | 4e    | 5e   | Abd.  | 3e    | 3e    | 3e   | 1er  | 3e    | 5e   | Abd. | 3e    | 4e    | 2e   | 3e   | 3e   | Abd.  | Abd.  | 6e   | Abd.  |       |      |        |      | 368   | 3e       |  |     |    |
| 2017 | Red Bull Racing              | Red Bull RB13  | TAG Heuer V6 turbo hybride R.E.17              | P | Max Verstappen    | 5e   | 3e    | Abd. | 5e    | Abd.  | 5e    | Abd. | Abd. | Abd.  | 4e   | 5e   | Abd.  | 10e   | Abd  | 1er  | 2e   | 4e    | 1er   | 5e   | 5e    |       |      |        |      | 368   | 3e       |  |     |    |
| 2018 | Aston Martin Red Bull Racing | Red Bull RB14  | TAG Heuer V6 turbo hybride R.E.18              | P |                   | AUS  | BHR   | CHN  | AZE   | ESP   | MON   | CAN  | FRA  | AUT   | GBR  | ALL  | HON   | BEL   | ITA  | SIN  | RUS  | JPN   | USA   | MEX  | BRÉ   | ABU   |      |        |      | 419   | 3e       |  |     |    |
| 2018 | Aston Martin Red Bull Racing | Red Bull RB14  | TAG Heuer V6 turbo hybride R.E.18              | P | Daniel Ricciardo  | 4e   | Abd.  | 1er  | Abd.  | 5e    | 1er   | 4e   | 4e   | Abd.  | 5e   | Abd. | 4e    | Abd.  | Abd. | 6e   | 6e   | 4e    | Abd.  | Abd. | 4e    | 4e    |      |        |      | 419   | 3e       |  |     |    |
| 2018 | Aston Martin Red Bull Racing | Red Bull RB14  | TAG Heuer V6 turbo hybride R.E.18              | P | Max Verstappen    | 6e   | Abd.  | 5e   | Abd.  | 3e    | 9e    | 3e   | 2e   | 1er   | 15e* | 4e   | Abd.  | 4e    | 5e   | 2e   | 5e   | 3e    | 2e    | 1er  | 2e    | 3e    |      |        |      | 419   | 3e       |  |     |    |
| 2019 | Aston Martin Red Bull Racing | Red Bull RB15  | Honda V6 turbo hybride RA619H                  | P |                   | AUS  | BAH   | CHN  | AZE   | ESP   | MON   | CAN  | FRA  | AUT   | GBR  | ALL  | HON   | BEL   | ITA  | SIN  | RUS  | JPN   | MEX   | USA  | BRE   | ABU   |      |        |      | 417   | 3e       |  |     |    |
| 2019 | Aston Martin Red Bull Racing | Red Bull RB15  | Honda V6 turbo hybride RA619H                  | P | Pierre Gasly      | 11e  | 8e    | 6e   | Abd.  | 6e    | 5e    | 8e   | 10e  | 7e    | 4e   | 14e  | 6e    |       |      |      |      |       |       |      |       |       |      |        |      | 417   | 3e       |  |     |    |
| 2019 | Aston Martin Red Bull Racing | Red Bull RB15  | Honda V6 turbo hybride RA619H                  | P | Max Verstappen    | 3e   | 4e    | 4e   | 4e    | 3e    | 4e    | 5e   | 4e   | 1er   | 5e   | 1er  | 2e    | Abd.  | 8e   | 3e   | 4e   | Abd.  | 6e    | 3e   | 1er   | 2e    |      |        |      | 417   | 3e       |  |     |    |
| 2019 | Aston Martin Red Bull Racing | Red Bull RB15  | Honda V6 turbo hybride RA619H                  | P | Alexander Albon   |      |       |      |       |       |       |      |      |       |      |      |       | 5e    | 6e   | 6e   | 5e   | 4e    | 5e    | 5e   | 14e   | 6e    |      |        |      | 417   | 3e       |  |     |    |
| 2020 | Aston Martin Red Bull Racing | Red Bull RB16  | Honda V6 turbo hybride RA620H                  | P |                   | AUT  | STY   | HON  | GBR   | 70e   | ESP   | BEL  | ITA  | TOS   | RUS  | EIF  | POR   | EMI   | TUR  | BAH  | SAK  | ABU   |       |      |       |       |      |        |      | 319   | 2e       |  |     |    |
| 2020 | Aston Martin Red Bull Racing | Red Bull RB16  | Honda V6 turbo hybride RA620H                  | P | Alexander Albon   | 13e* | 4e    | 5e   | 8e    | 5e    | 8e    | 6e   | 15e  | 3e    | 10e  | Abd. | 12e   | 15e   | 7e   | 3e   | 6e   | 4e    |       |      |       |       |      |        |      | 319   | 2e       |  |     |    |
| 2020 | Aston Martin Red Bull Racing | Red Bull RB16  | Honda V6 turbo hybride RA620H                  | P | Max Verstappen    | Abd. | 3e    | 2e   | 2e    | 1er   | 2e    | 3e   | Abd. | Abd.  | 2e   | 2e   | 3e    | Abd.  | 6e   | 2e   | Abd. | 1er   |       |      |       |       |      |        |      | 319   | 2e       |  |     |    |
| 2021 | Red Bull Racing Honda        | Red Bull RB16B | Honda V6 turbo hybride RA621H                  | P |                   | BAH  | EMI   | POR  | ESP   | MON   | AZE   | FRA  | STY  | AUT   | GBR  | HON  | BEL   | P-B   | ITA  | RUS  | TUR  | USA   | MEX   | BRE  | QAT   | SAU   | ABU  |        |      | 585,5 | 2e       |  |     |    |
| 2021 | Red Bull Racing Honda        | Red Bull RB16B | Honda V6 turbo hybride RA621H                  | P | Sergio Pérez      | 5e   | 12e   | 4e   | 5e    | 4e    | 1er   | 3e   | 4e   | 6e    | 16e  | Abd. | 19e   | 8e    | 5e   | 9e   | 3e   | 3e    | 3e    | 4e   | 4e    | Abd.  | 15e* |        |      | 585,5 | 2e       |  |     |    |
| 2021 | Red Bull Racing Honda        | Red Bull RB16B | Honda V6 turbo hybride RA621H                  | P | Max Verstappen    | 2e   | 1er   | 2e   | 2e    | 1er   | 18e*  | 1er  | 1er  | 1er   | Abd. | 9e   | 1er   | 1er   | Abd. | 2e   | 2e   | 1er   | 1er   | 2e   | 2e    | 2e    | 1er  |        |      | 585,5 | 2e       |  |     |    |
| 2022 | Oracle Red Bull Racing       | Red Bull RB18  | Red Bull Powertrains V6 turbo hybride RBPTH001 | P |                   | BAH  | SAU   | AUS  | EMI   | MIA   | ESP   | MON  | AZE  | CAN   | GBR  | AUT  | FRA   | HON   | BEL  | P-B  | ITA  | SIN   | JAP   | USA  | MEX   | BRE   | ABU  |        |      | 759   | Champion |  |     |    |
| 2022 | Oracle Red Bull Racing       | Red Bull RB18  | Red Bull Powertrains V6 turbo hybride RBPTH001 | P | Max Verstappen    | 19e* | 1er   | Abd. | 1er   | 1er   | 1er   | 3e   | 1er  | 1er   | 7e   | 2e   | 1er   | 1er   | 1er  | 1er  | 1er  | 7e    | 1er   | 1er  | 1er   | 6e    | 1er  |        |      | 759   | Champion |  |     |    |
| 2022 | Oracle Red Bull Racing       | Red Bull RB18  | Red Bull Powertrains V6 turbo hybride RBPTH001 | P | Sergio Pérez      | 18e* | 4e    | 2e   | 2e    | 4e    | 2e    | 1er  | 2e   | Abd.  | 2e   | Abd. | 4e    | 5e    | 2e   | 5e   | 6e   | 1er   | 2e    | 4e   | 3e    | 7e    | 3e   |        |      | 759   | Champion |  |     |    |
| 2023 | Oracle Red Bull Racing       | Red Bull RB19  | Honda RBPT V6 turbo hybride RBPTH001           | P |                   | BAH  | SAU   | AUS  | AZE   | MIA   | MON   | ESP  | CAN  | AUT   | GBR  | HON  | BEL   | P-B   | ITA  | SIN  | JPN  | QAT   | USA   | MEX  | BRE   | LVG   | ABU  |        |      | 860   | Champion |  |     |    |
| 2023 | Oracle Red Bull Racing       | Red Bull RB19  | Honda RBPT V6 turbo hybride RBPTH001           | P | Max Verstappen    | 1er  | 2e    | 1er  | 2e+6  | 1er   | 1er   | 1er  | 1er  | 1er+8 | 1er  | 1er  | 1er+8 | 1er   | 1er  | 5e   | 1er  | 1er+7 | 1er+8 | 1er  | 1er+8 | 1er   | 1er  |        |      | 860   | Champion |  |     |    |
| 2023 | Oracle Red Bull Racing       | Red Bull RB19  | Honda RBPT V6 turbo hybride RBPTH001           | P | Sergio Pérez      | 2e   | 1er   | 5e   | 1er+7 | 2e    | 16e   | 4e   | 6e   | 3e+7  | 6e   | 3e   | 2e    | 4e    | 2e   | 8e   | Abd. | 10e   | 4e+4  | Abd. | 4e+6  | 3e    | 4e   |        |      | 860   | Champion |  |     |    |
| 2024 | Oracle Red Bull Racing       | Red Bull RB20  | Honda RBPT V6 turbo hybride RBPTH002           | P |                   | BAH  | SAU   | AUS  | JAP   | CHN   | MIA   | EMI  | MON  | CAN   | ESP  | AUT  | GBR   | HON   | BEL  | P-B  | ITA  | AZE   | SIN   | USA  | MEX   | SAO   | LVE  | QAT    | ABU  | 589   | 3e       |  |     |    |
| 2024 | Oracle Red Bull Racing       | Red Bull RB20  | Honda RBPT V6 turbo hybride RBPTH002           | P | Max Verstappen    | 1er  | 1er   | Abd. | 1er   | 1er+8 | 2e+8  | 1er  | 6e   | 1er   | 1er  | 5e+8 | 2e    | 5e    | 4e   | 2e   | 6e   | 5e    | 2e    | 3e+8 | 6e    | 1er+5 | 5e   | 1er+1  | 6e   | 589   | 3e       |  |     |    |
| 2024 | Oracle Red Bull Racing       | Red Bull RB20  | Honda RBPT V6 turbo hybride RBPTH002           | P | Sergio Pérez      | 2e   | 2e    | 5e   | 2e    | 3e+6  | 4e+6  | 8e   | Abd. | Abd.  | 8e   | 7e+1 | 17e   | 7e    | 7e   | 6e   | 8e   | Abd.  | 10e   | 7e+0 | 17e   | 11e+1 | 10e  | Abd.+0 | Abd. | 589   | 3e       |  |     |    |
| 2025 | Oracle Red Bull Racing       | Red Bull RB21  | Honda RBPT V6 turbo hybride RBPTH003           | P |                   | AUS  | CHN   | JAP  | BAH   | ARA   | MIA   | EMI  | MON  | ESP   | CAN  | AUT  | GBR   | BEL   | HON  | P-B  | ITA  | AZE   | SIN   | USA  | MEX   | BRE   | LVE  | QAT    | ABU  |       |          |  | 194 | 4e |
| 2025 | Oracle Red Bull Racing       | Red Bull RB21  | Honda RBPT V6 turbo hybride RBPTH003           | P | Liam Lawson       | Abd. | 12e+0 |      |       |       |       |      |      |       |      |      |       |       |      |      |      |       |       |      |       |       |      |        |      |       |          |  | 194 | 4e |
| 2025 | Oracle Red Bull Racing       | Red Bull RB21  | Honda RBPT V6 turbo hybride RBPTH003           | P | Max Verstappen    | 2e   | 4e+6  | 1er  | 6e    | 2e    | 4e+0  | 1er  | 4e   | 10e   | 2e   | Abd. | 5e    | 4e+8  | 9e   |      |      |       |       |      |       |       |      |        |      |       |          |  | 194 | 4e |
| 2025 | Oracle Red Bull Racing       | Red Bull RB21  | Honda RBPT V6 turbo hybride RBPTH003           | P | Yuki Tsunoda      |      |       | 12e  | 9e    | Abd.  | 10e+3 | 10e  | 17e  | 13e   | 12e  | 16e  | 15e   | 13e+0 | 17e  |      |      |       |       |      |       |       |      |        |      |       |          |  | 194 | 4e |

## Palmarès des pilotes de Red Bull Racing
| Pilote            | Saisons dans l'écurie | Grands Prix disputés | Victoires | Podiums | Points inscrits | Pole positions | Meilleur tour en course | Champion du monde   |
| ----------------- | --------------------- | -------------------- | --------- | ------- | --------------- | -------------- | ----------------------- | ------------------- |
| Max Verstappen    | 2016-                 | 200                  | 65        | 117     | 3 148,50        | 44             | 34                      | 2021 2022 2023 2024 |
| Mark Webber       | 2007-2013             | 129                  | 9         | 41      | 978,5           | 13             | 19                      |                     |
| Sebastian Vettel  | 2009-2014             | 113                  | 38        | 65      | 1 577           | 44             | 24                      | 2010 2011 2012 2013 |
| Daniel Ricciardo  | 2014-2018             | 100                  | 7         | 29      | 956             | 3              | 13                      |                     |
| Sergio Pérez      | 2021-2024             | 89                   | 5         | 29      | 932             | 3              | 8                       |                     |
| David Coulthard   | 2005-2008             | 72                   | 0         | 2       | 60              | 0              | 0                       |                     |
| Christian Klien   | 2005-2006             | 28                   | 0         | 0       | 11              | 0              | 0                       |                     |
| Alexander Albon   | 2019-2020             | 26                   | 0         | 2       | 181             | 0              | 0                       |                     |
| Daniil Kvyat      | 2015-2016             | 21                   | 0         | 2       | 116             | 0              | 0                       |                     |
| Yuki Tsunoda      | 2025-                 | 14                   | 0         | 0       | 7               | 0              | 0                       |                     |
| Pierre Gasly      | 2019                  | 12                   | 0         | 0       | 63              | 0              | 2                       |                     |
| Vitantonio Liuzzi | 2005                  | 4                    | 0         | 0       | 1               | 0              | 0                       |                     |
| Robert Doornbos   | 2006                  | 3                    | 0         | 0       | 0               | 0              | 0                       |                     |
| Liam Lawson       | 2025                  | 2                    | 0         | 0       | 0               | 0              | 0                       |                     |

## Logos

2005-2013
2013-2016
2018-2020
2021
Depuis 2022